# Biserica de lemn din Cojocna

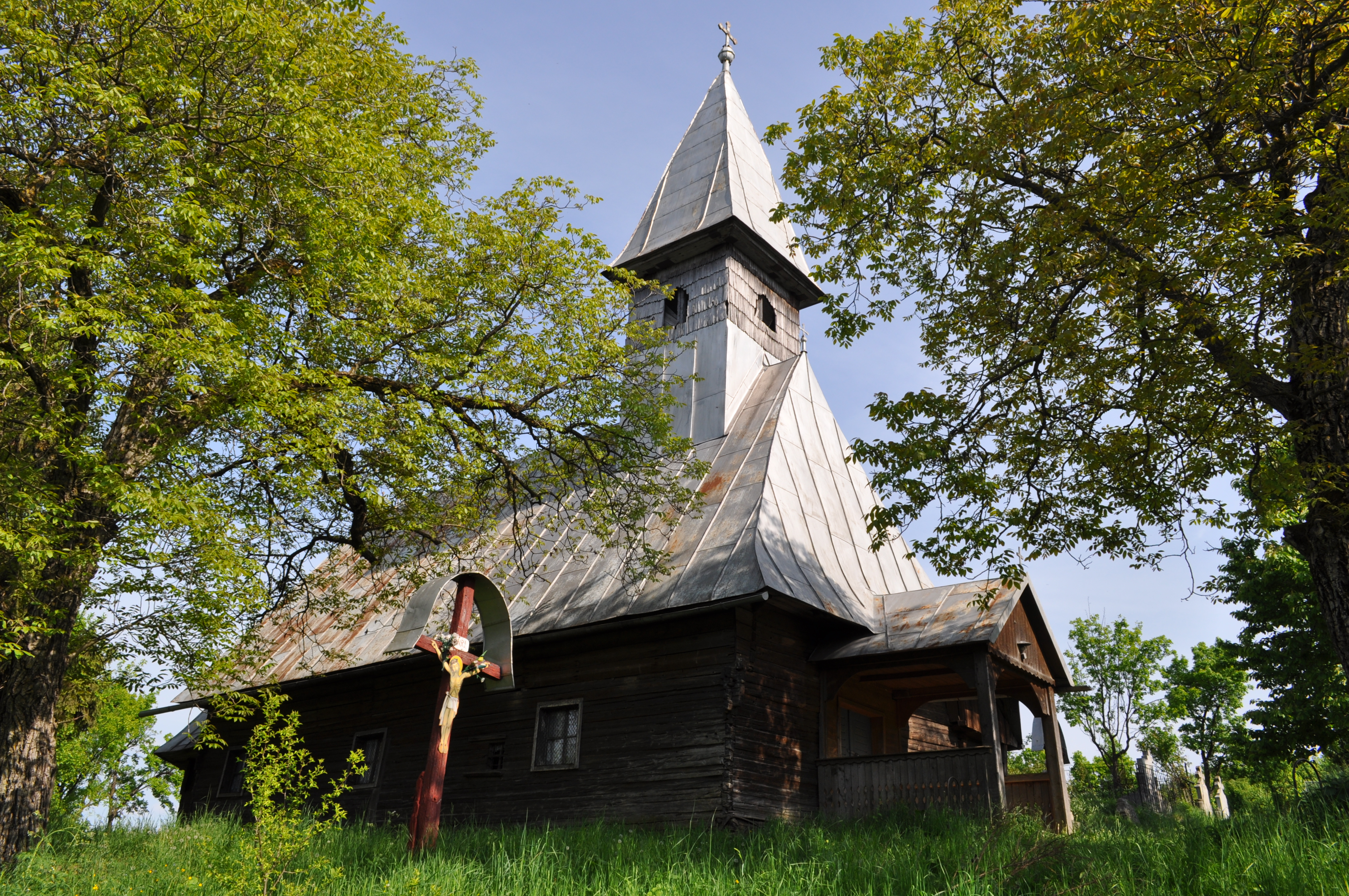
Biserica de lemn „Intrarea în biserică a Maicii Domnului” din Cojocna, județul Cluj, foto: mai, 2011.

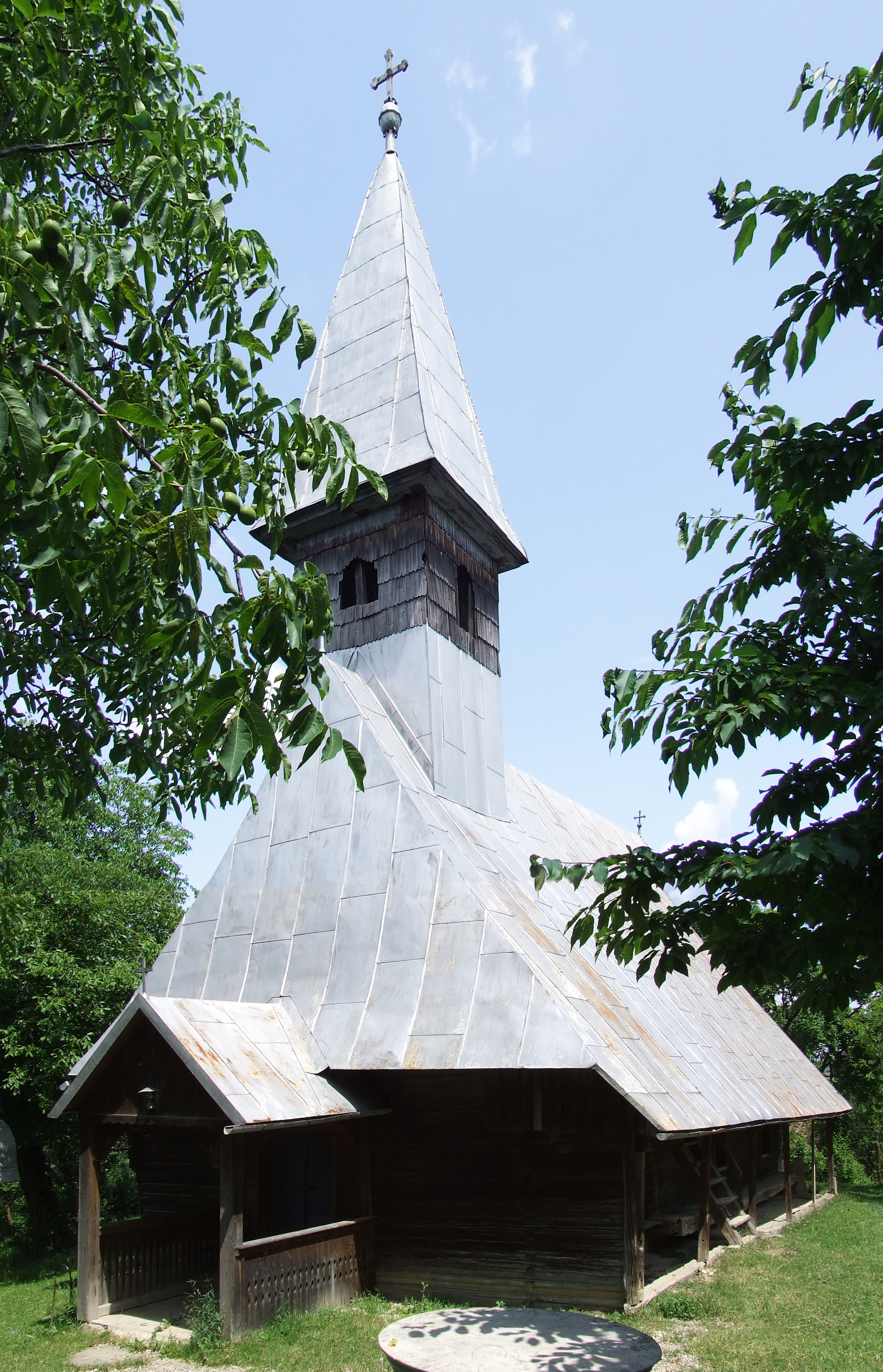
Biserica de lemn din Cojocna, județul Cluj

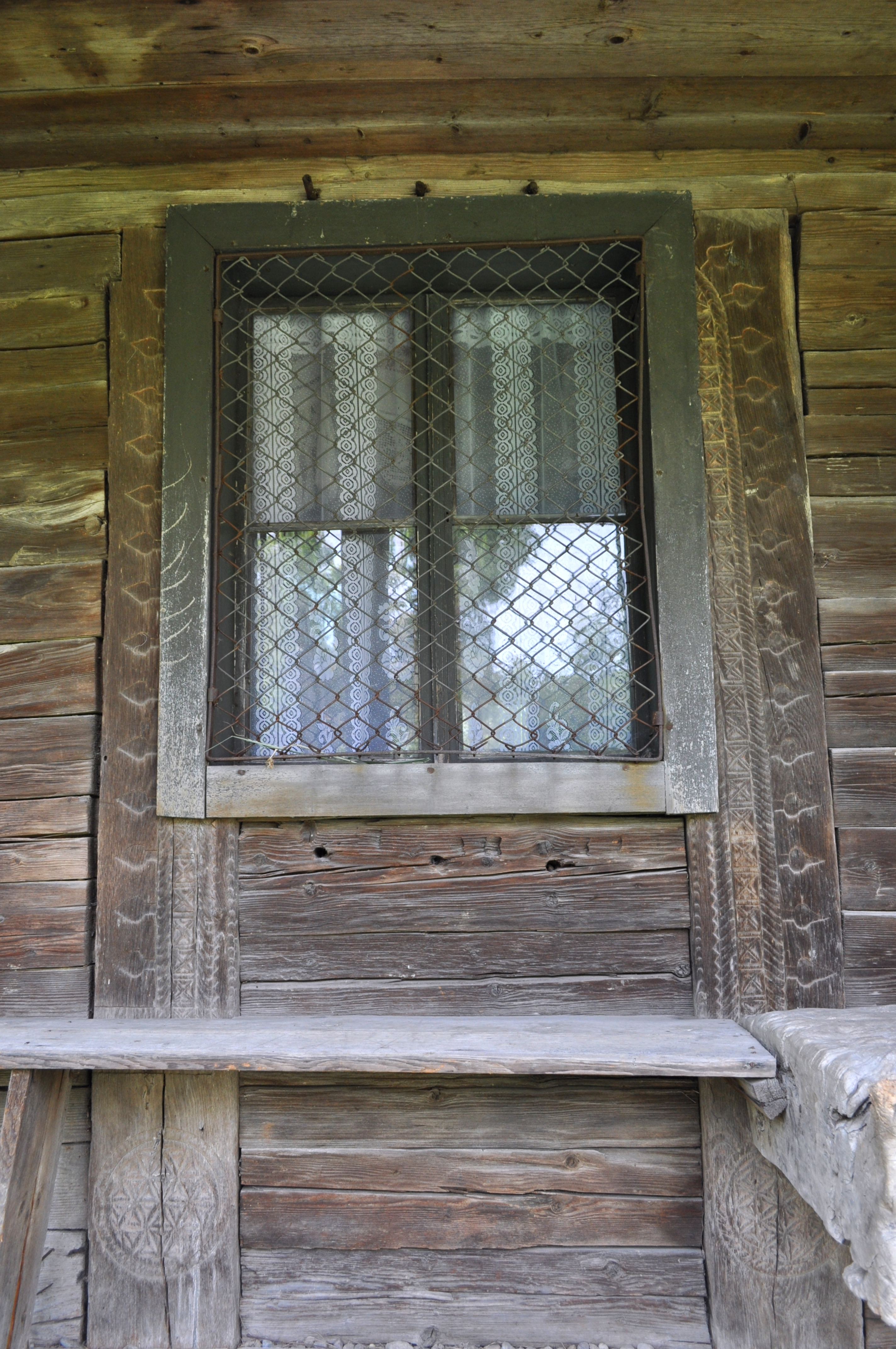
Veche intrare pe latura sudică

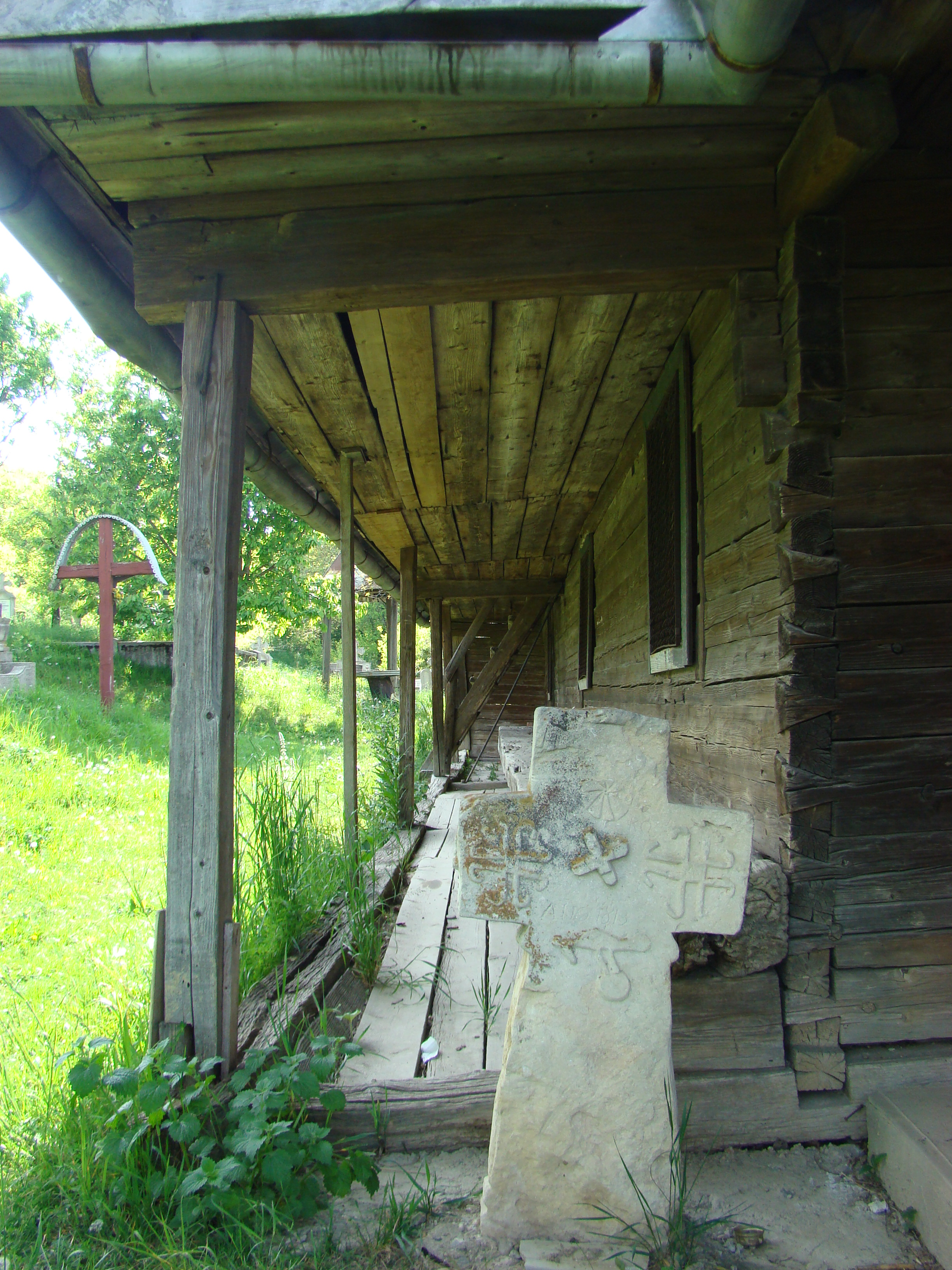
Târnațul de pe latura sudică

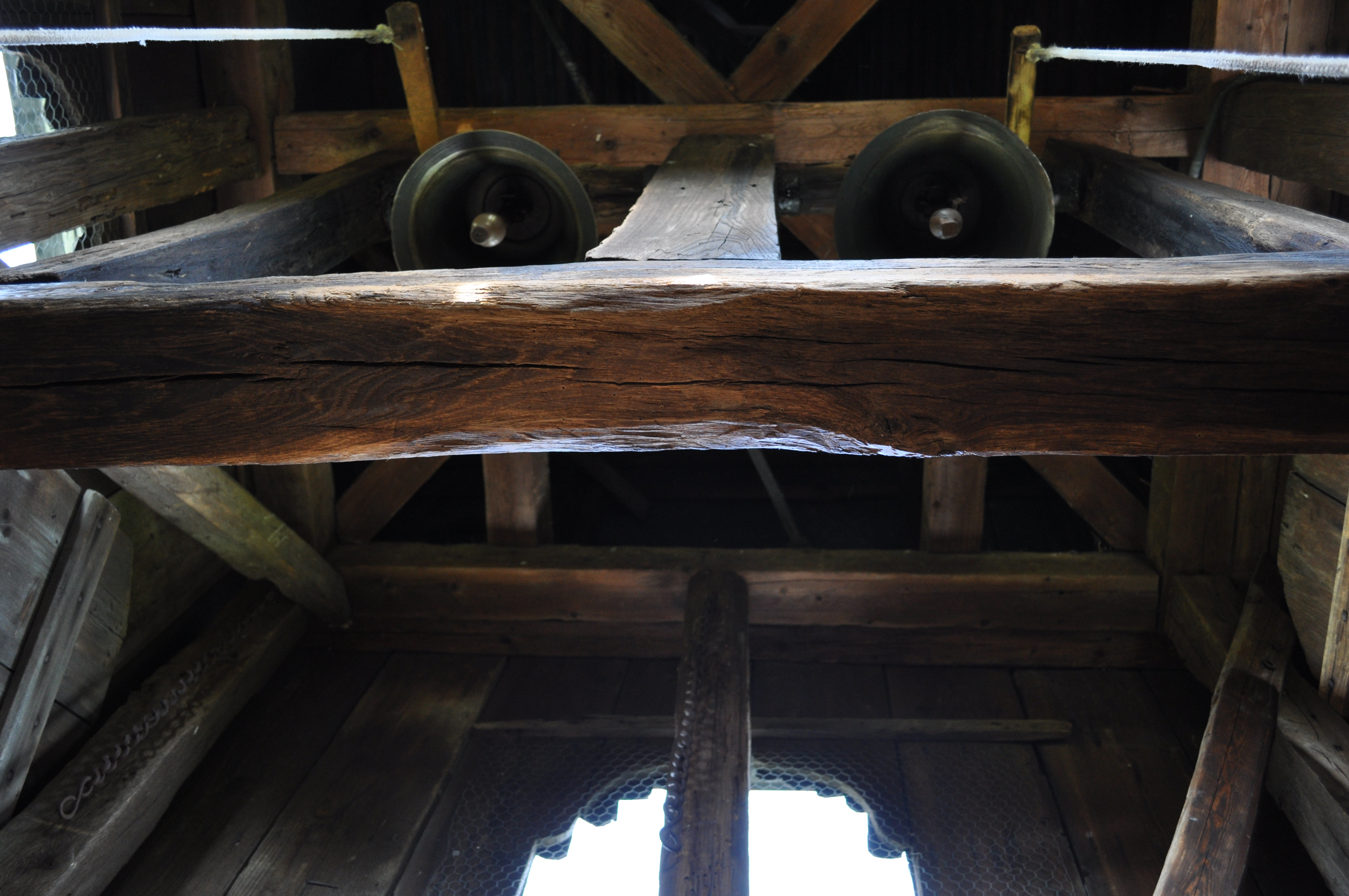
Clopotele

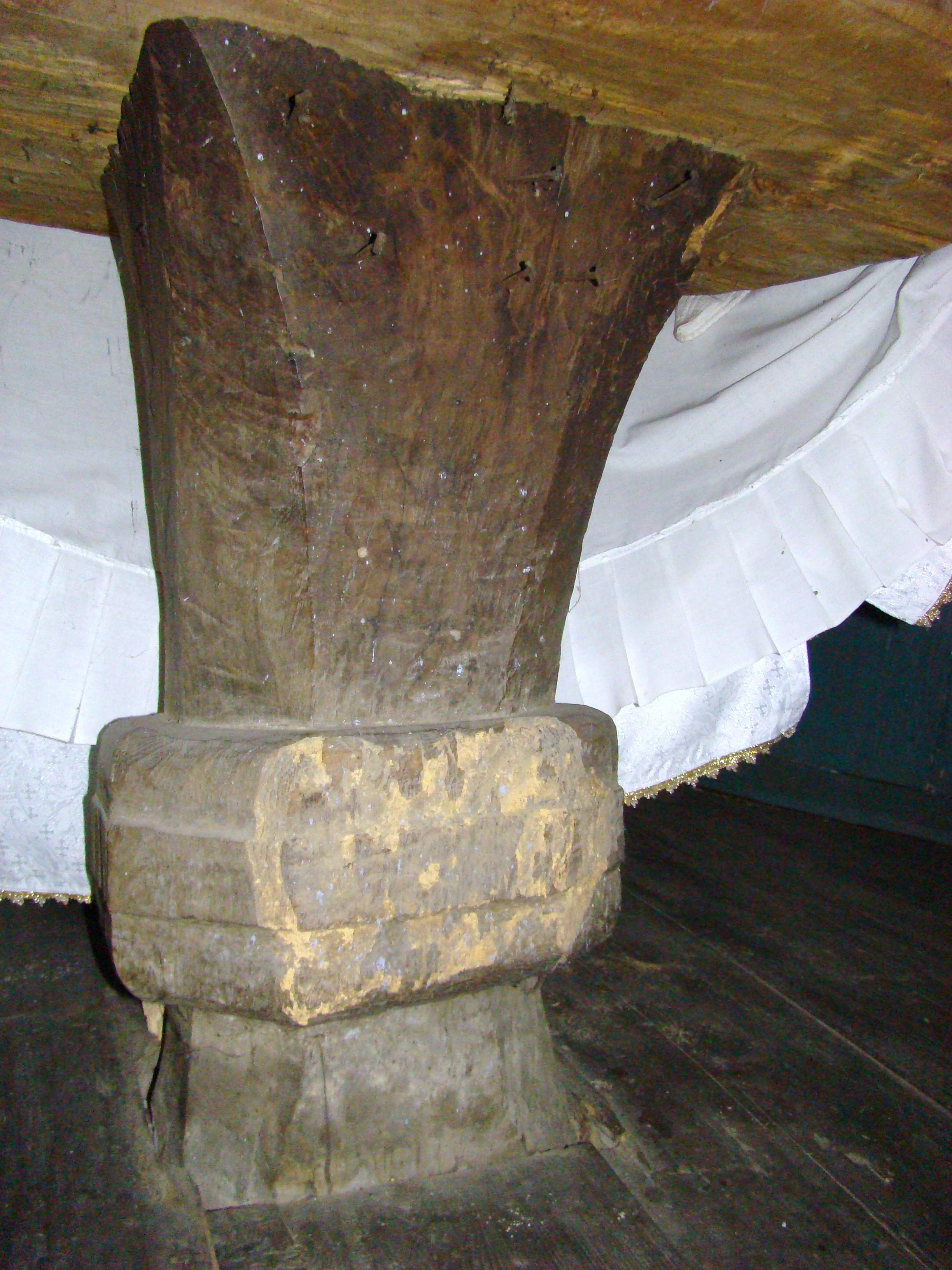
Piciorul mesei altarului

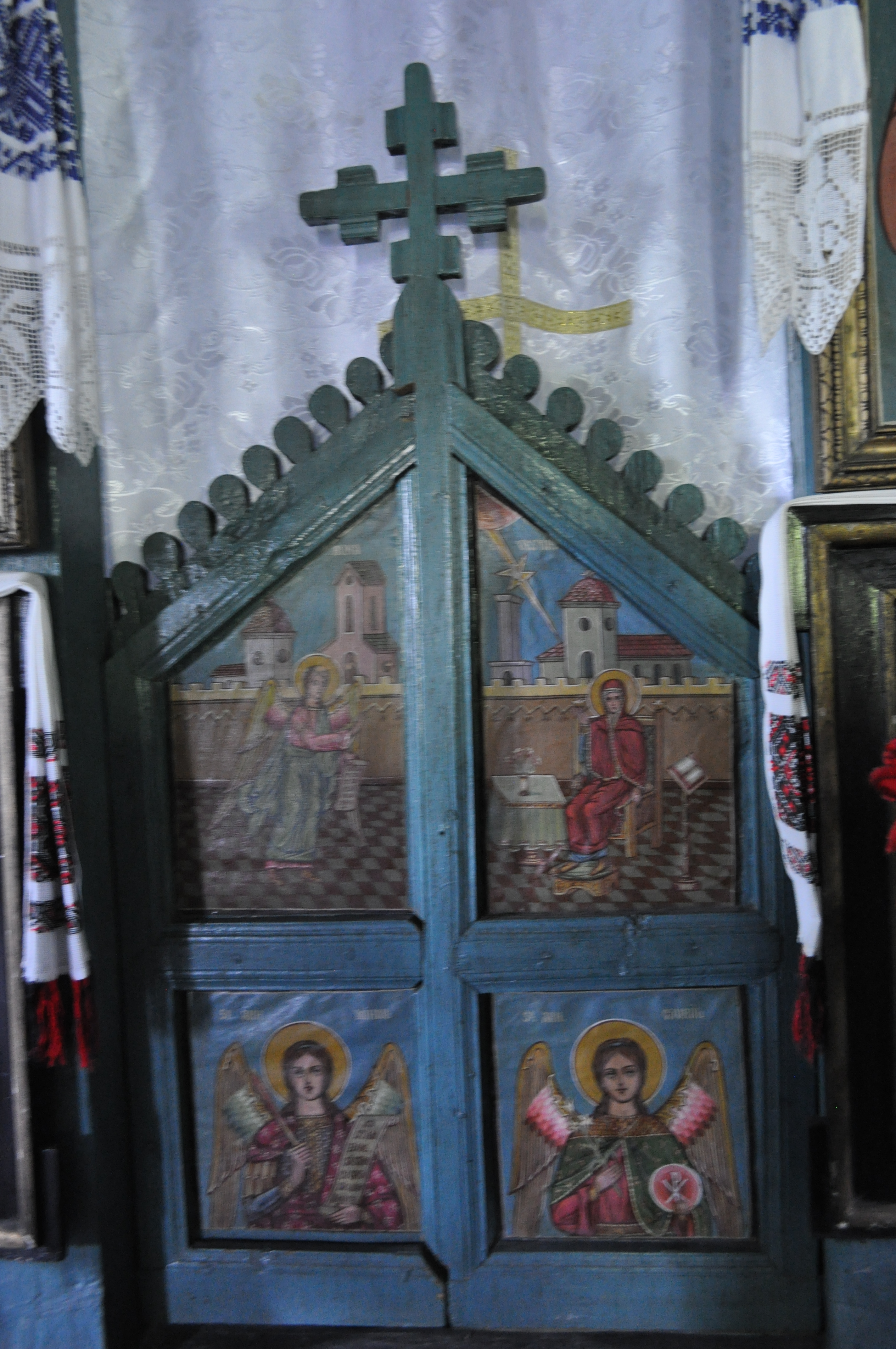
Ușile împărătești

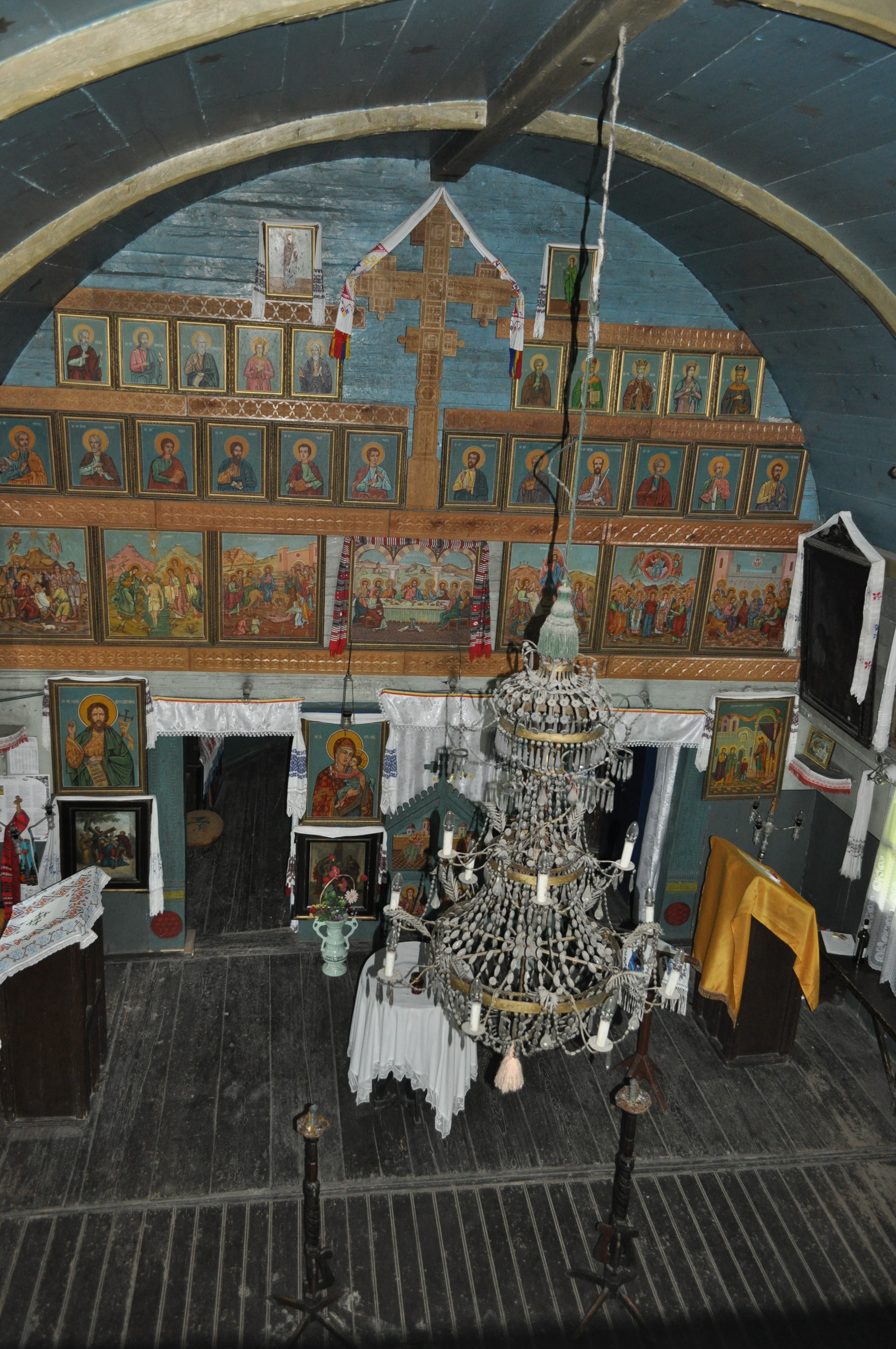
Interiorul navei

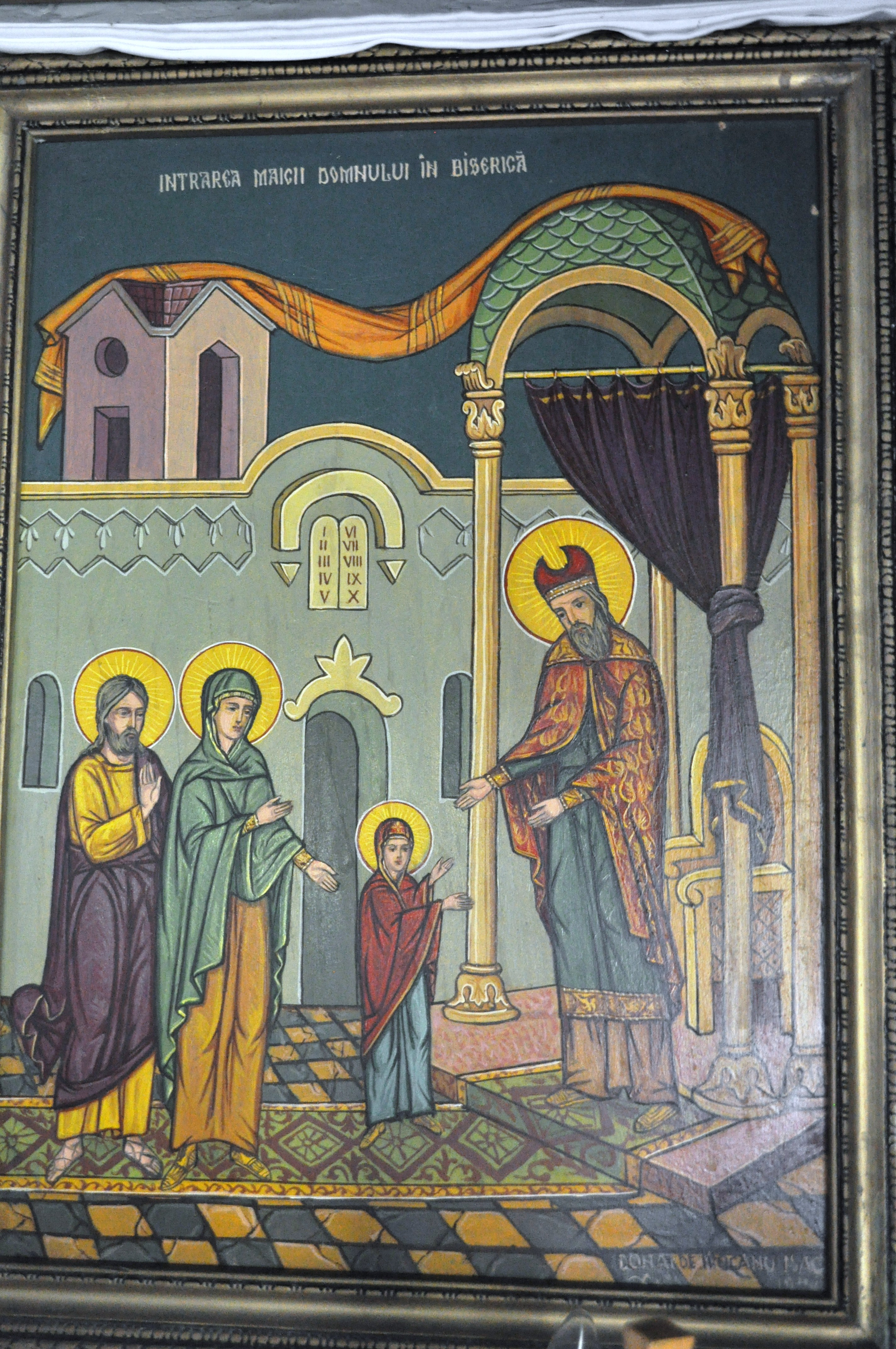
Icoana de hram

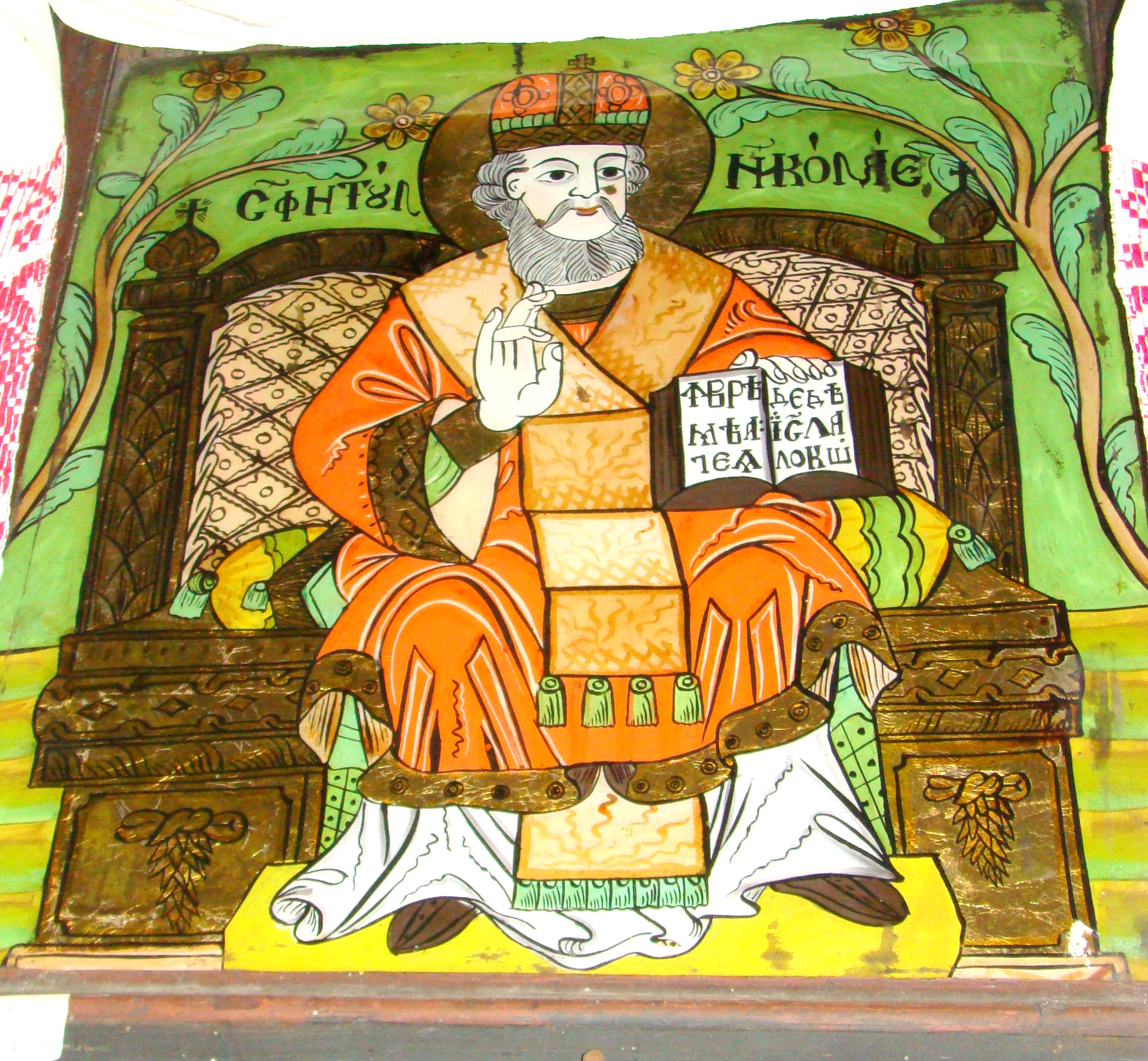
Sfântul Nicolae

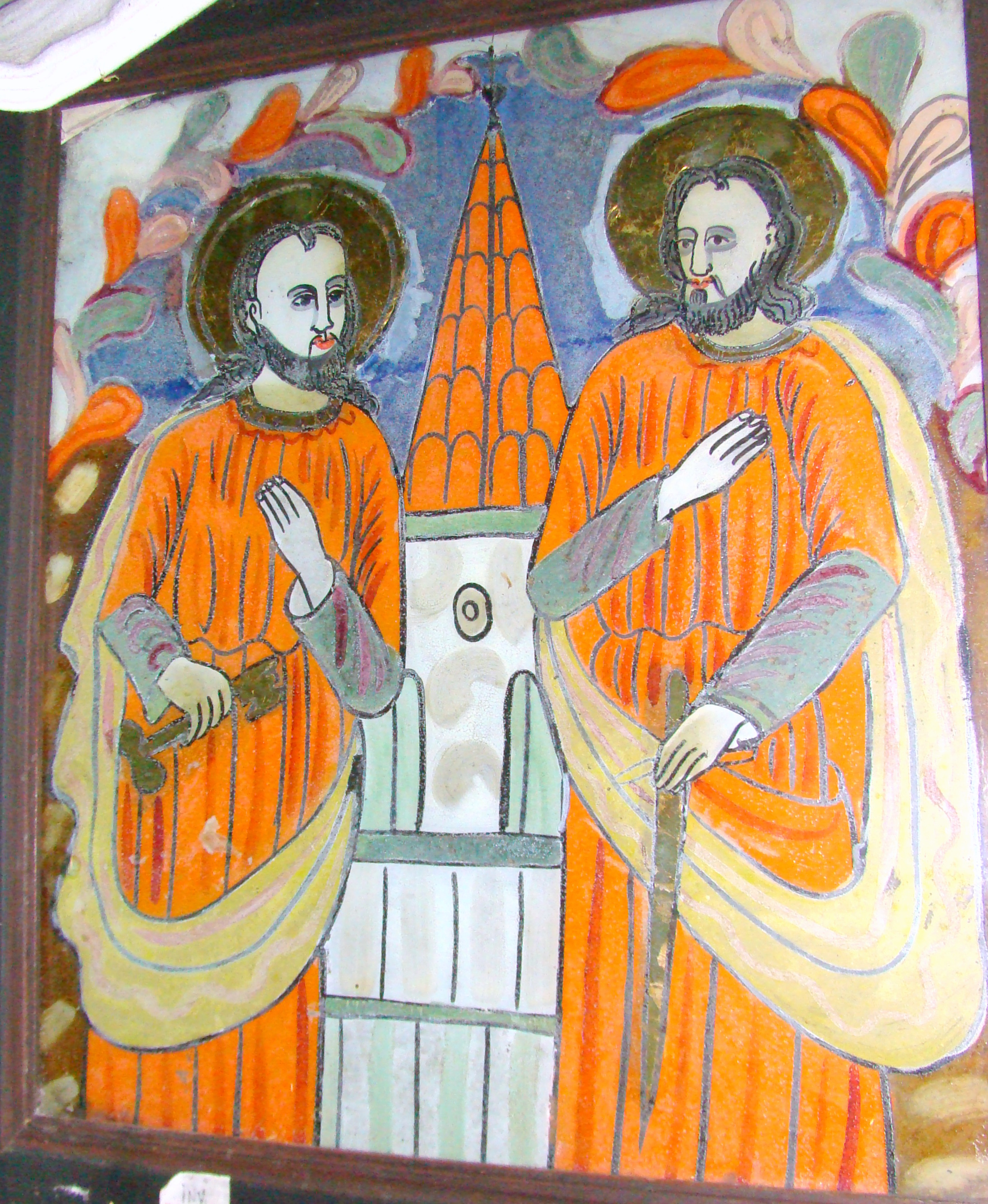
Sfinții apostoli Petru și Pavel

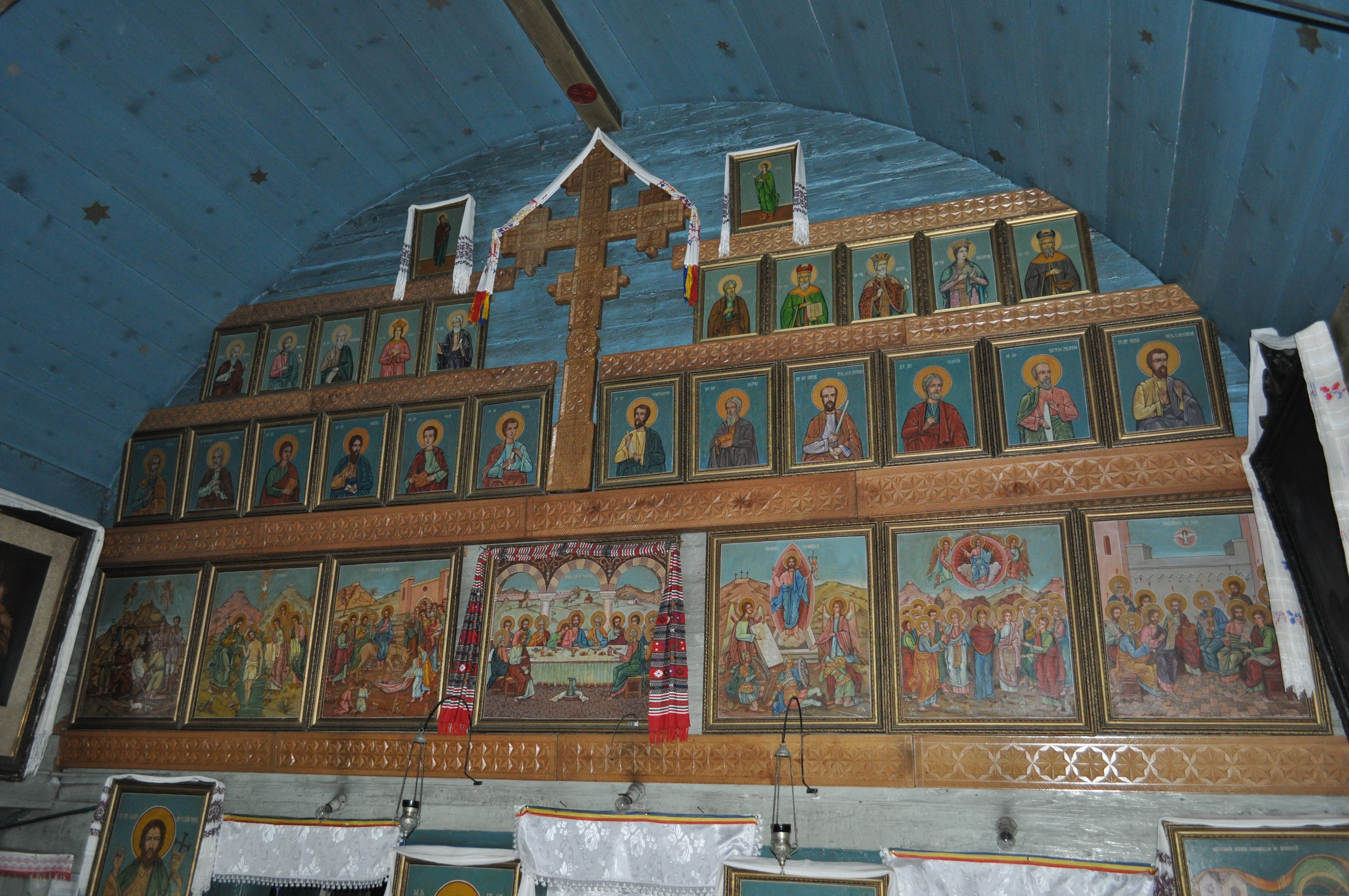
Catapeteasma

Biserica de lemn din Cojocna, comuna Cojocna, județul Cluj, datează din anul 1796 . Are hramul „Intrarea în Biserică a Maicii Domnului”. Biserica se află pe noua listă a monumentelor istorice sub codul LMI:  CJ-II-m-B-07573.

## Istoric și trăsături
Biserica de lemn Intrarea în biserică a Maicii Domnului din Cojocna, situată în mijlocul cimitirului sătesc, a fost construită în 1795-1796, pe colina din partea nord-estică a localității și refăcută la anumite perioade de timp, în anii 1850, 1875 și 1880.
Este o construcție atipică pentru zonă, ca si biserica din Apahida vecină, întrucât e clădită din bârne de brad, îmbinate în cheotoare dreaptă și în coadă de rândunică și așezate pe o fundație de piatră, probabil de la început. Nu este exclusă cumpărarea ei de la meșteri dintr-o zonă de munte, dată fiind puținătatea lemnului de construcție din aria de silvostepă a Câmpiei Transilvaniei, despre care biologii clujeni afirmă că n-ar fi fost niciodată împădurită și n-ar fi trecut prin procese de defrișare masivă, cum se considera până nu demult.
Din punct de vedere planimetric evidențiază același tip de pronaos și naos înscrise într-o formă rectangulară, ce continuă spre răsărit cu absida poligonală, decroșată, a altarului, cu acoperiș separat, mai scund decât restul bisericii. Acoperisul se întinde și peste târnațul fixat pe toată lungimea sudică a construcției. O particularitate a turnului-clopotniță este reprezentată de forma ei.
Pronaosul este tăvănit, iar pe grinzile lui laterale sunt fixați stâlpii susținători ai turnului clopotniță, cu un sistem mai complicat de consolidare decât la alte biserici, cu galerie deschisă, cu arcade si coif octogonal. Bolta semicilindrică din naos este înălțată pe pereții laterali, dar susținută pe câte o bârnă din interiorul edificiului. Acoperișul pentru pronaos și naos este unitar, întretăiat de forma sveltă a turnului.

## Imagini din exterior

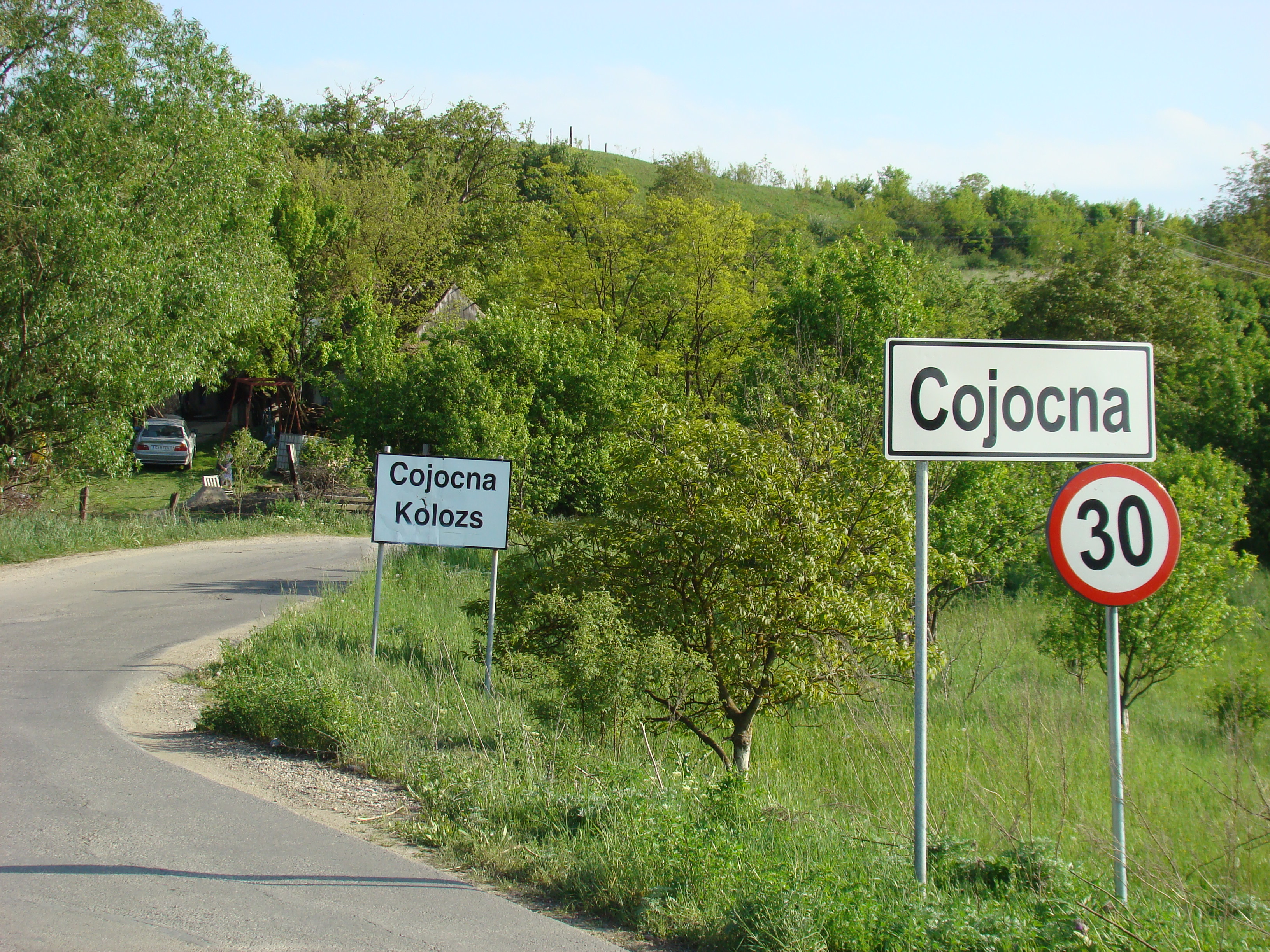
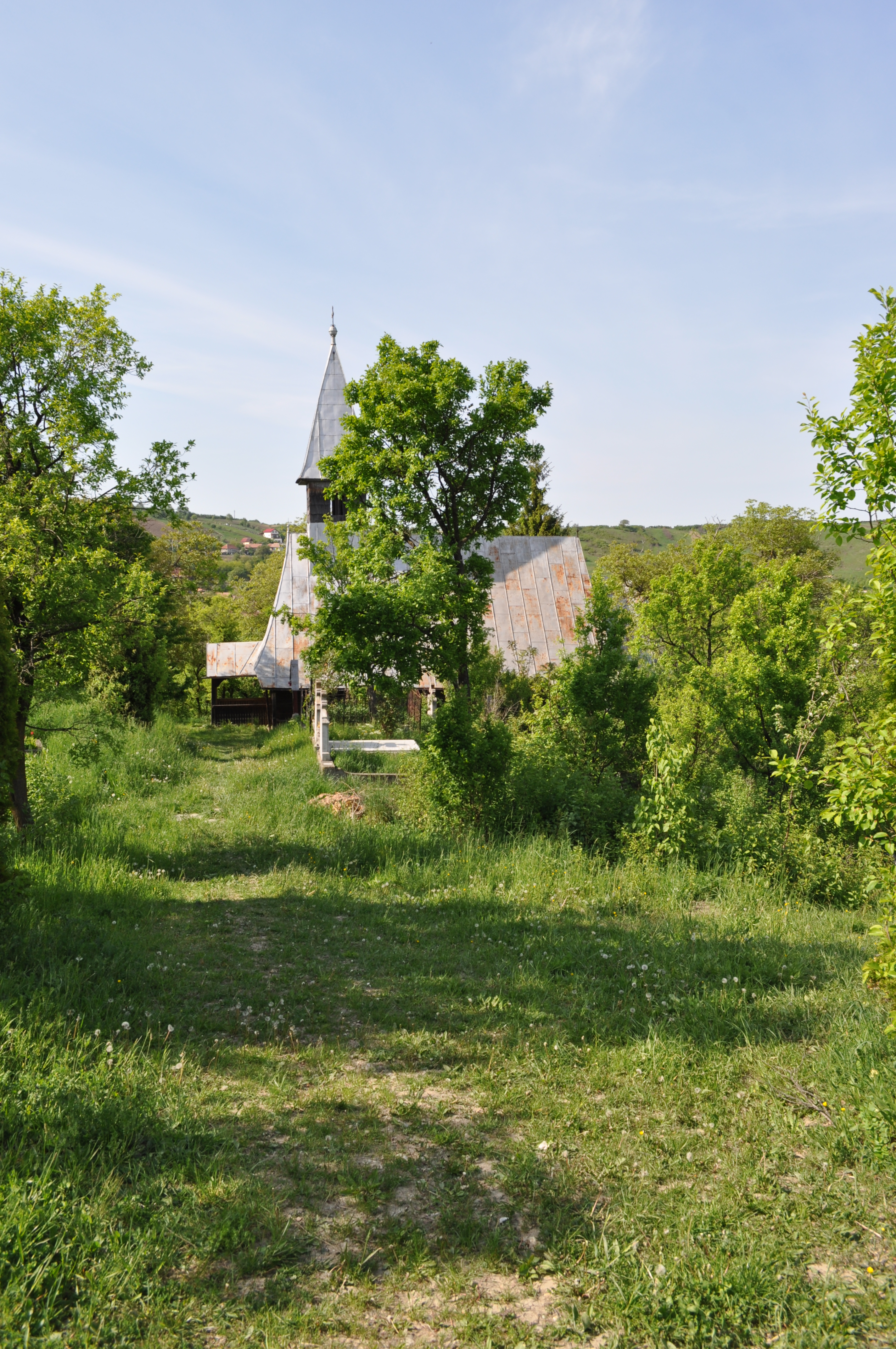
Biserica din depărtare
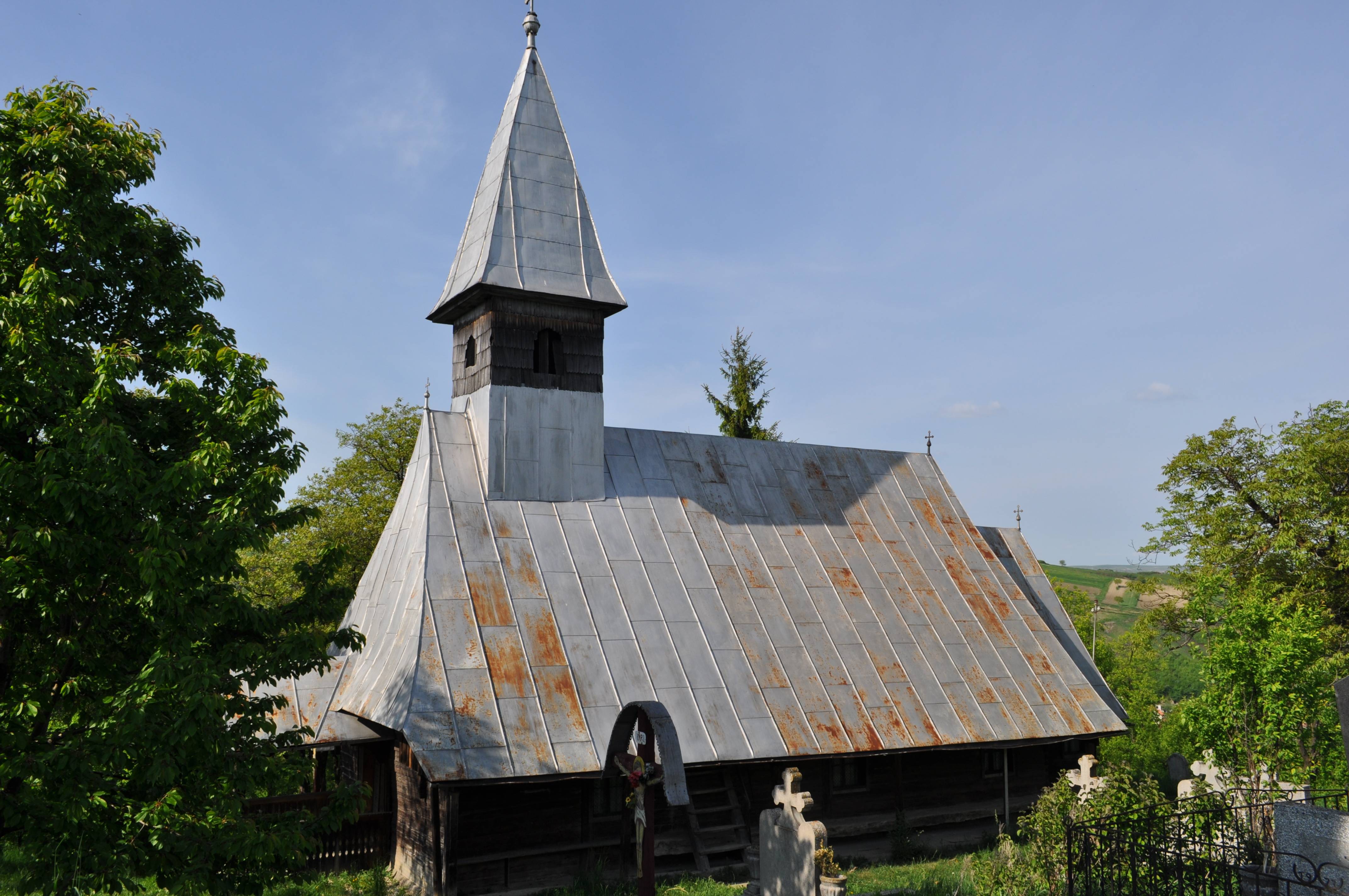
Biserica (sud)
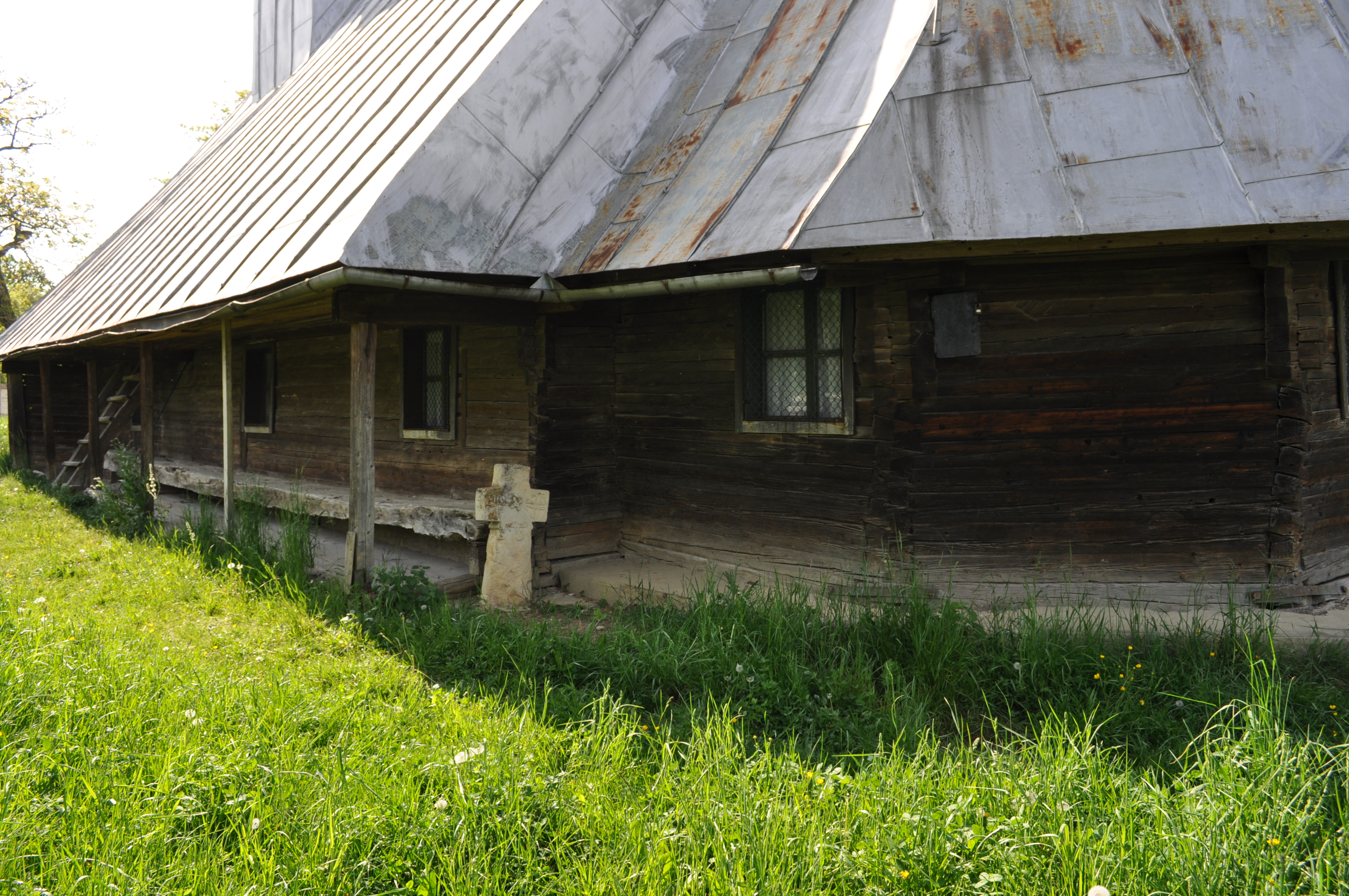
Butea bisericii
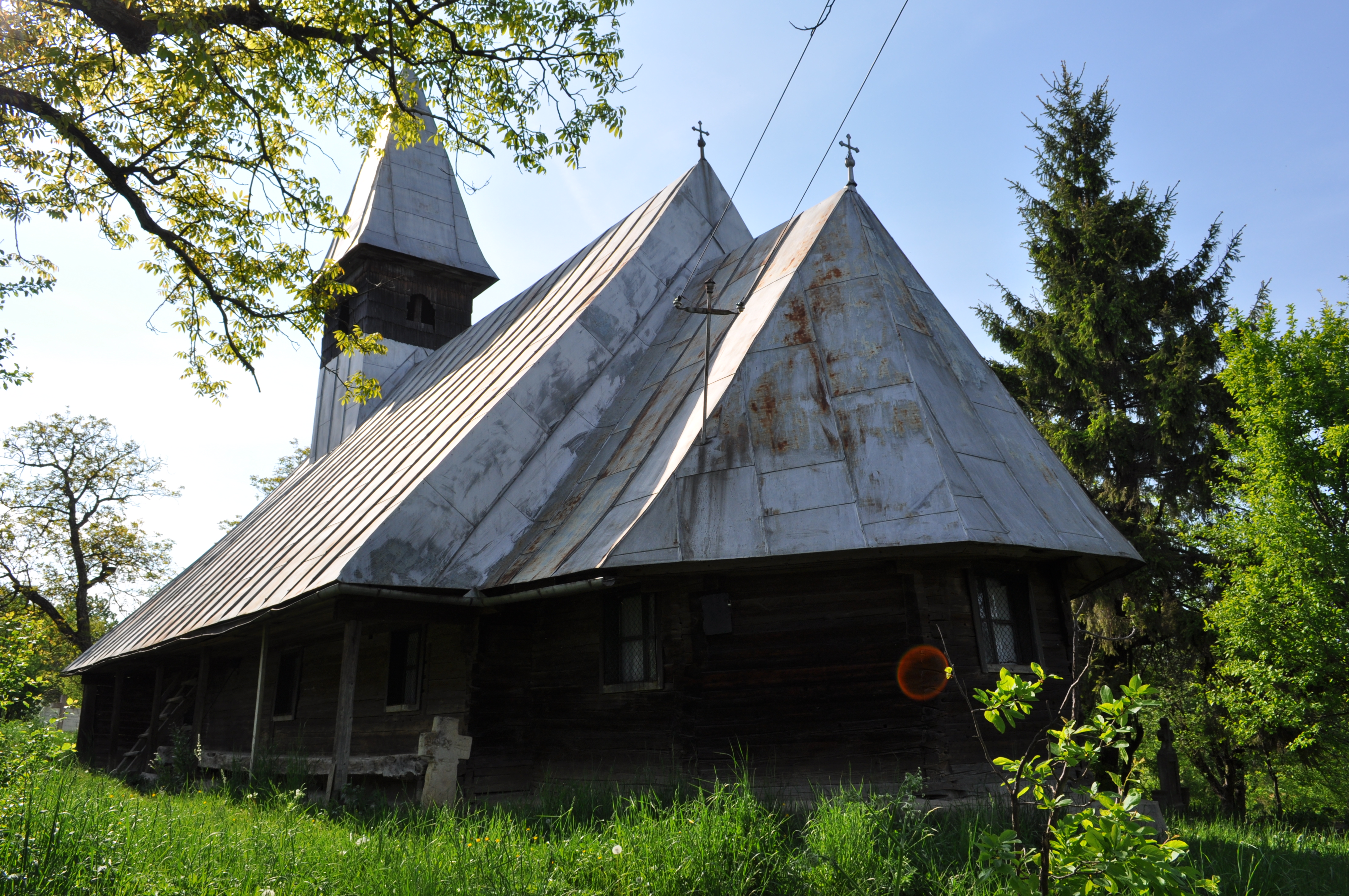
Biserica (sud-est)
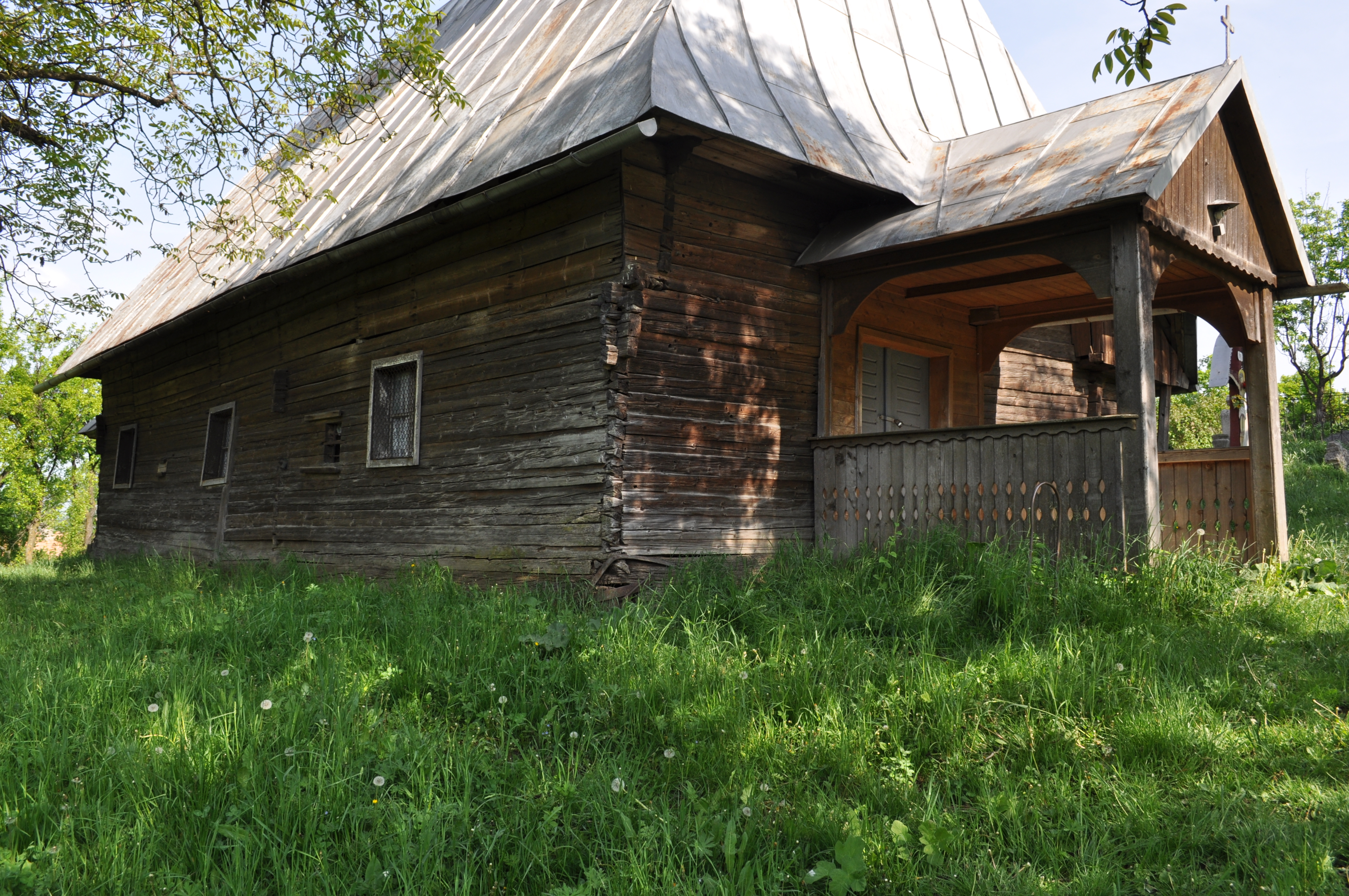
Butea bisericii
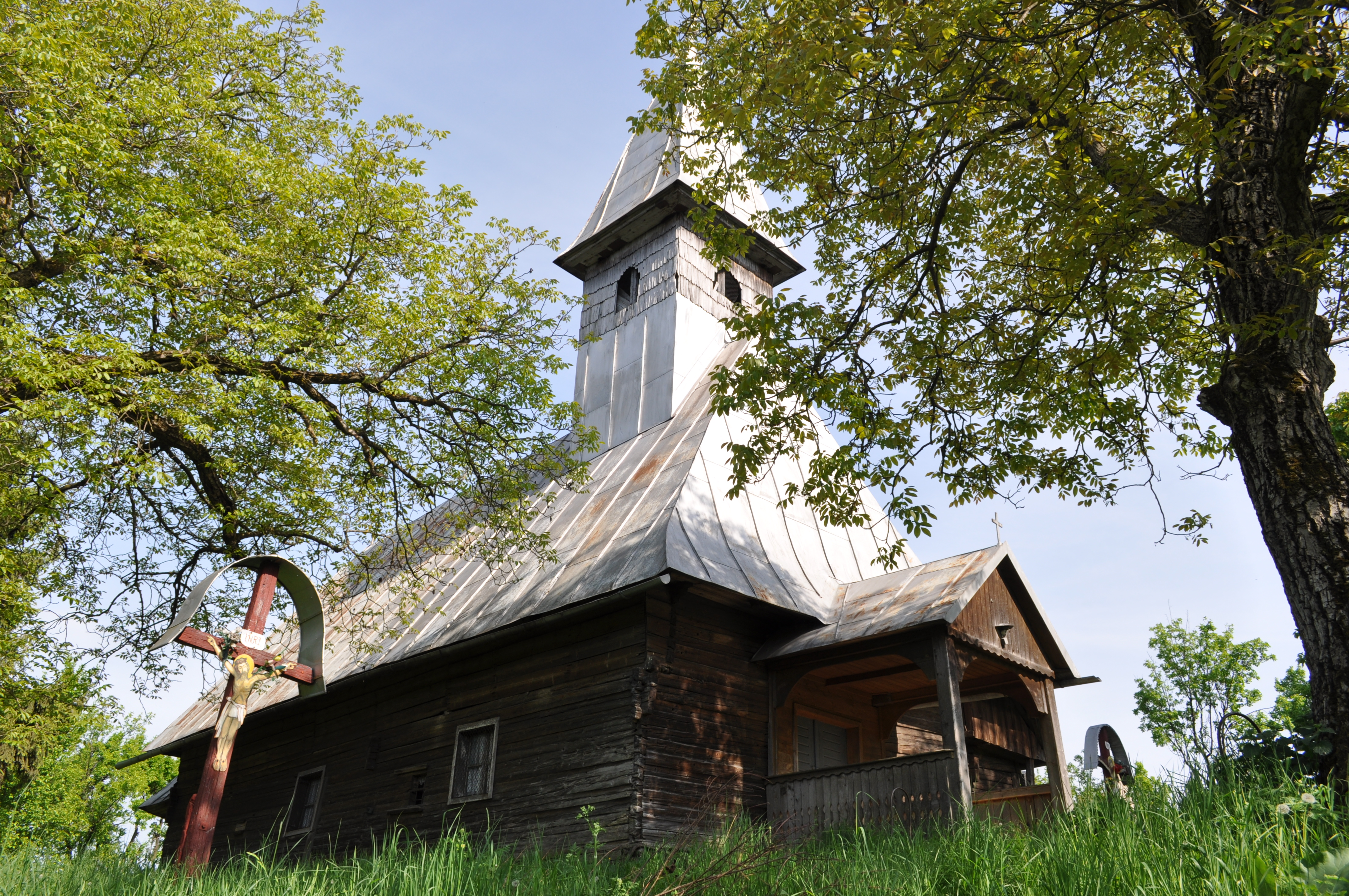
Biserica (nord-vest)
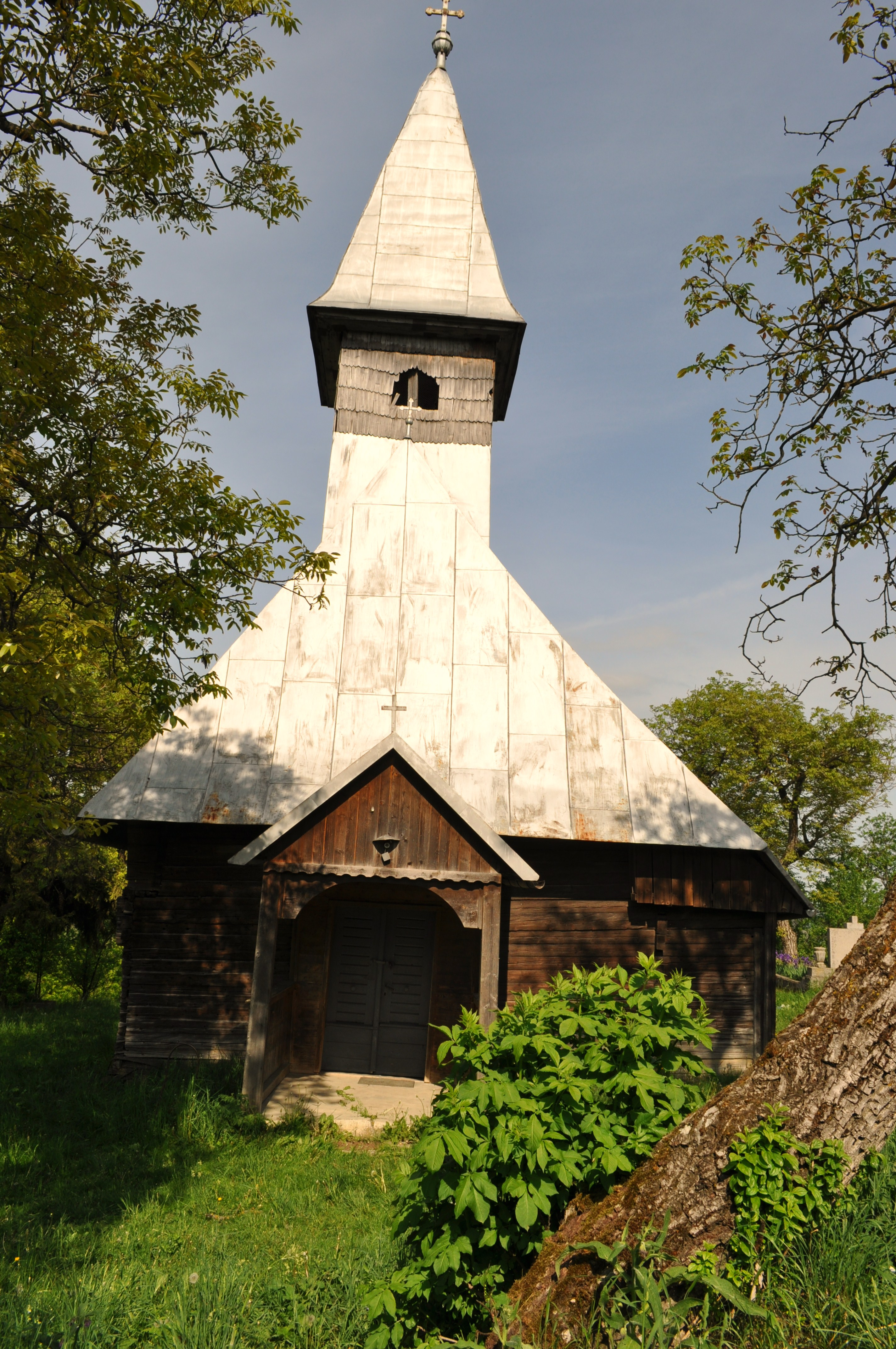
Biserica (vest)
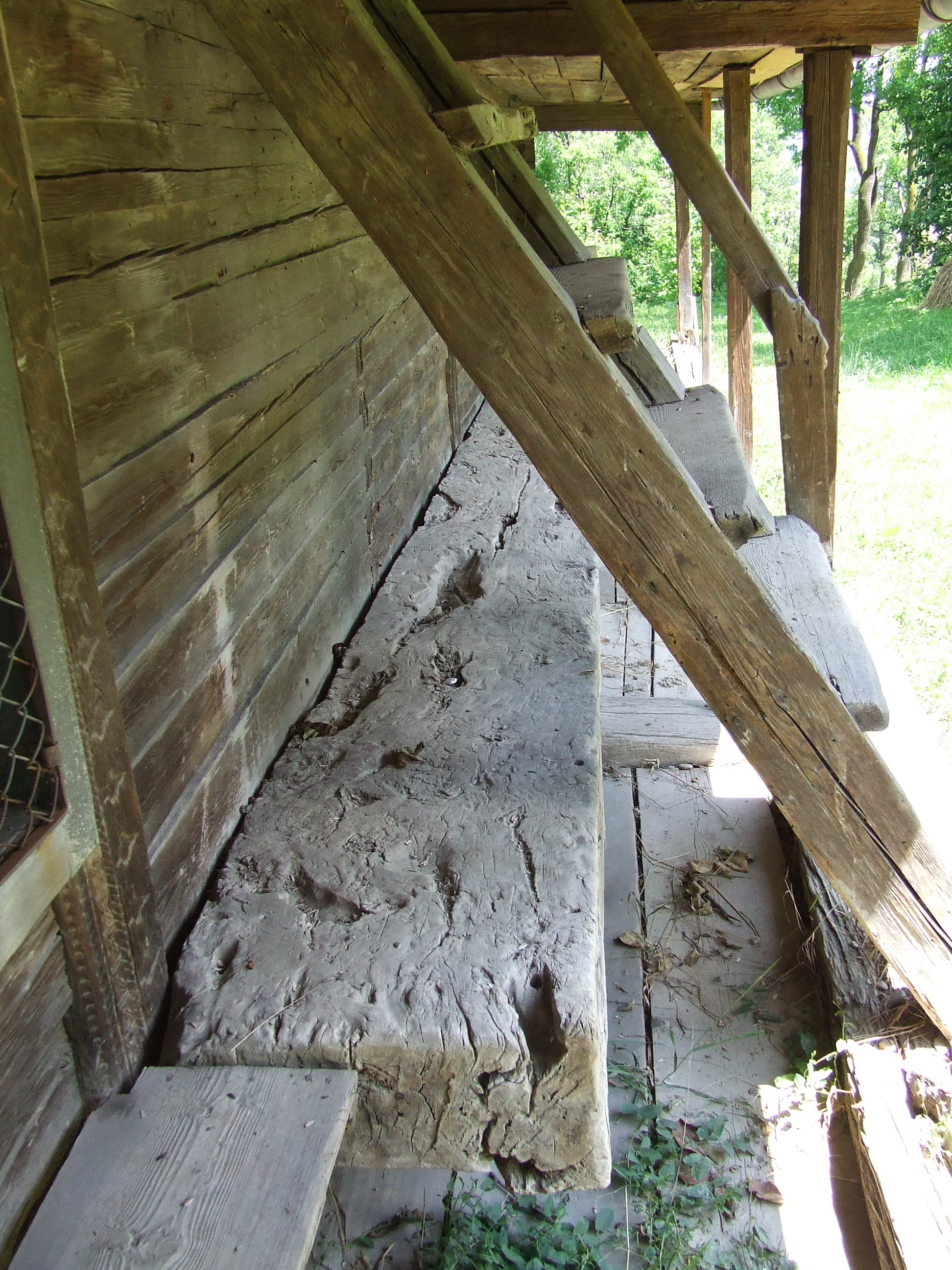
Târnațul de pe latura sudică
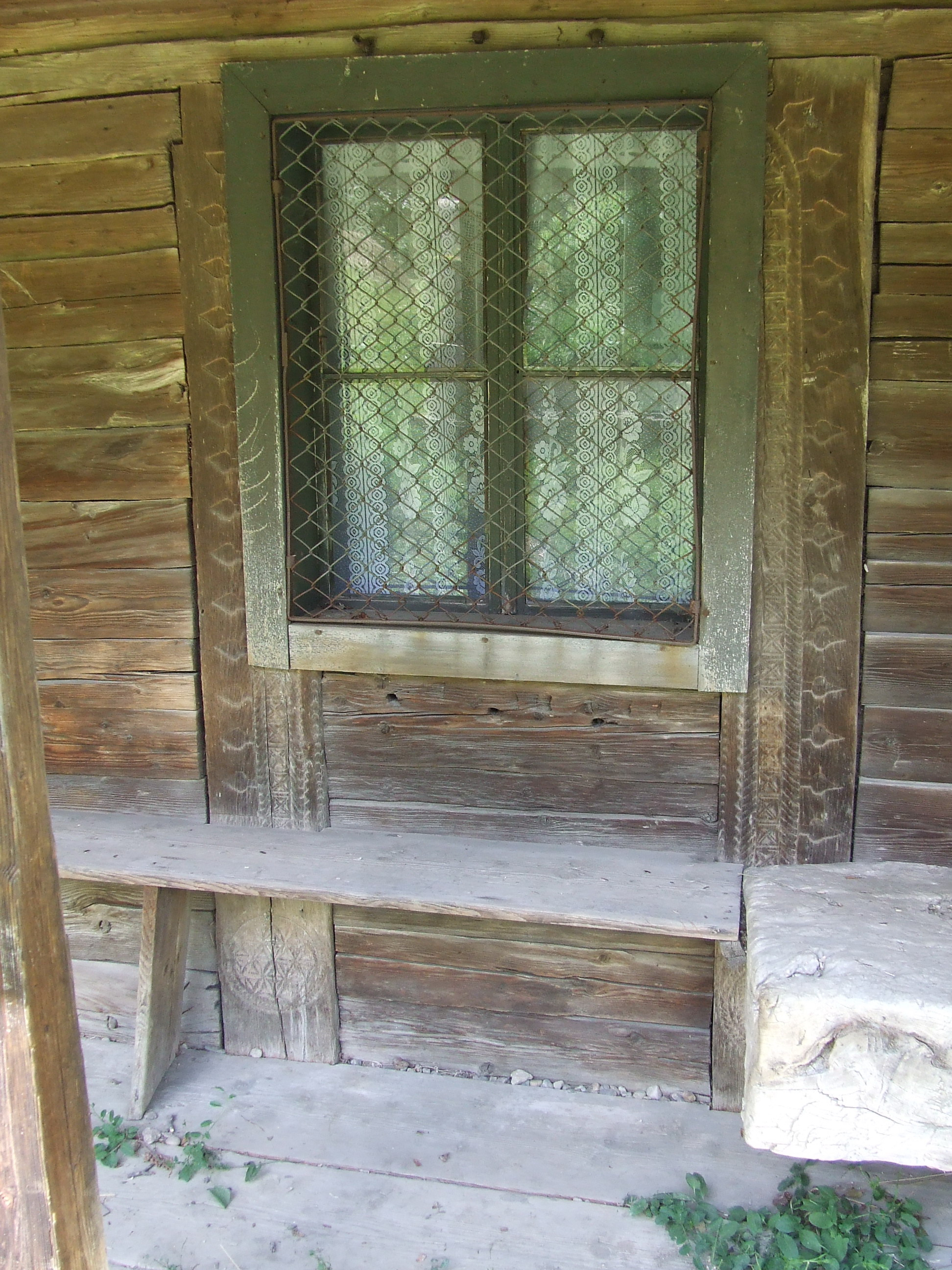
Veche intrare
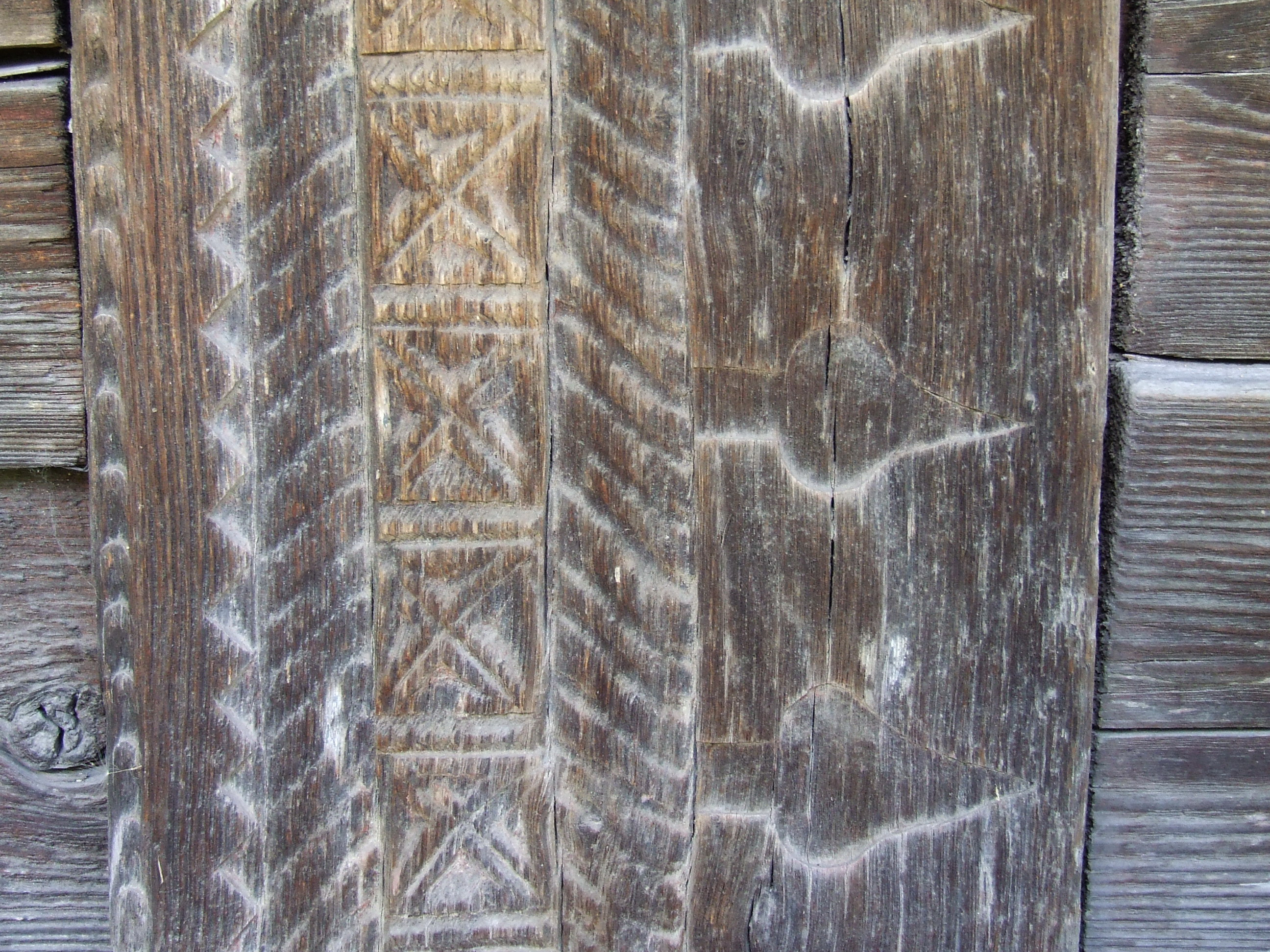
Detaliu portal
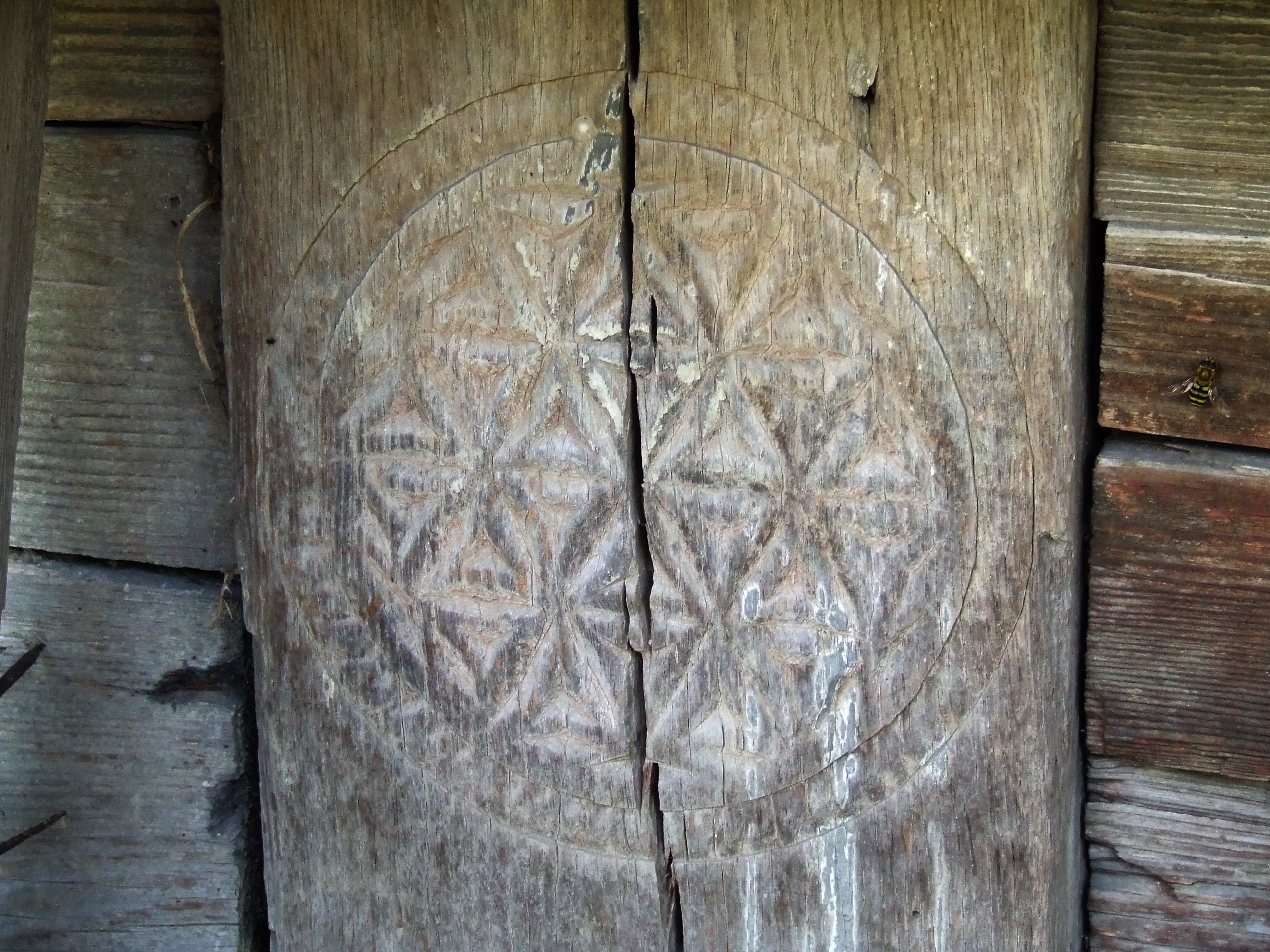
Detaliu portal
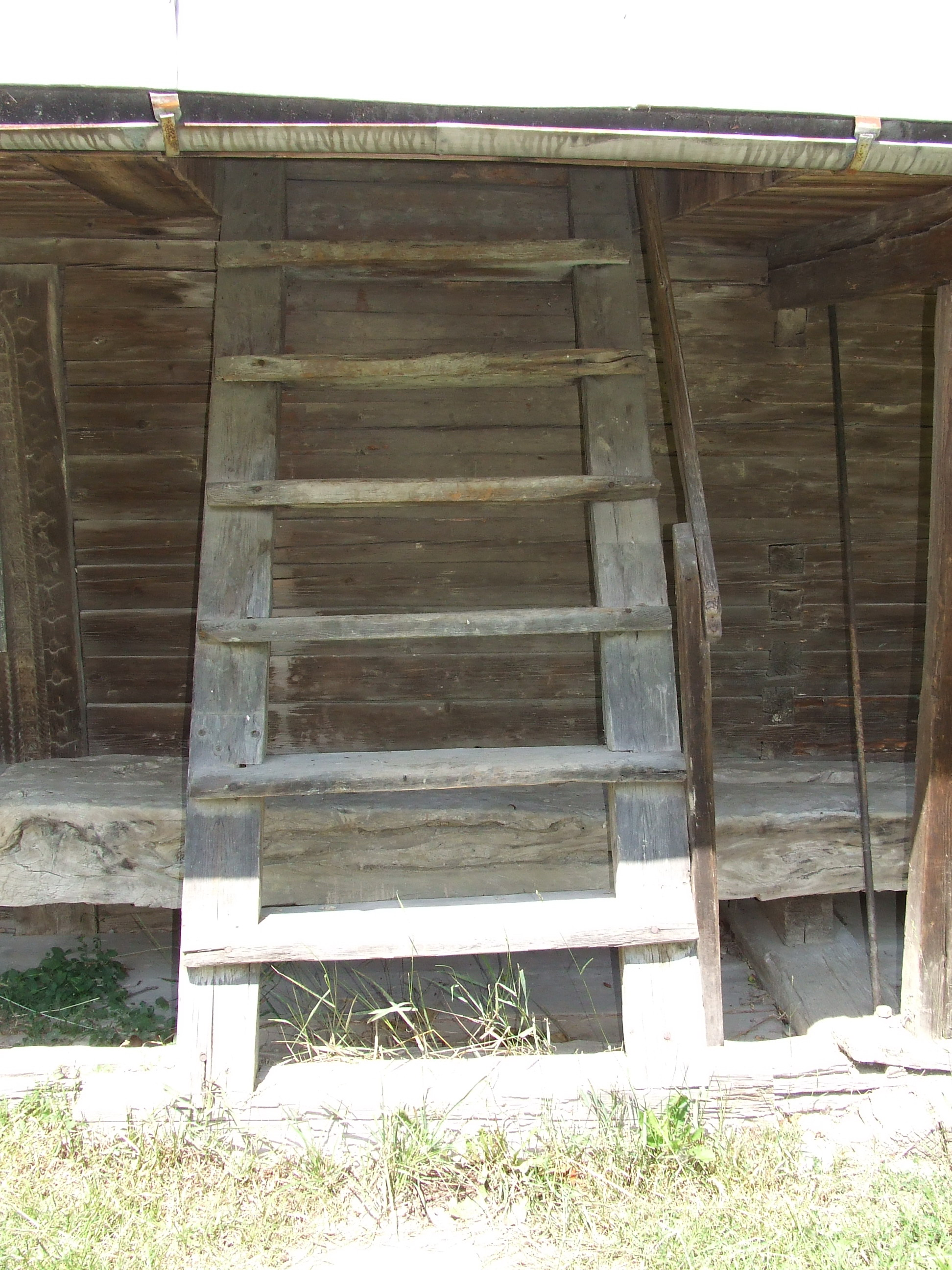
Scara de acces spre clopotniță și cor
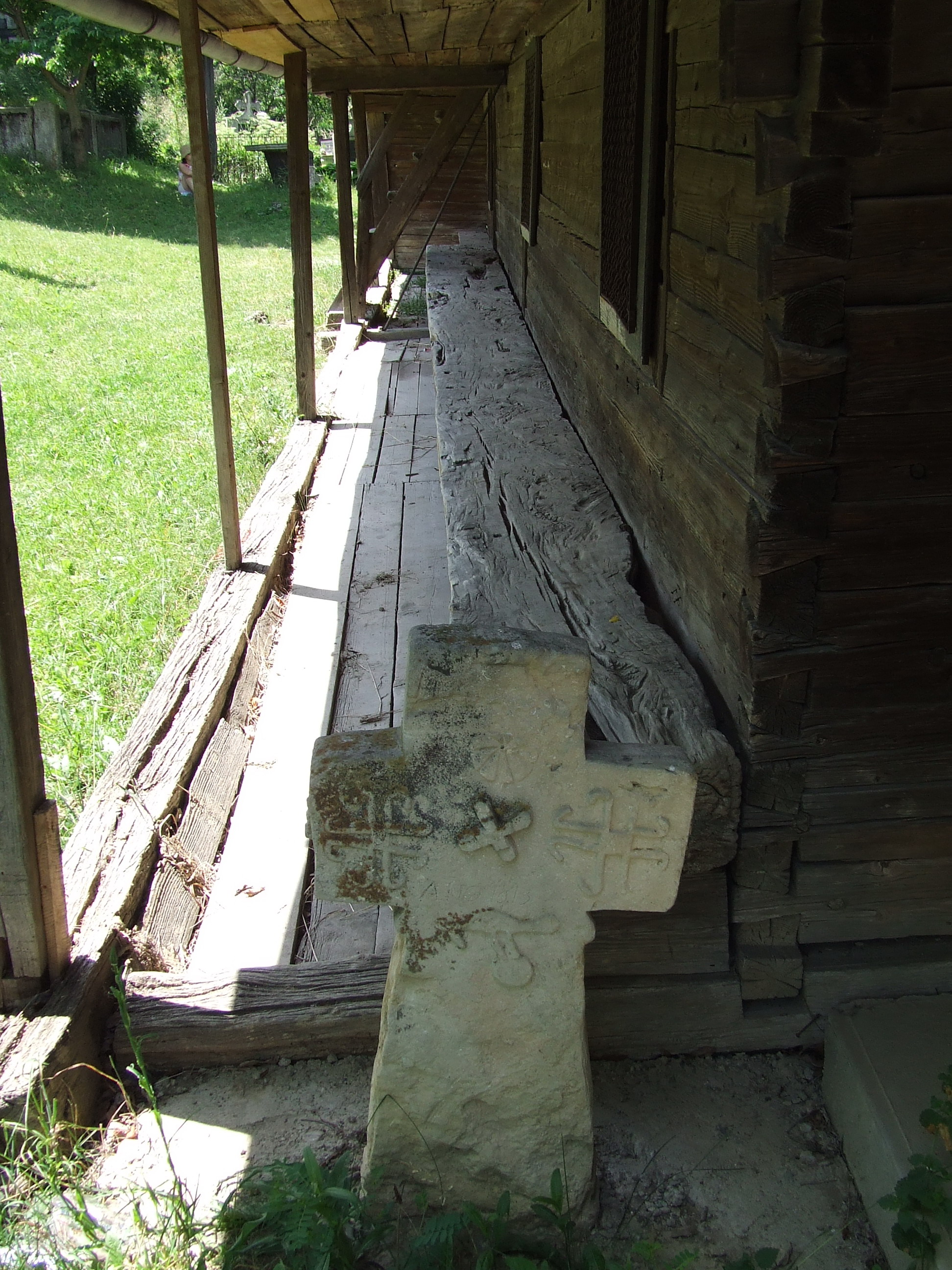
Târnațul de pe latura sudică
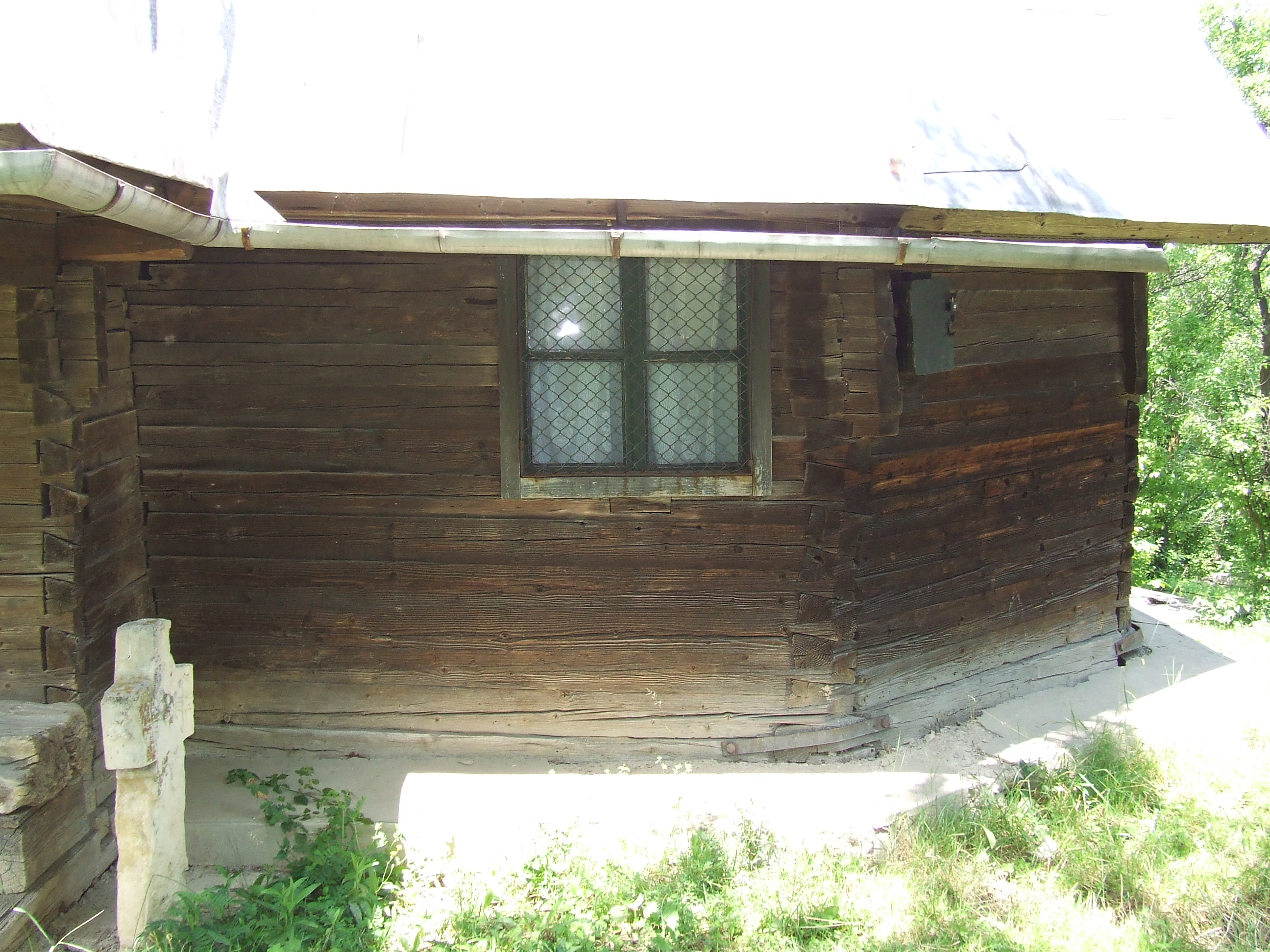
Absida altarului
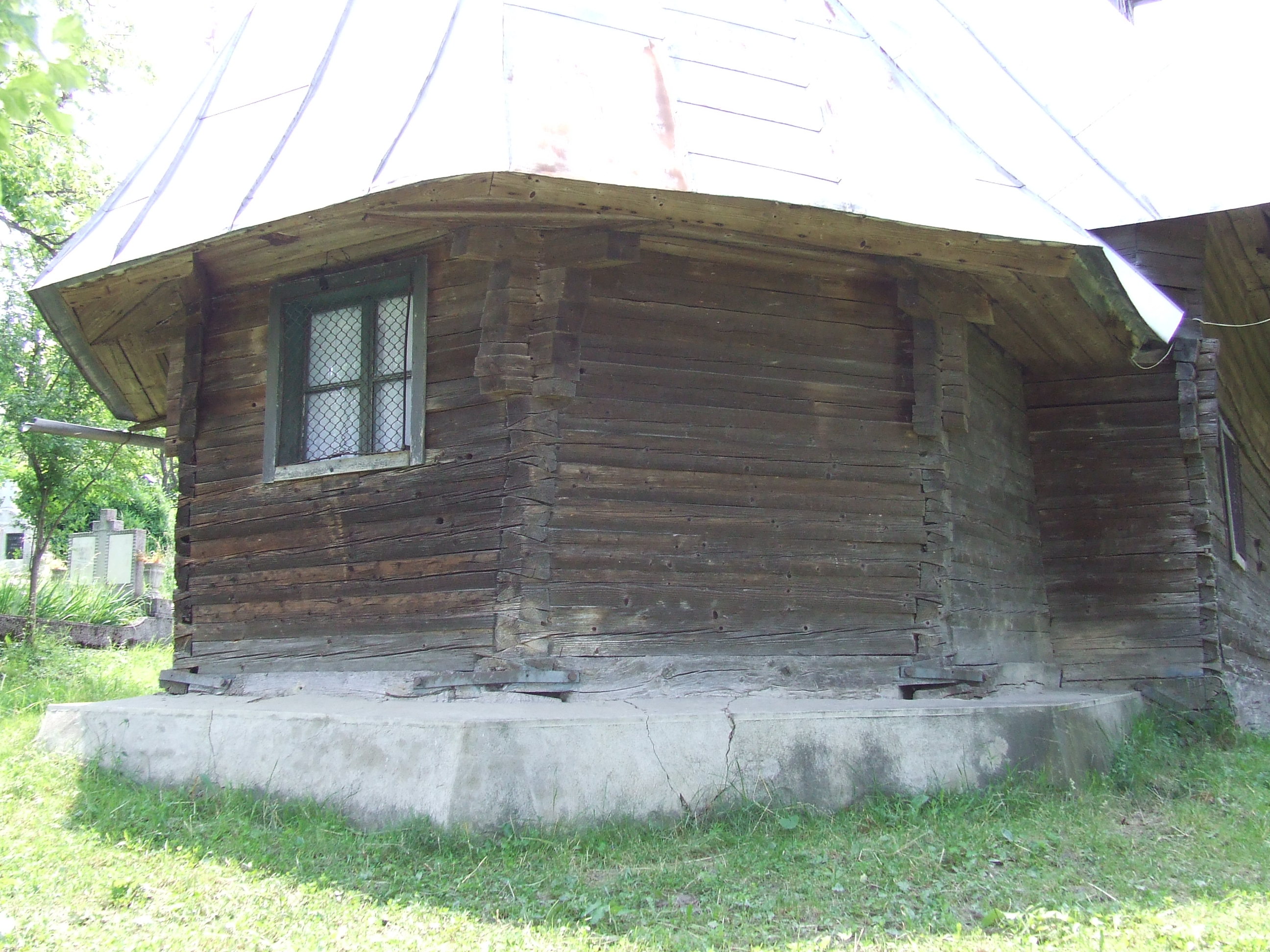
Absida altarului
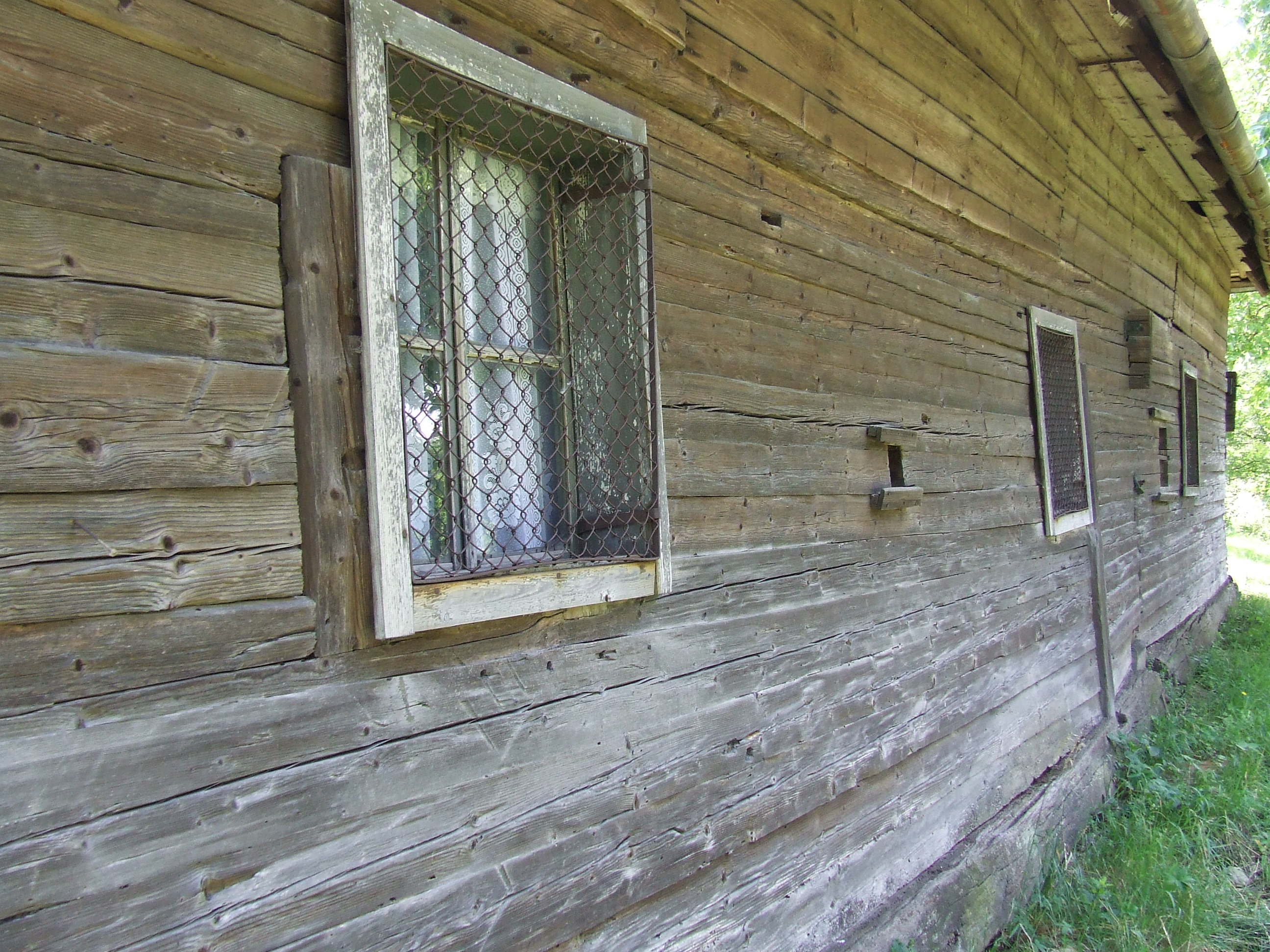
Butea bisericii
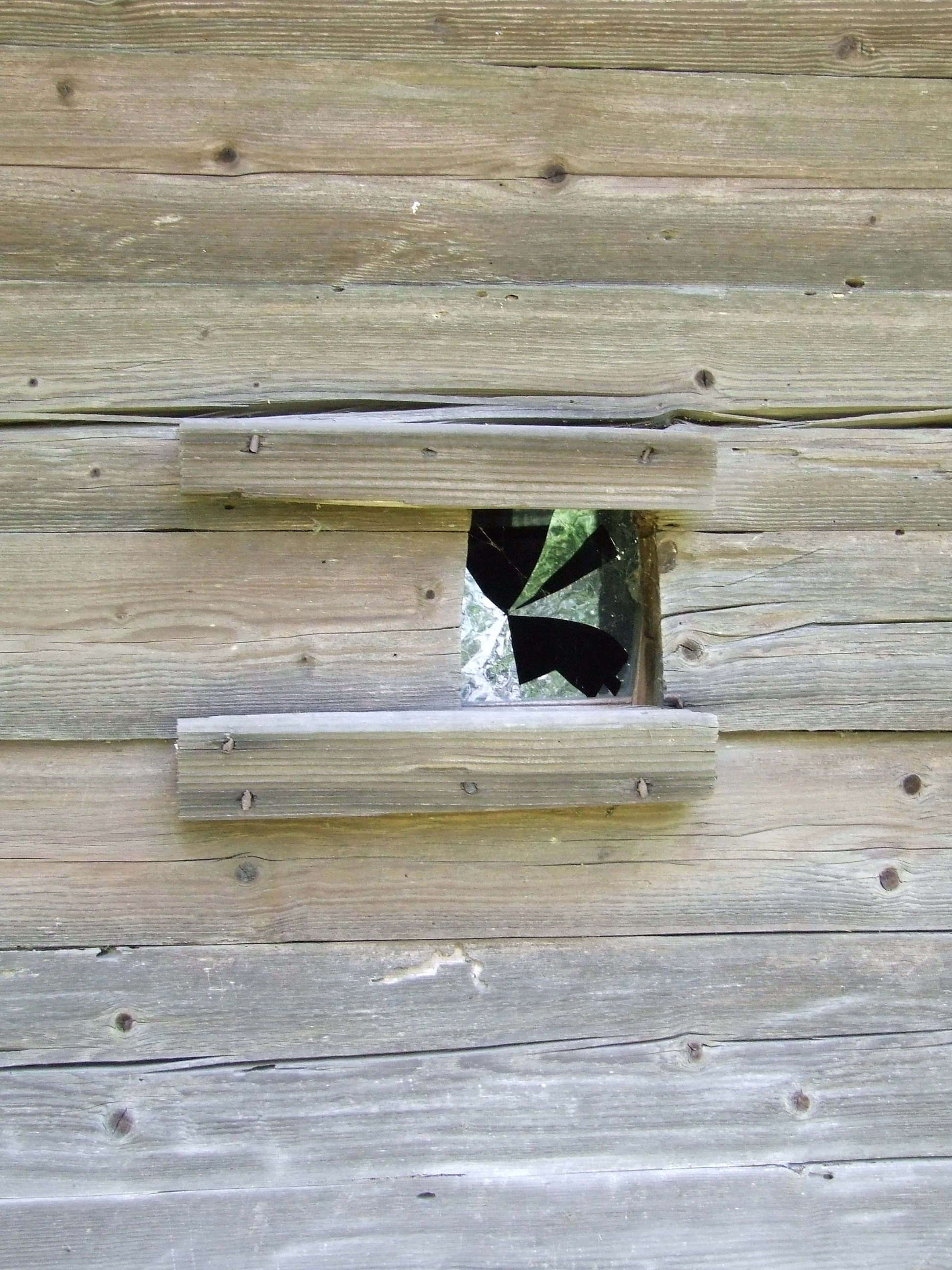
Fereastră
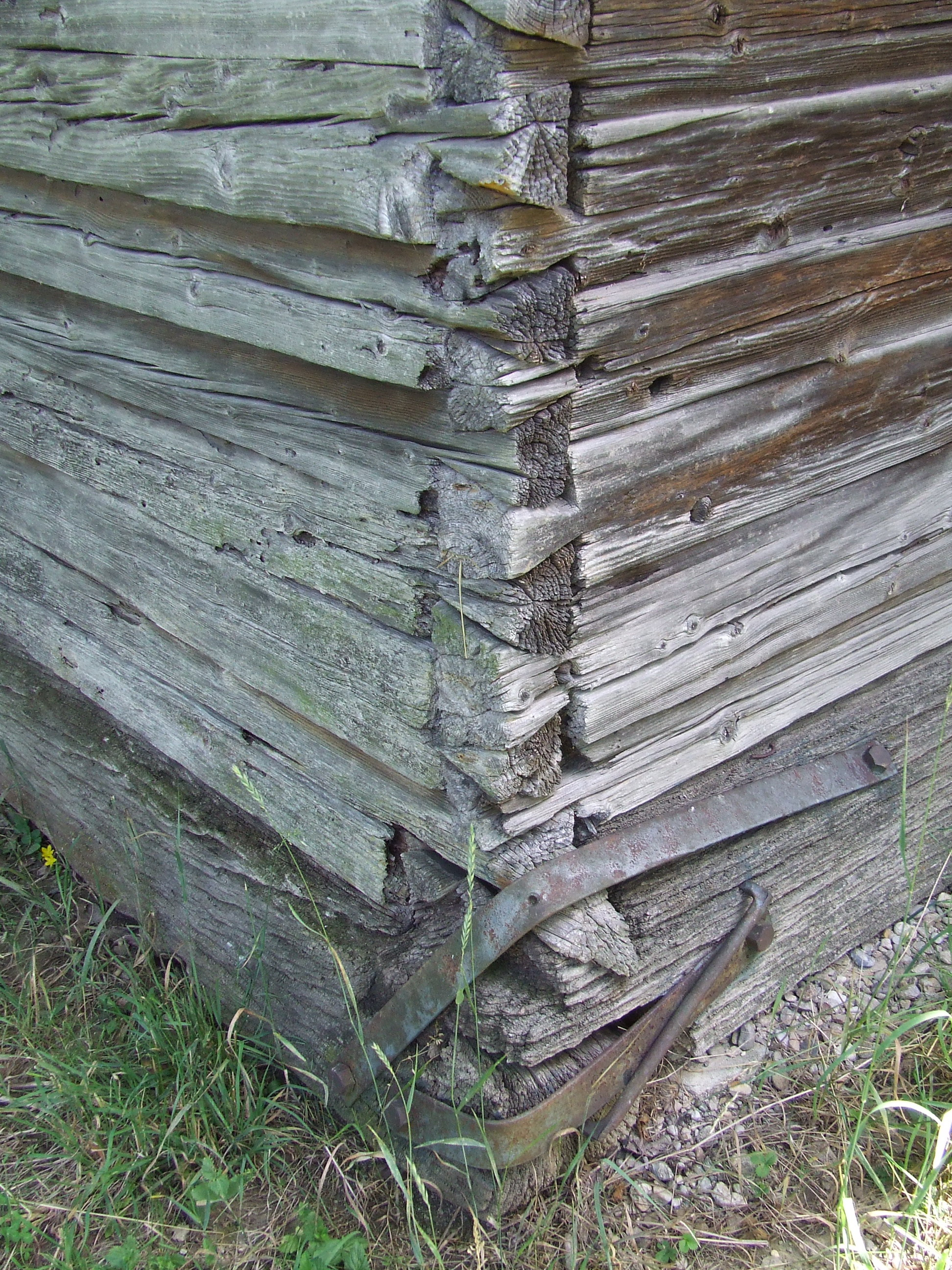
Îmbinări
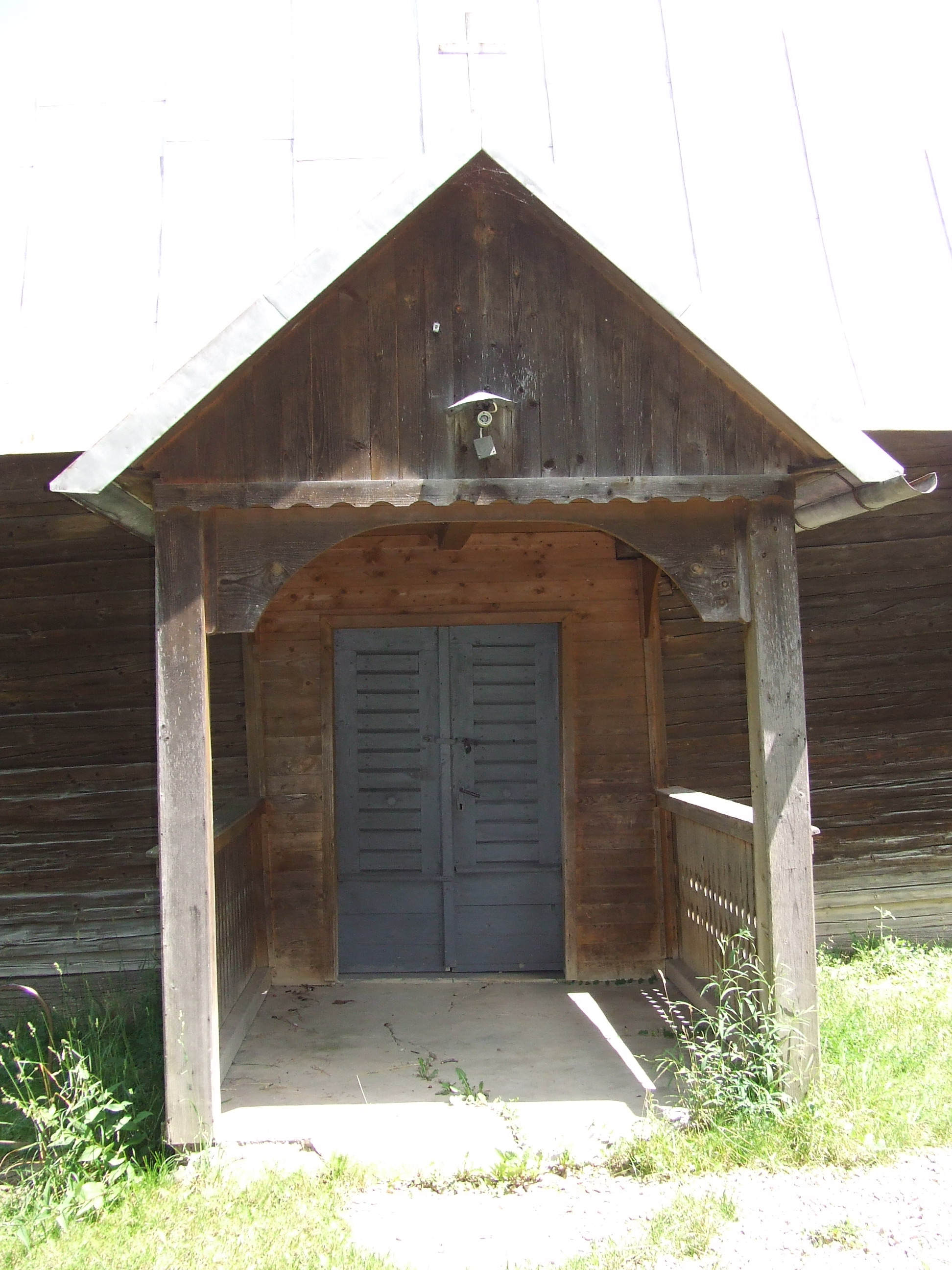
Pridvorul de la intrare
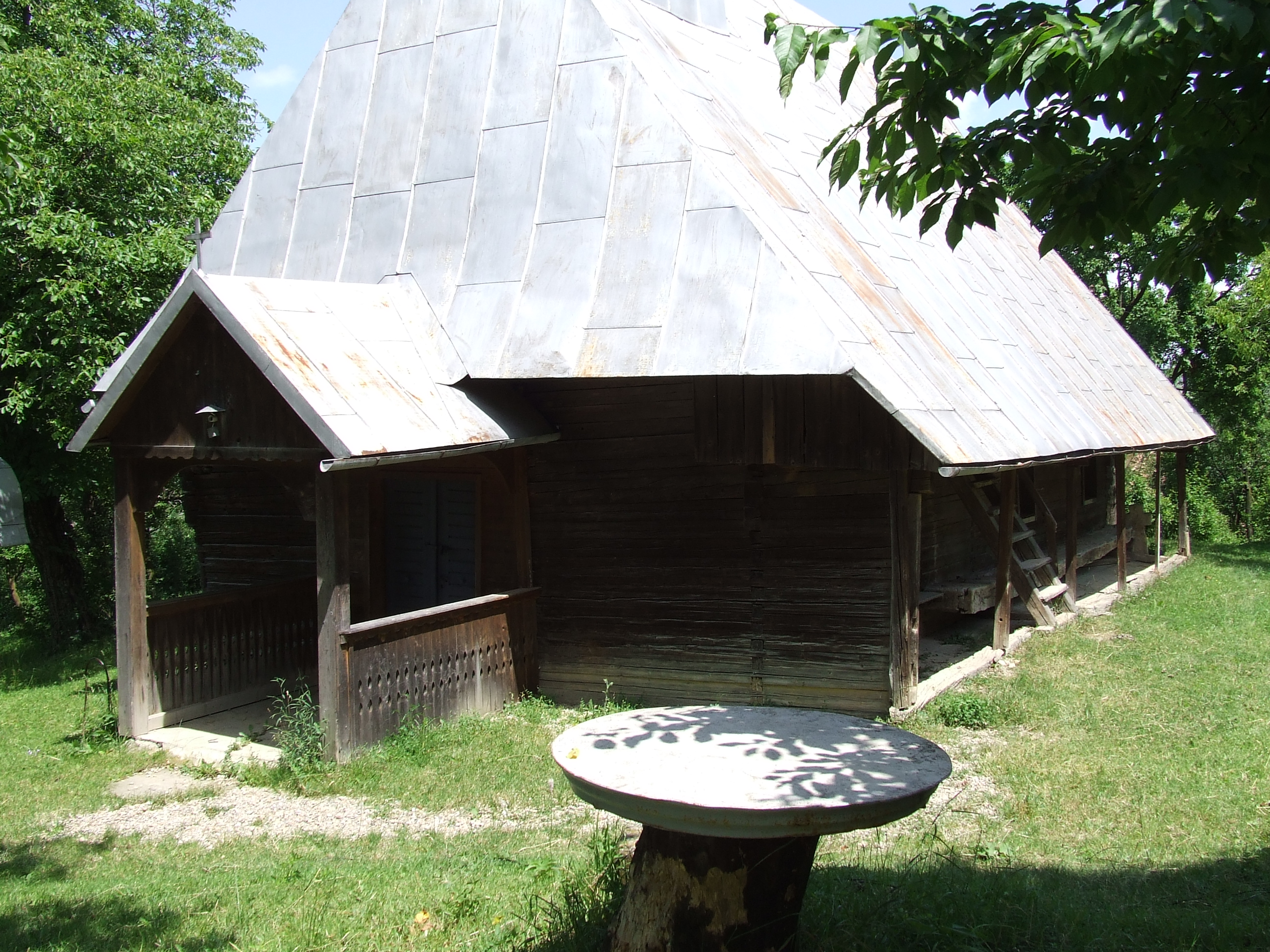
Biserica (sud-vest)
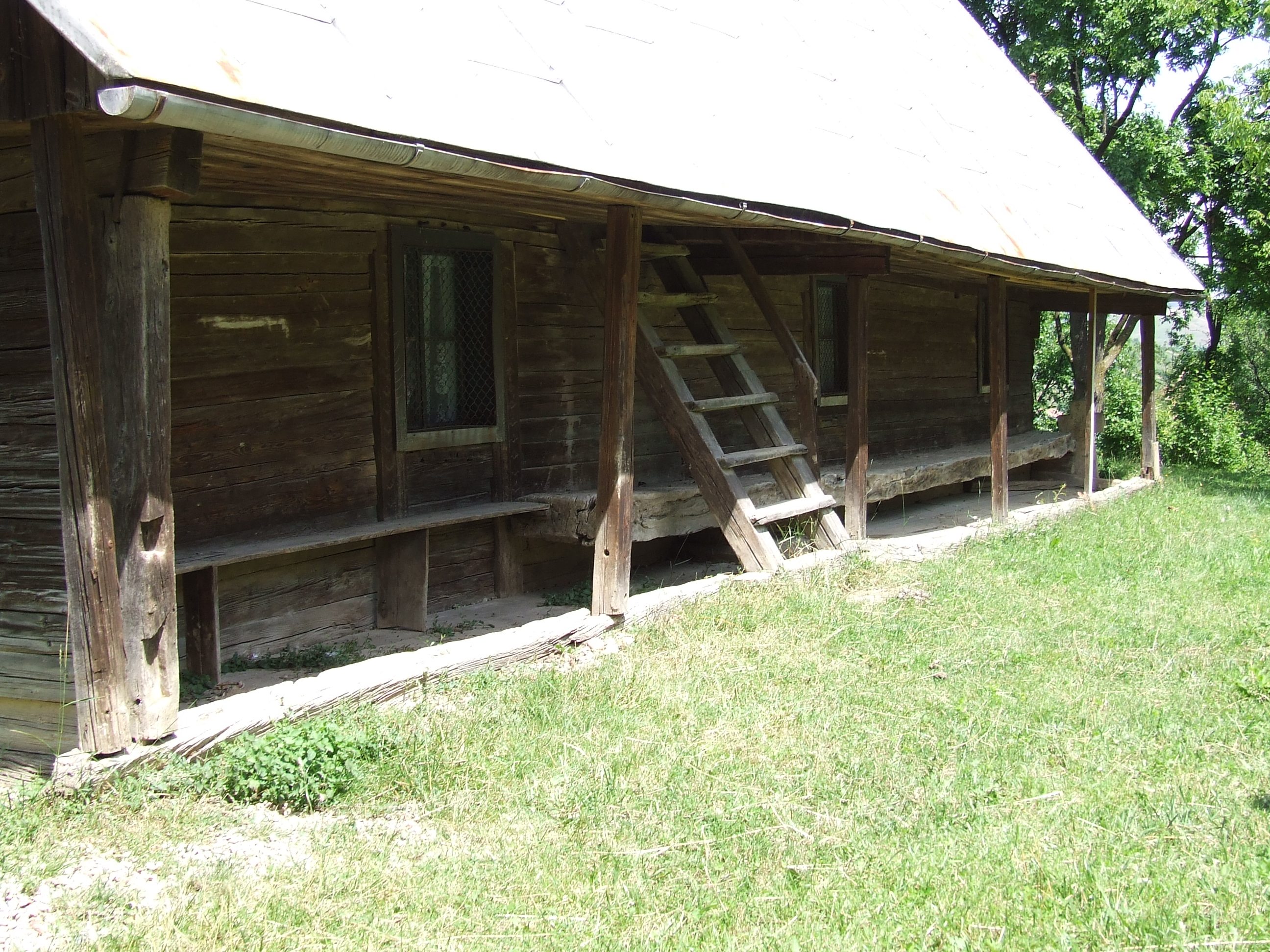
Târnațul de pe latura sudică
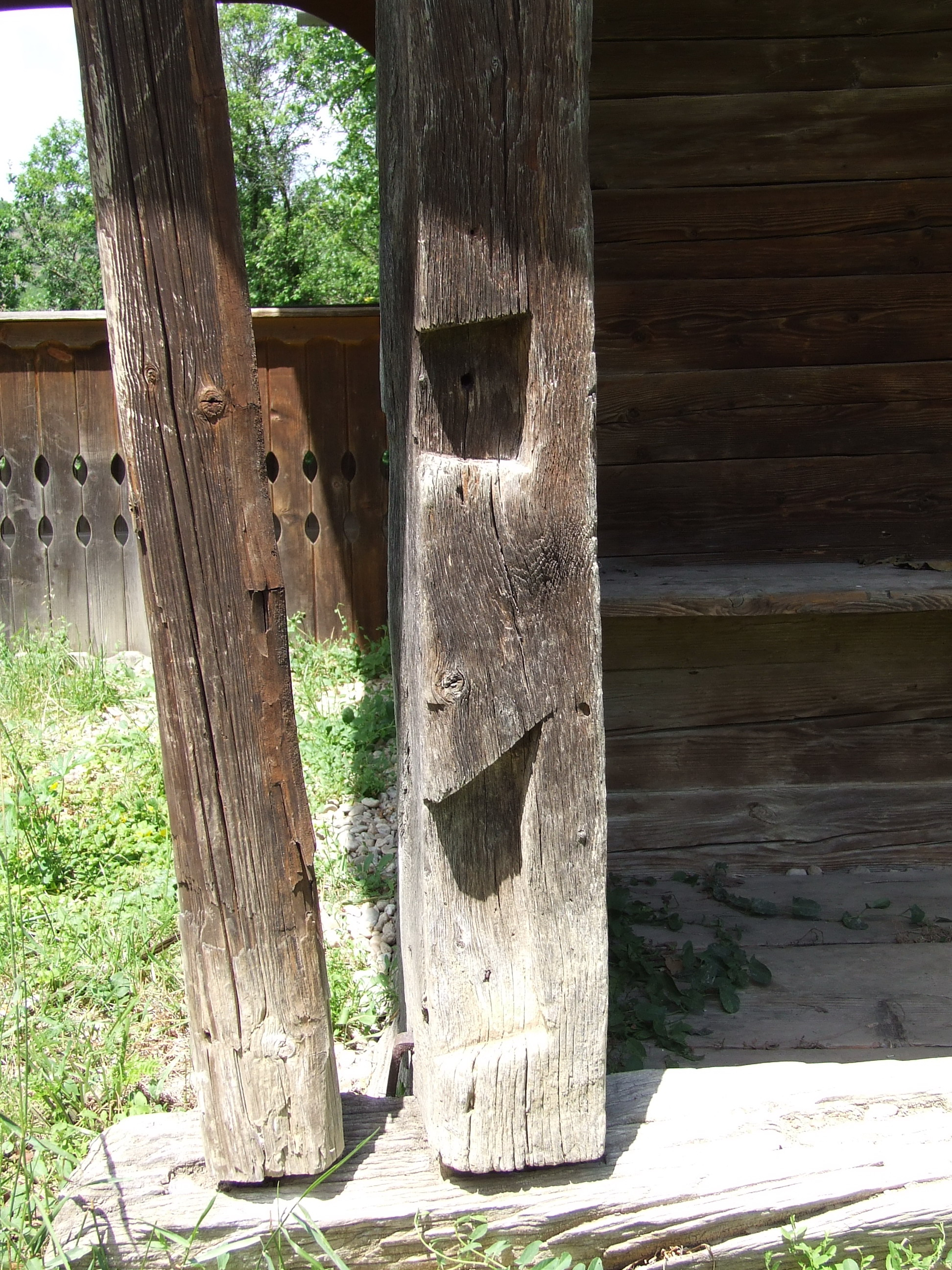
Butea bisericii (detaliu, stâlpi de susținere)
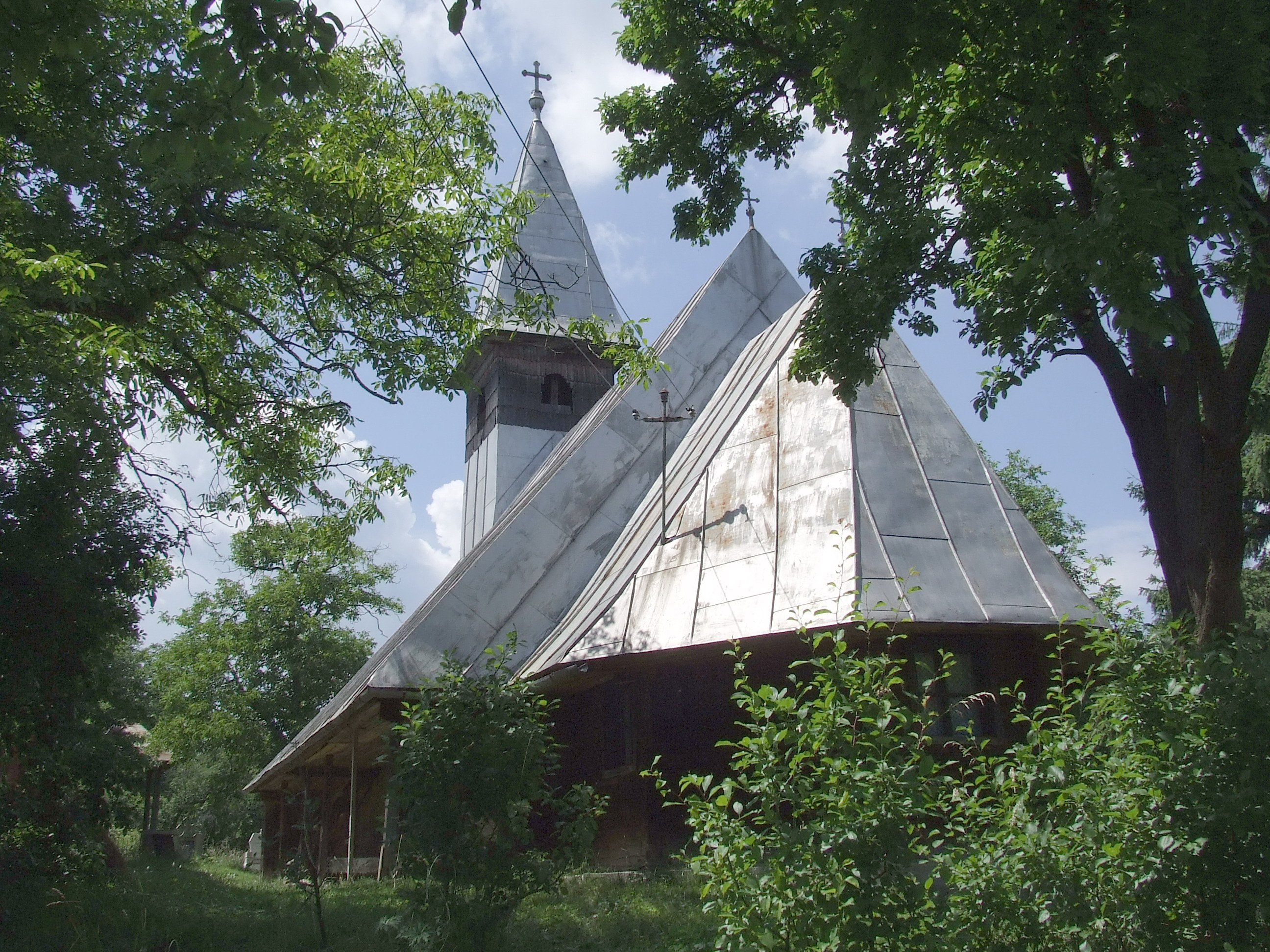
Biserica (sud-est)
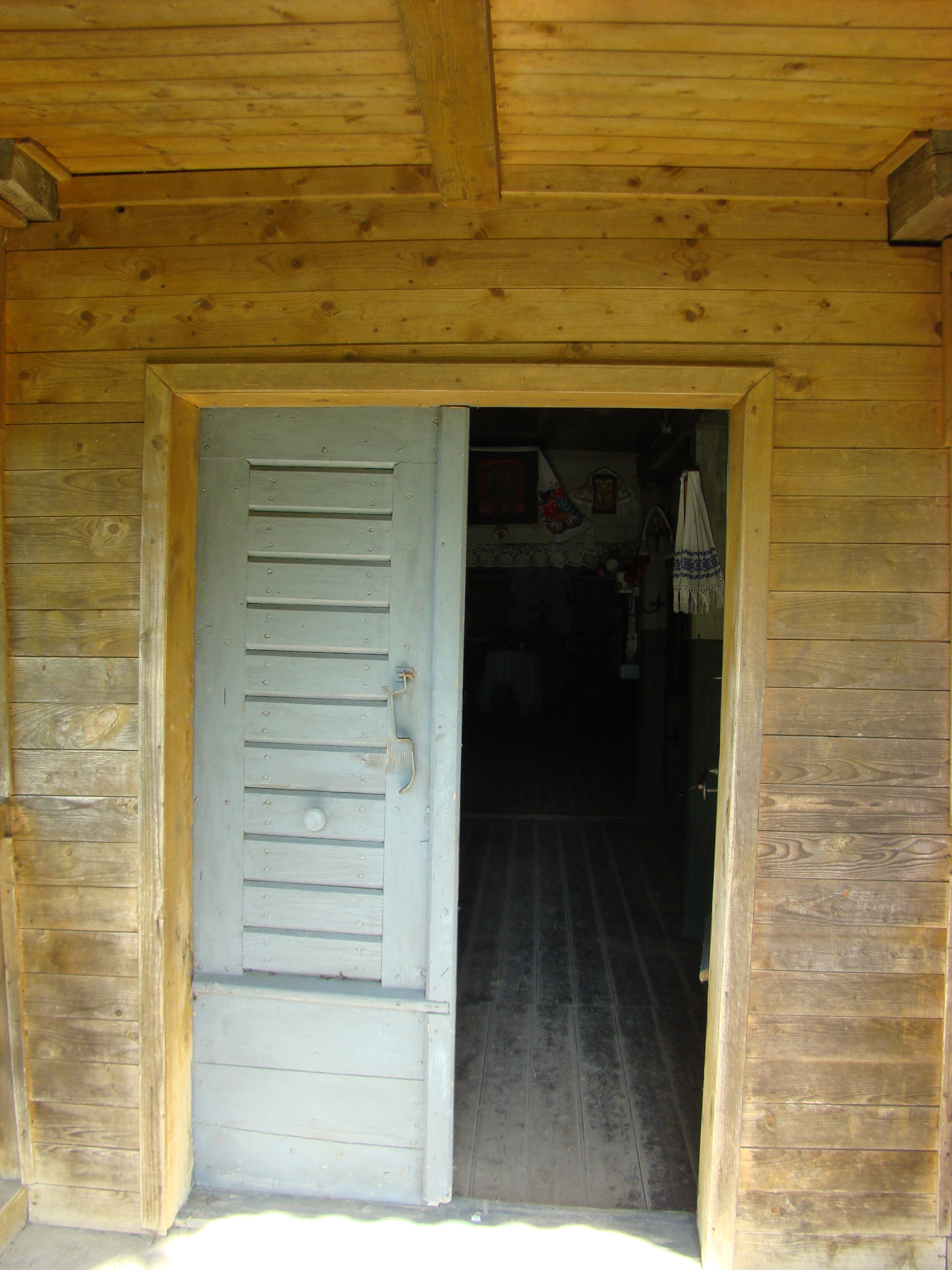
Intrarea
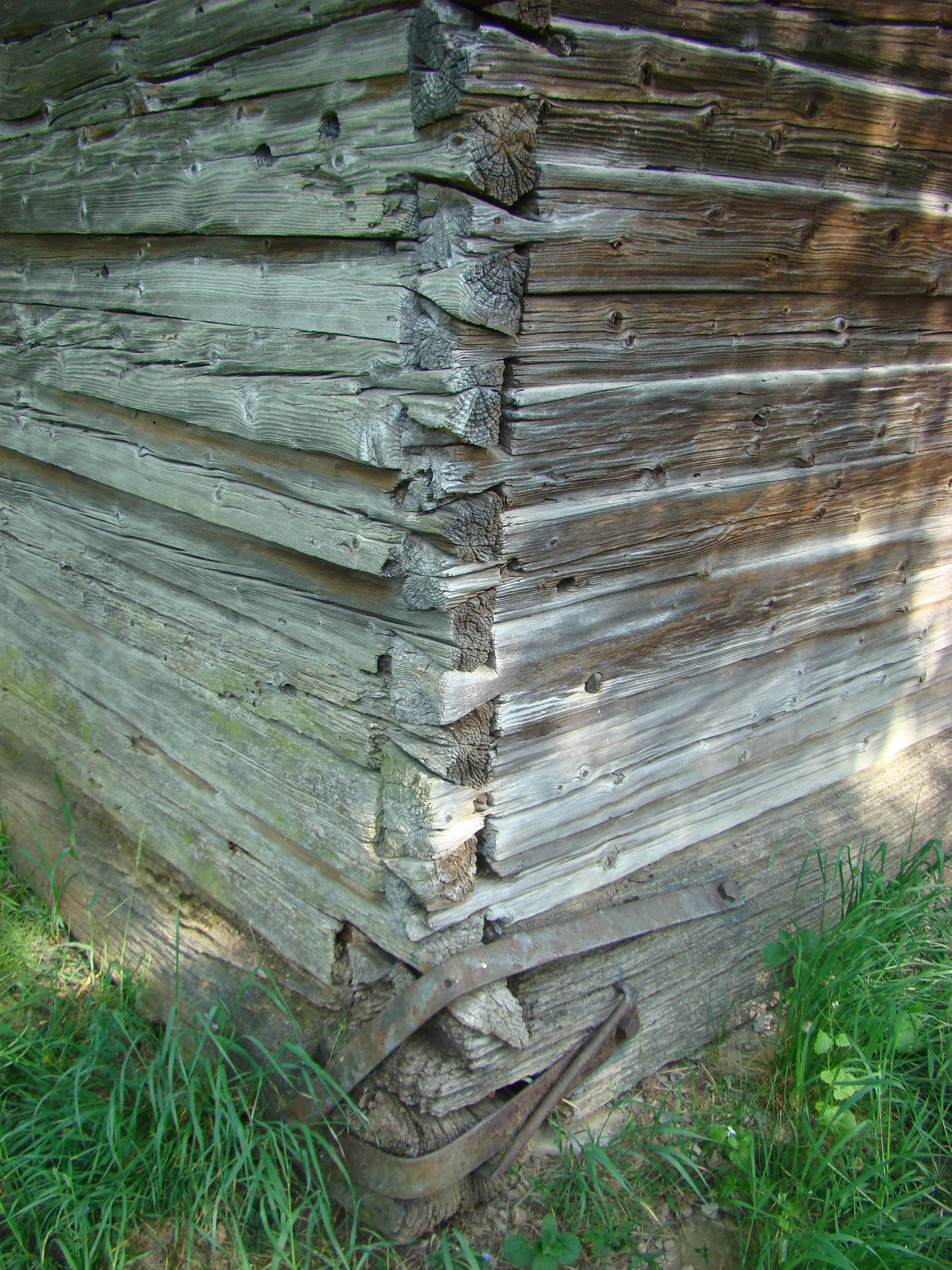
Îmbinări
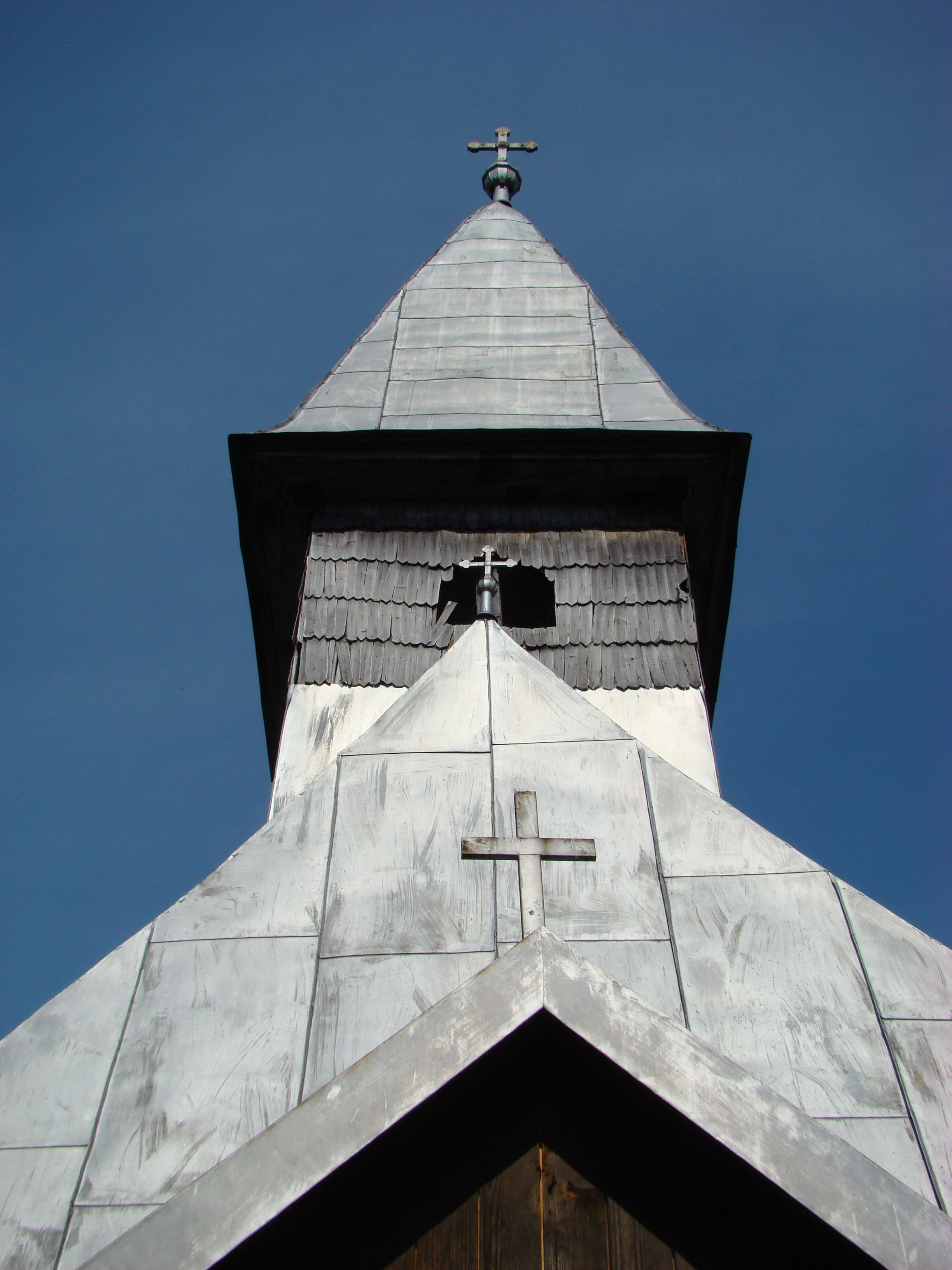
Turnul
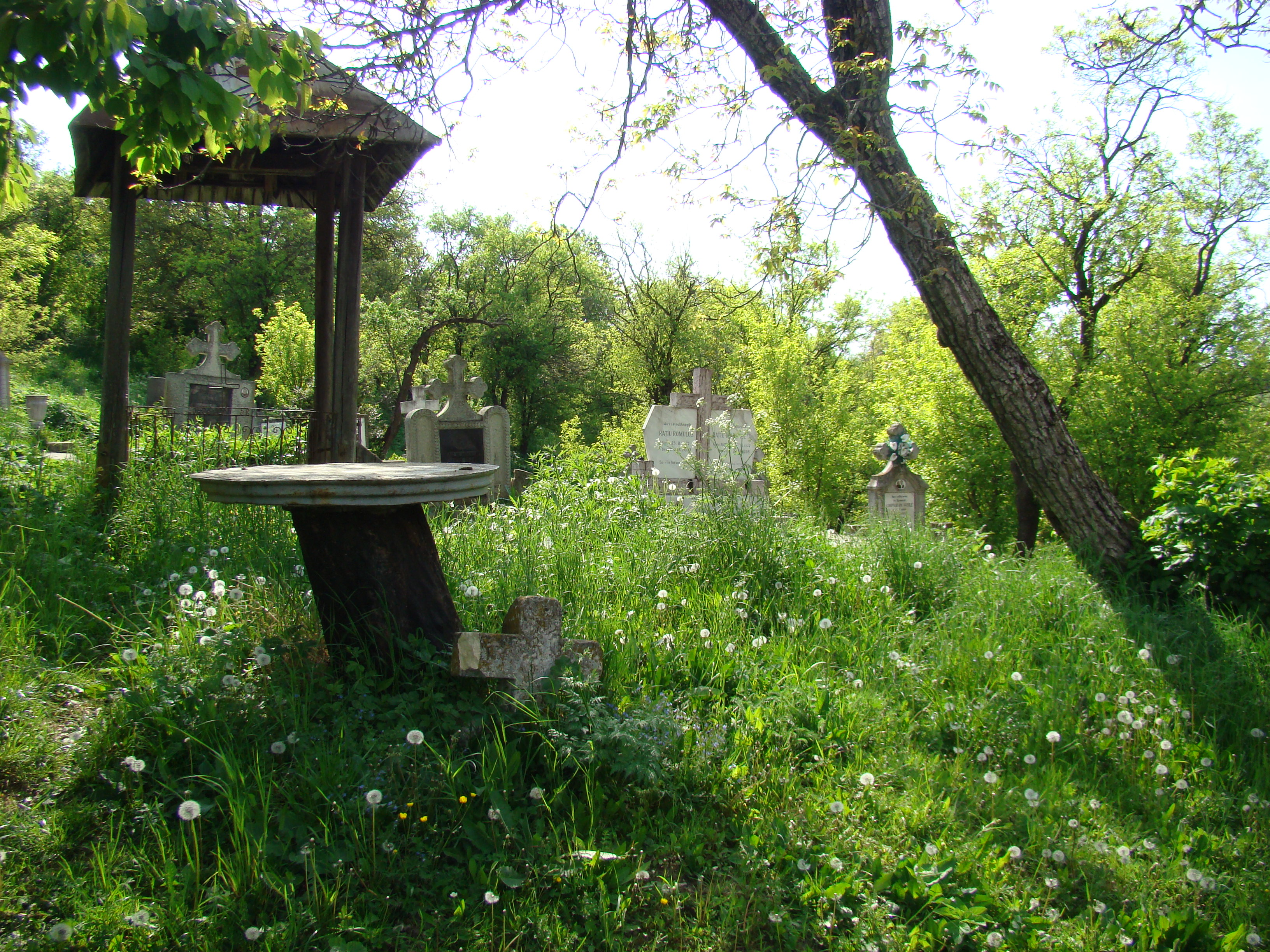
Altarul de vară
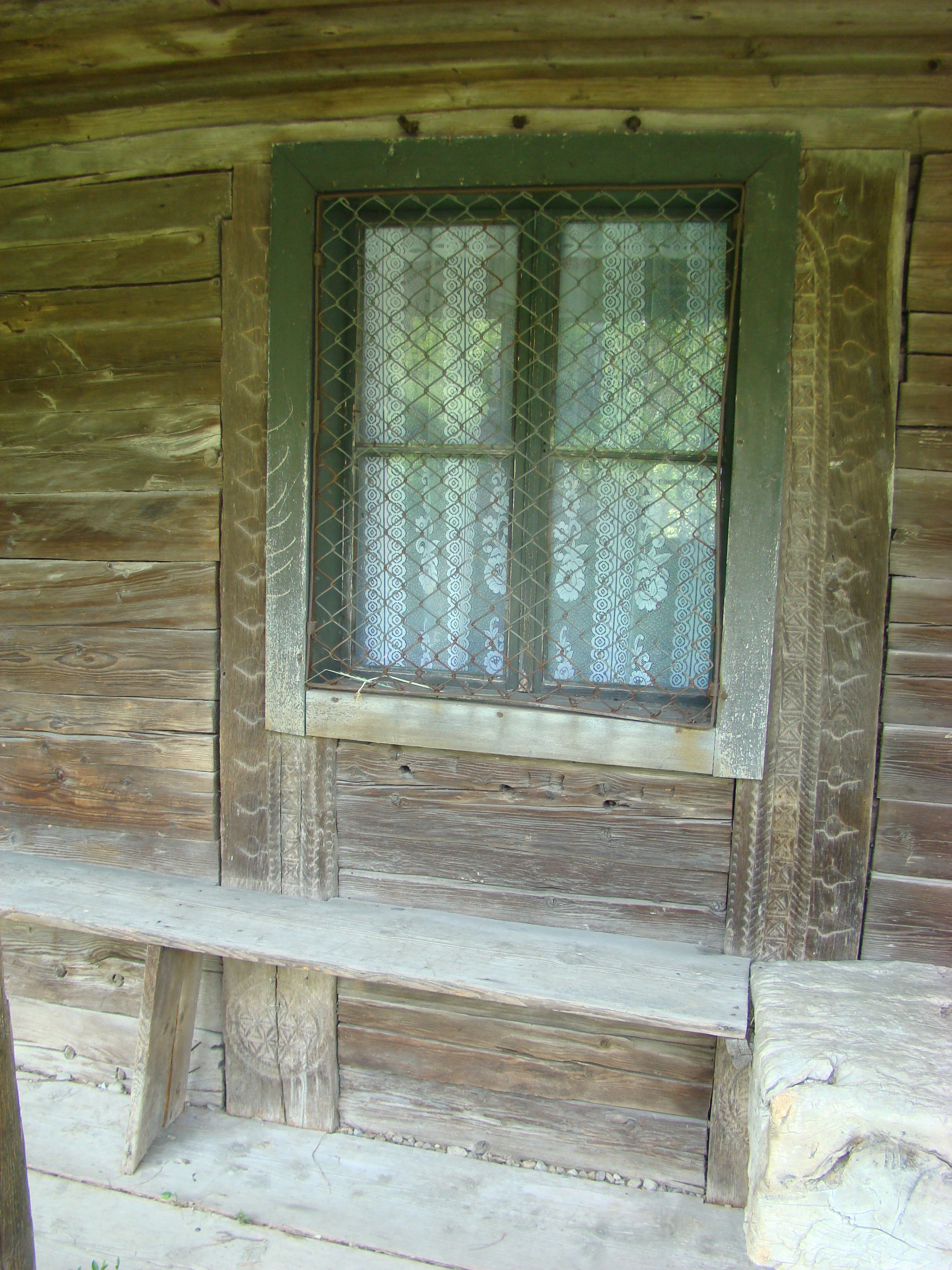
Târnațul de pe latura sudică
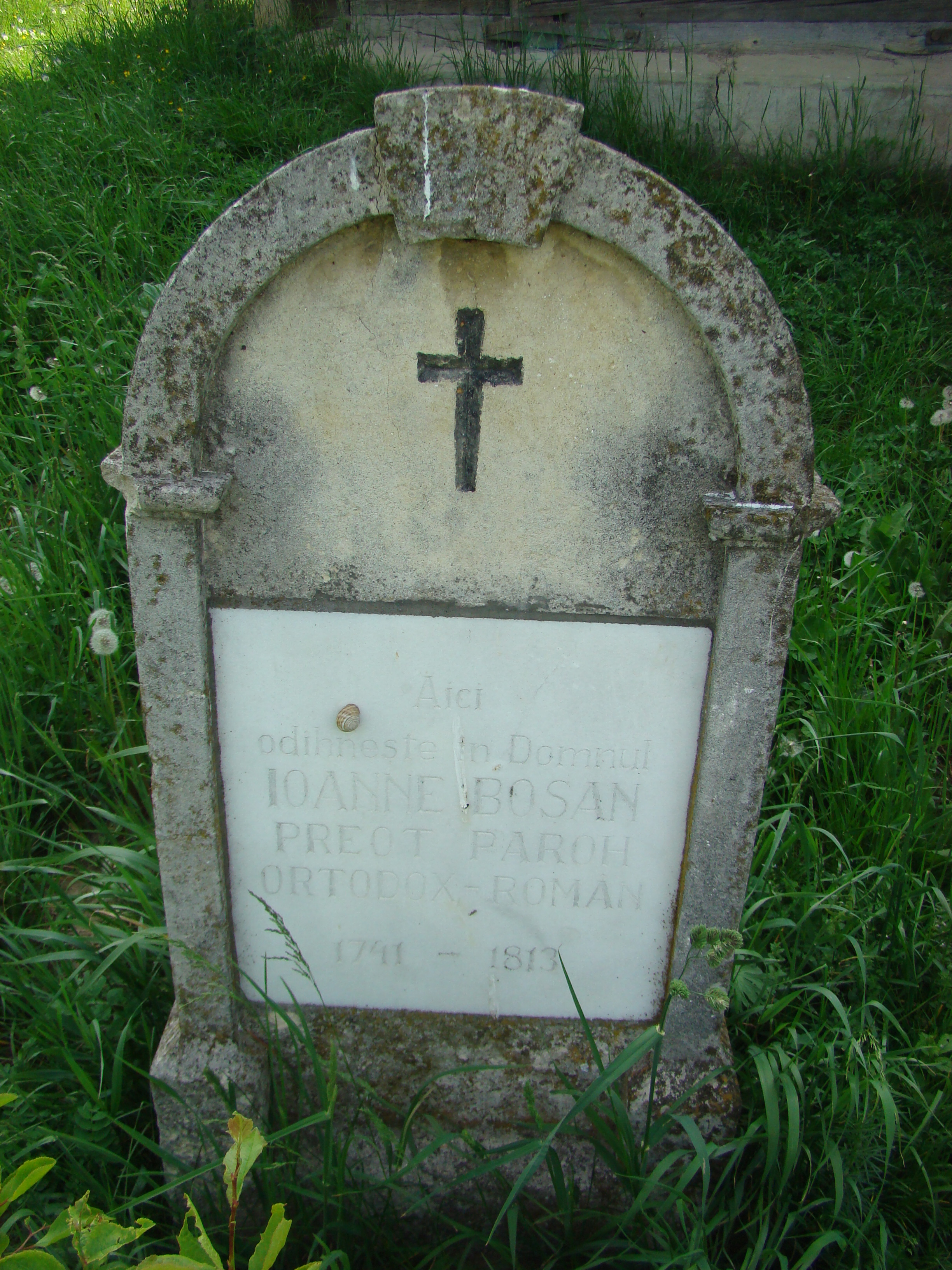
Cruce veche de piatră
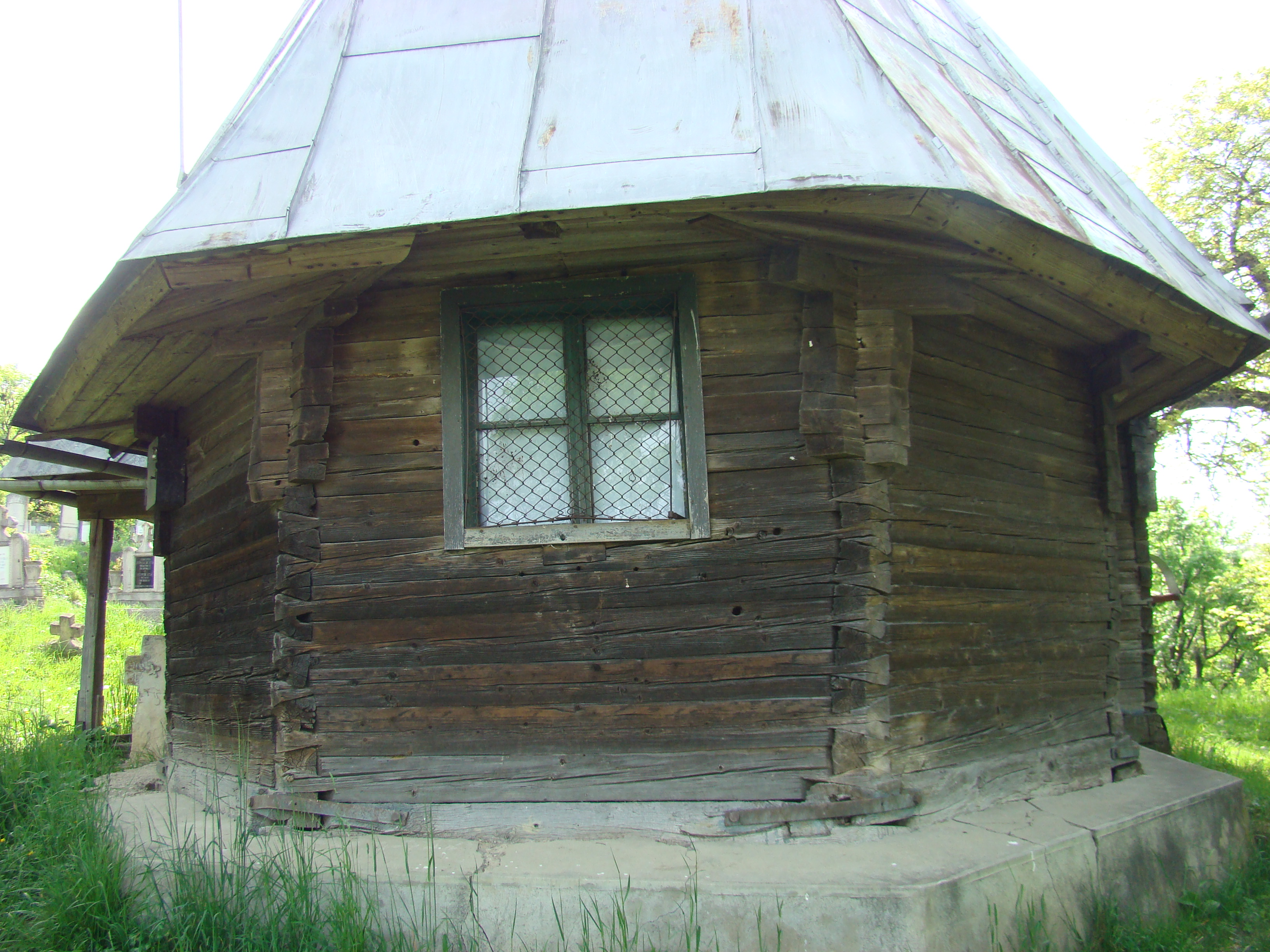
Absida altarului
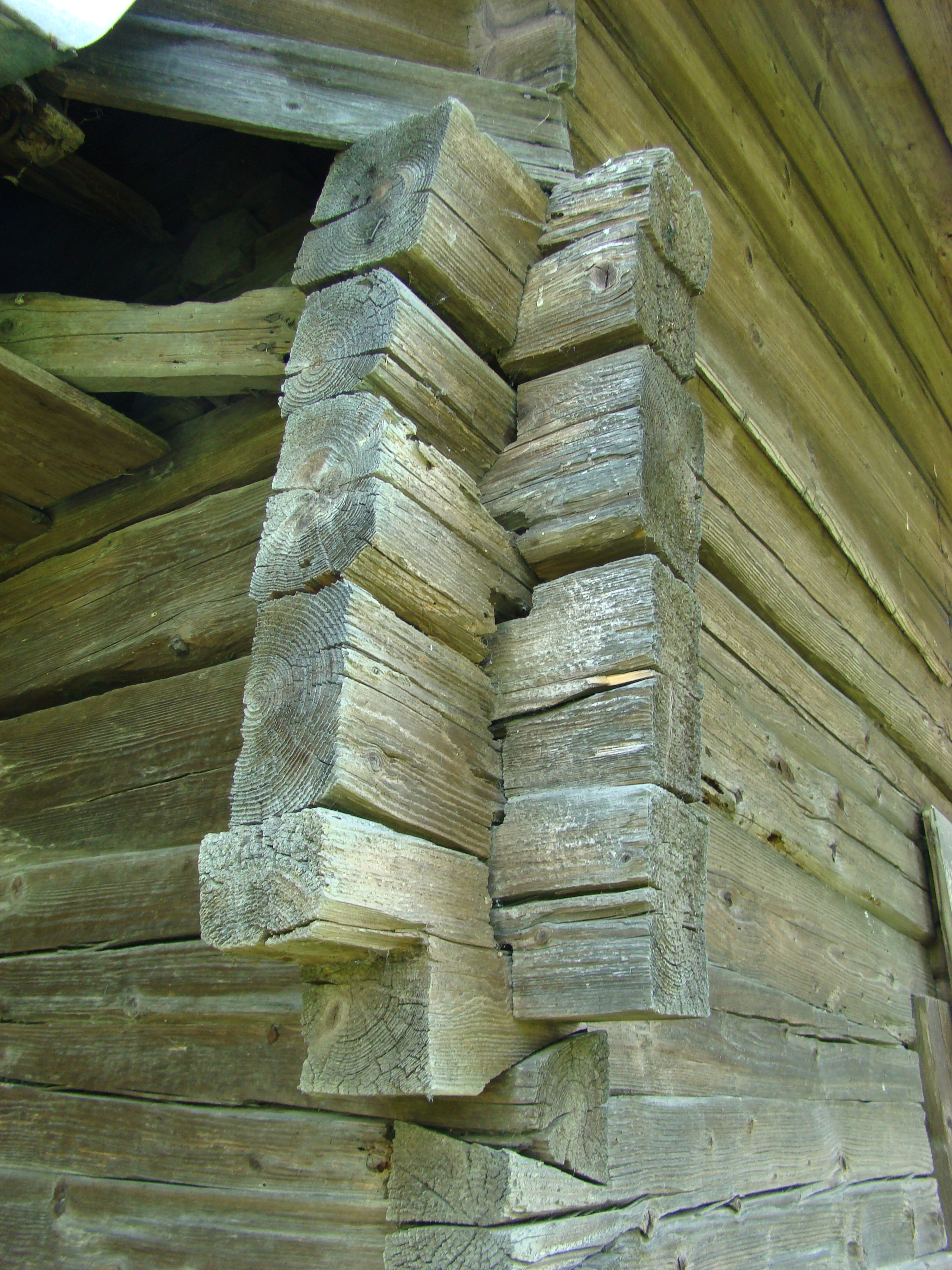
Console
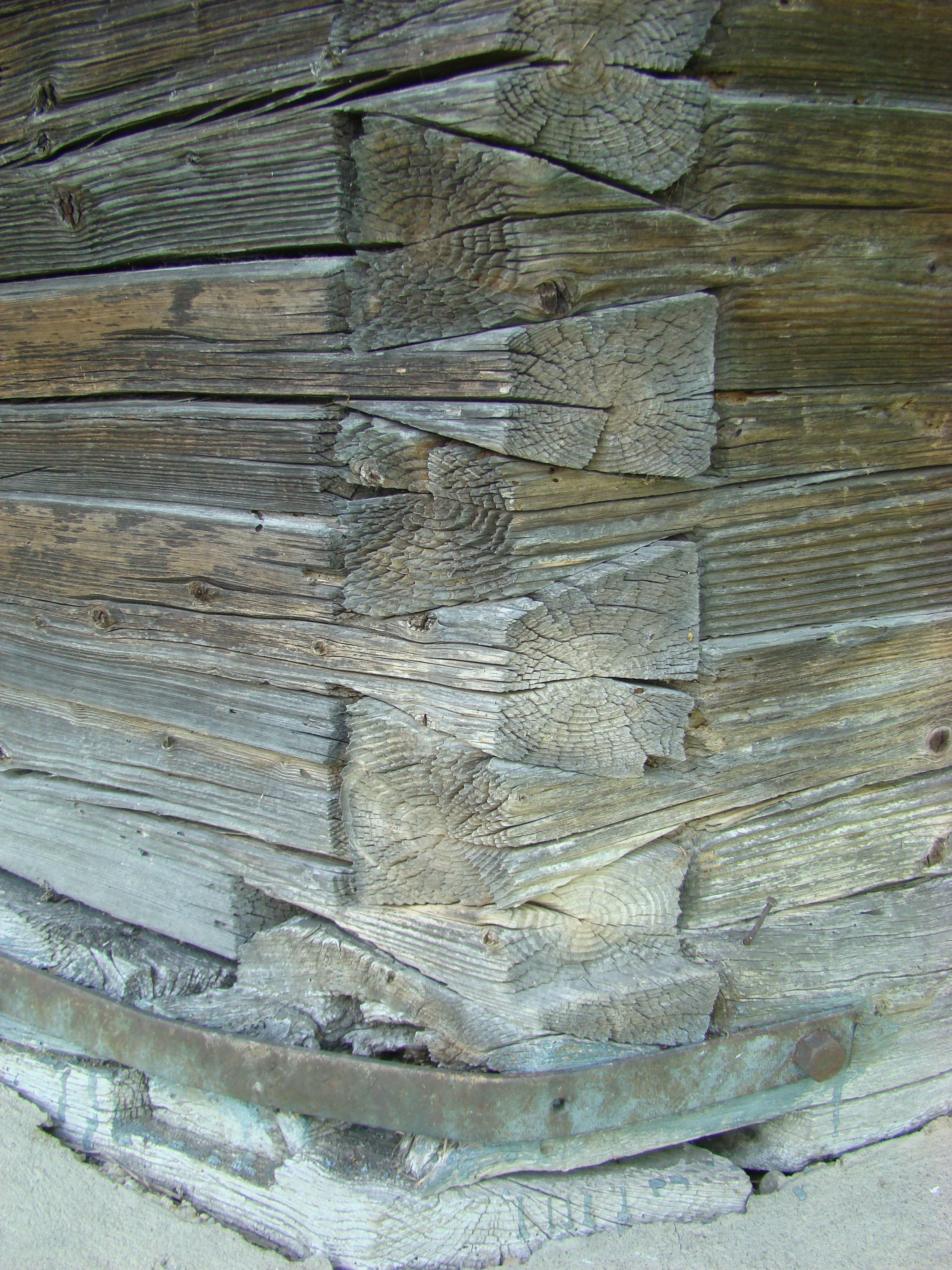
Îmbinări
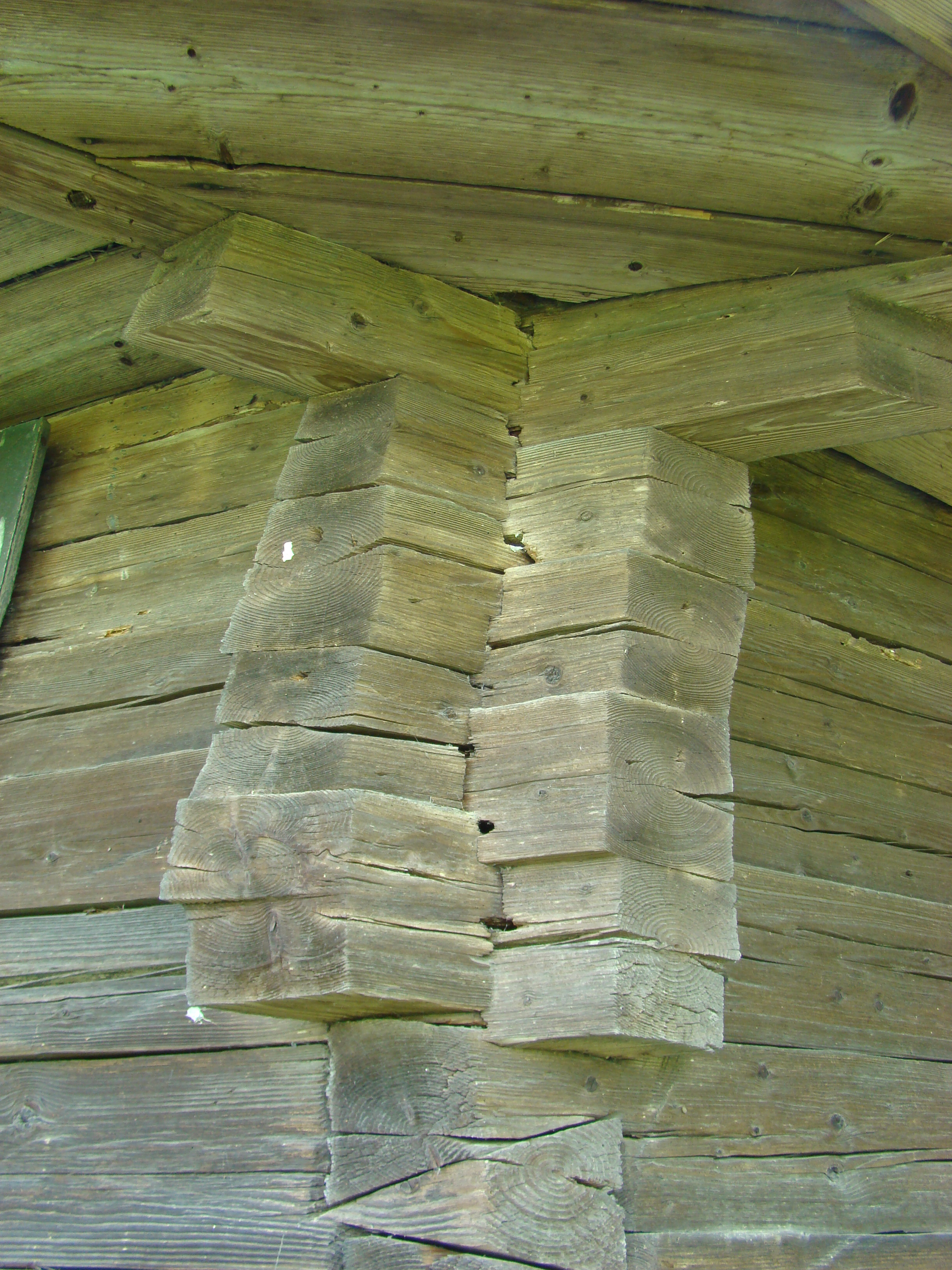
Console
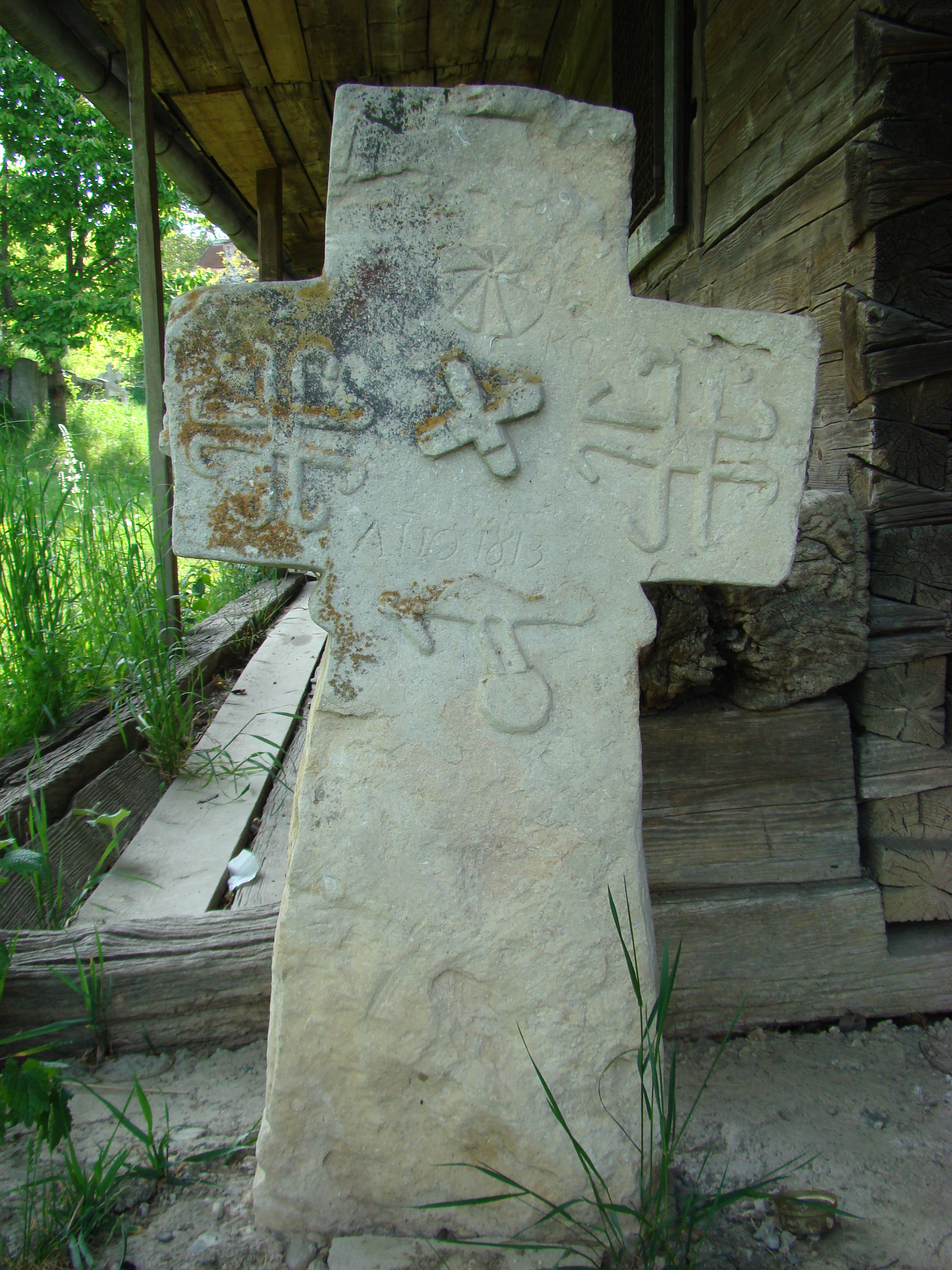
Cruce veche de piatră
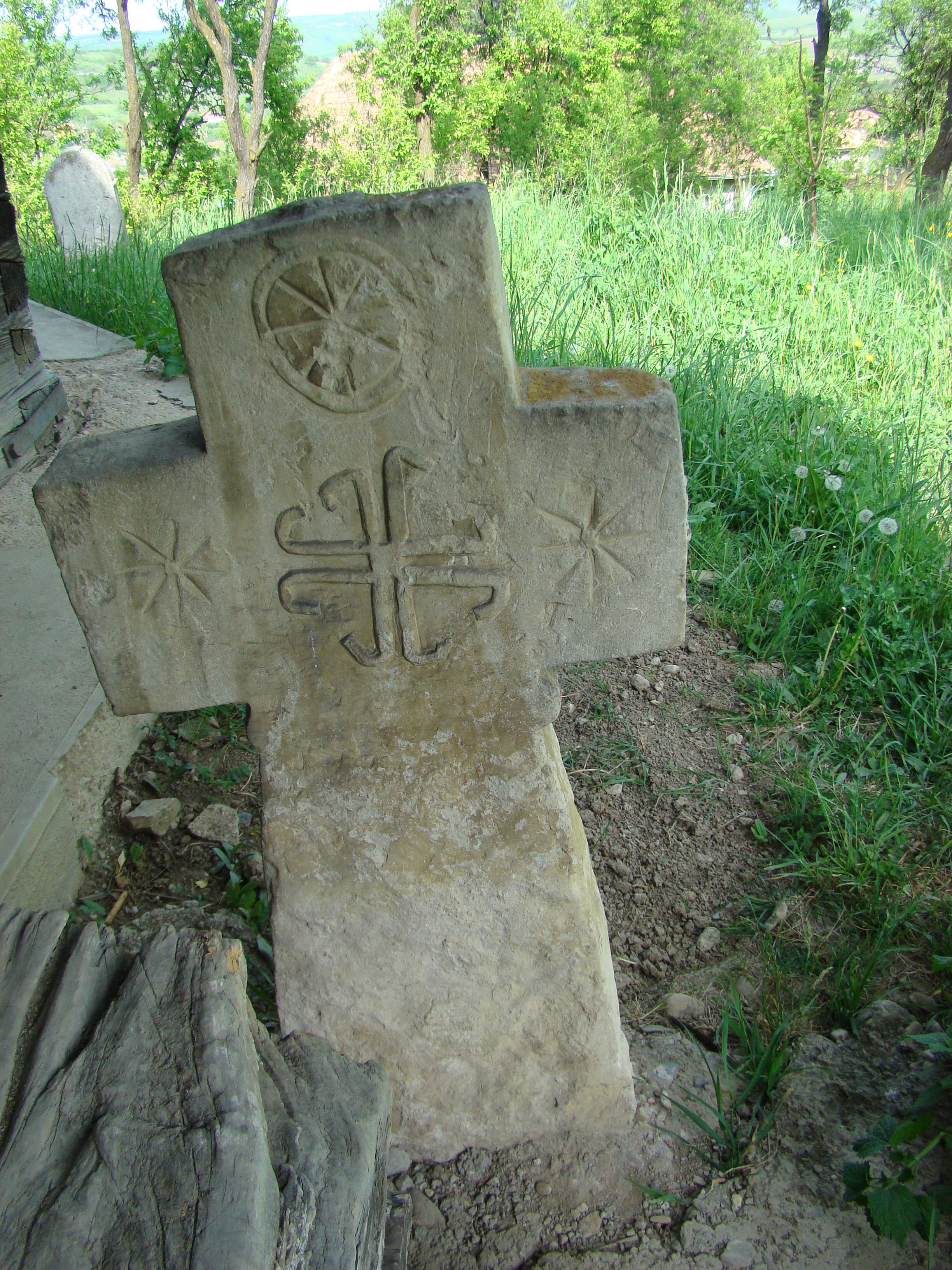
Cruce veche de piatră

## Imagini din interior

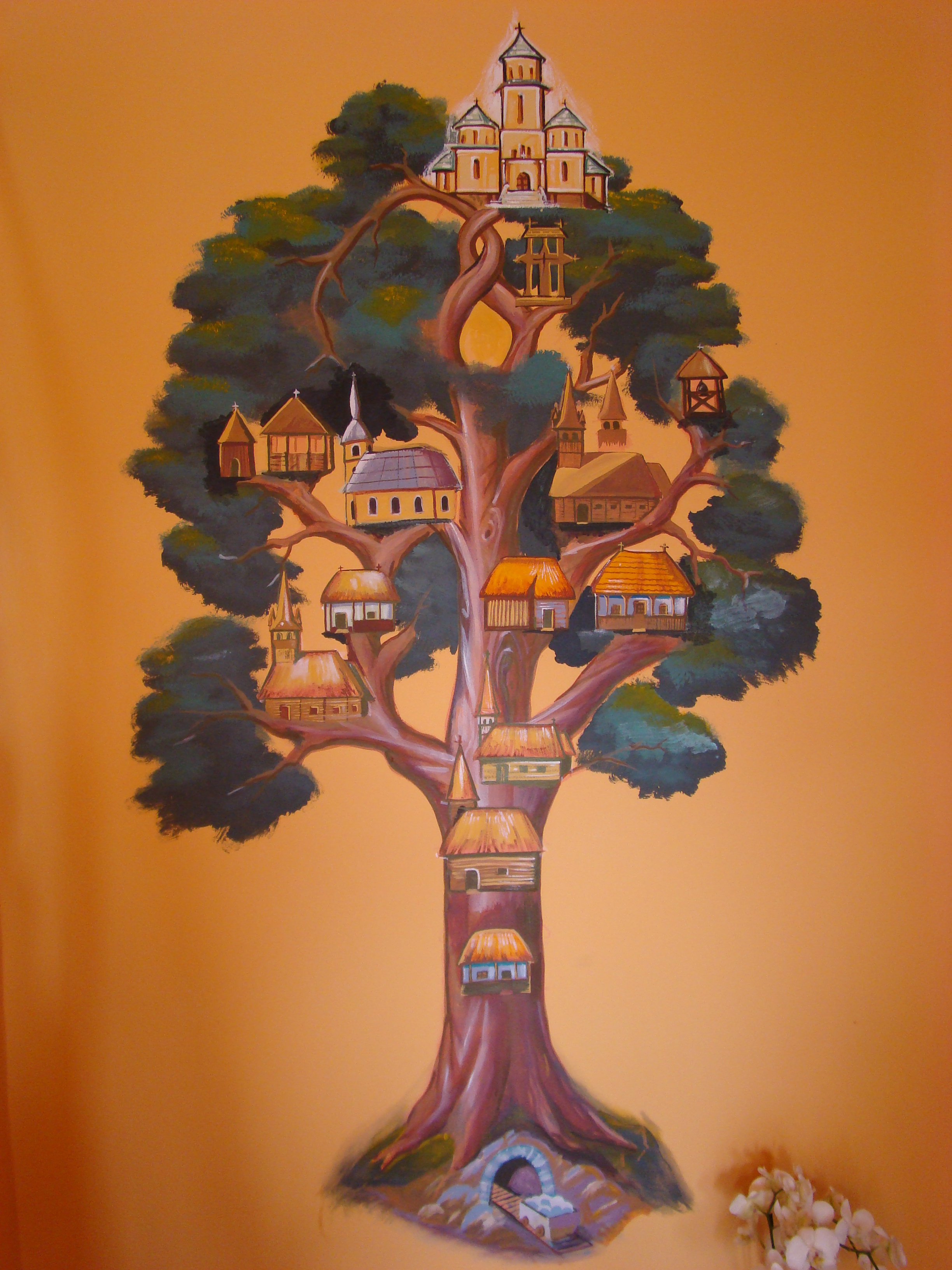
Pictură la casa parohială care ilustrează evoluția localității și a celor două biserici românești, ortodoxă și greco-catolică
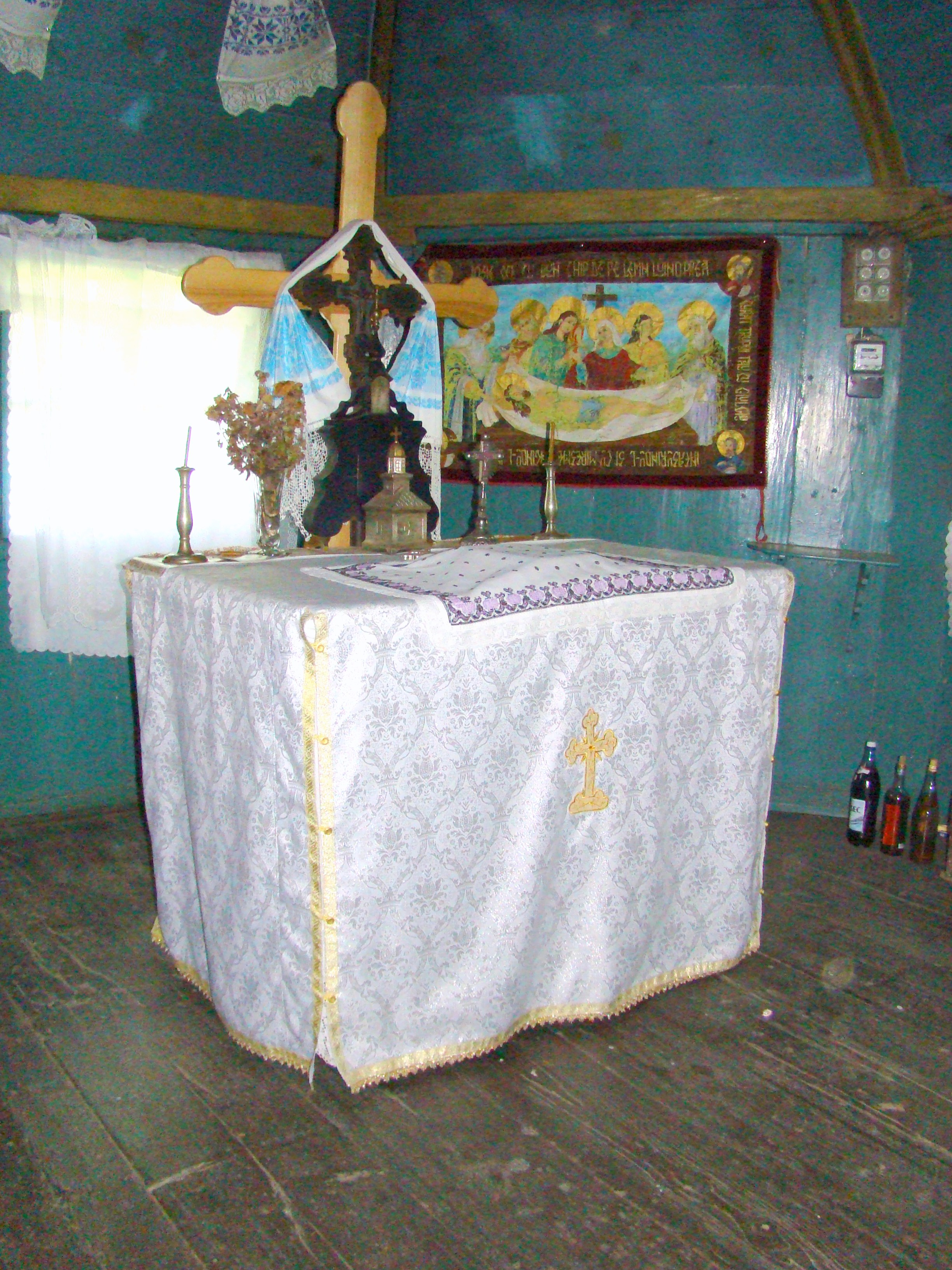
Masa altarului
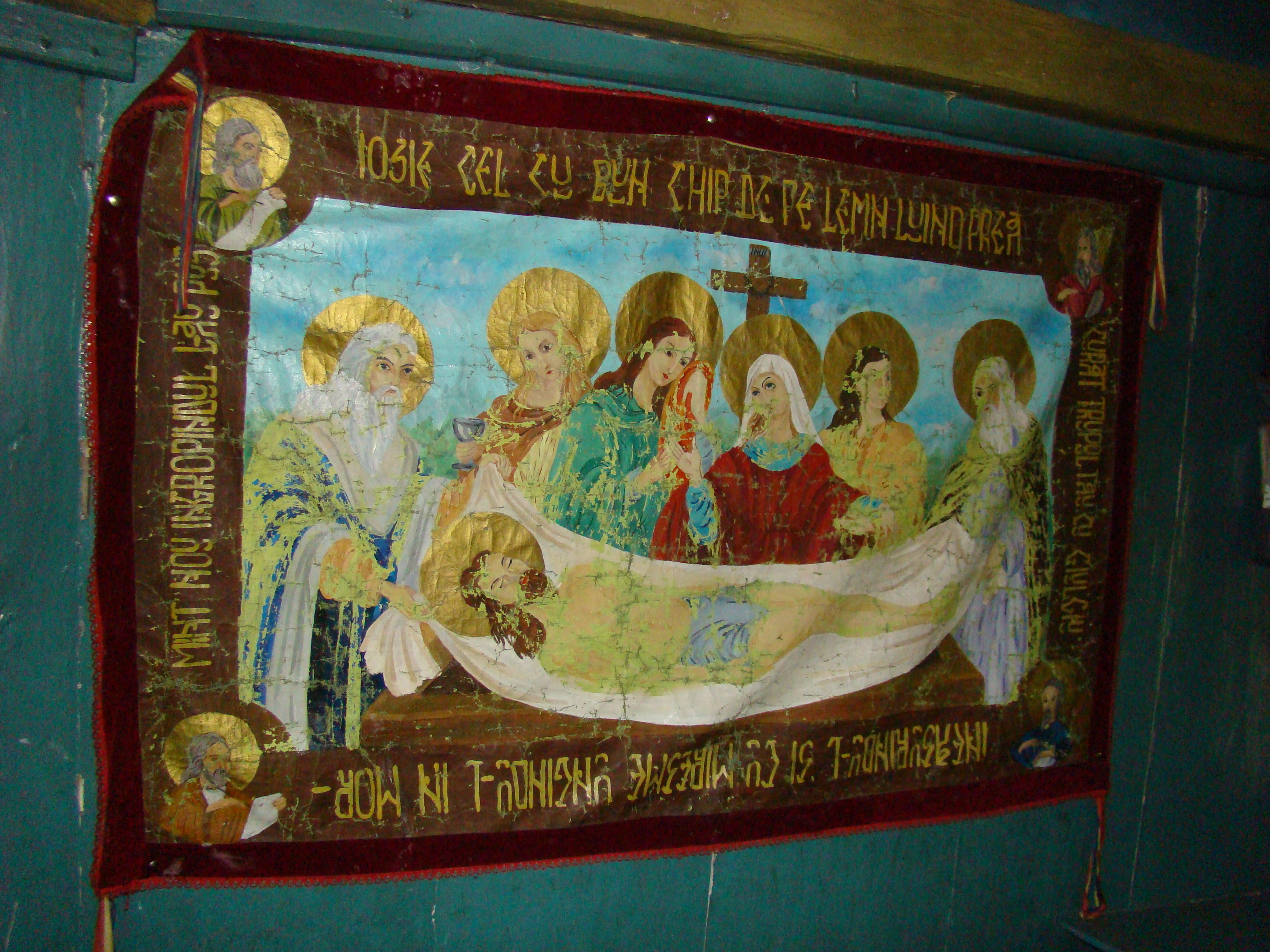
Epitaful
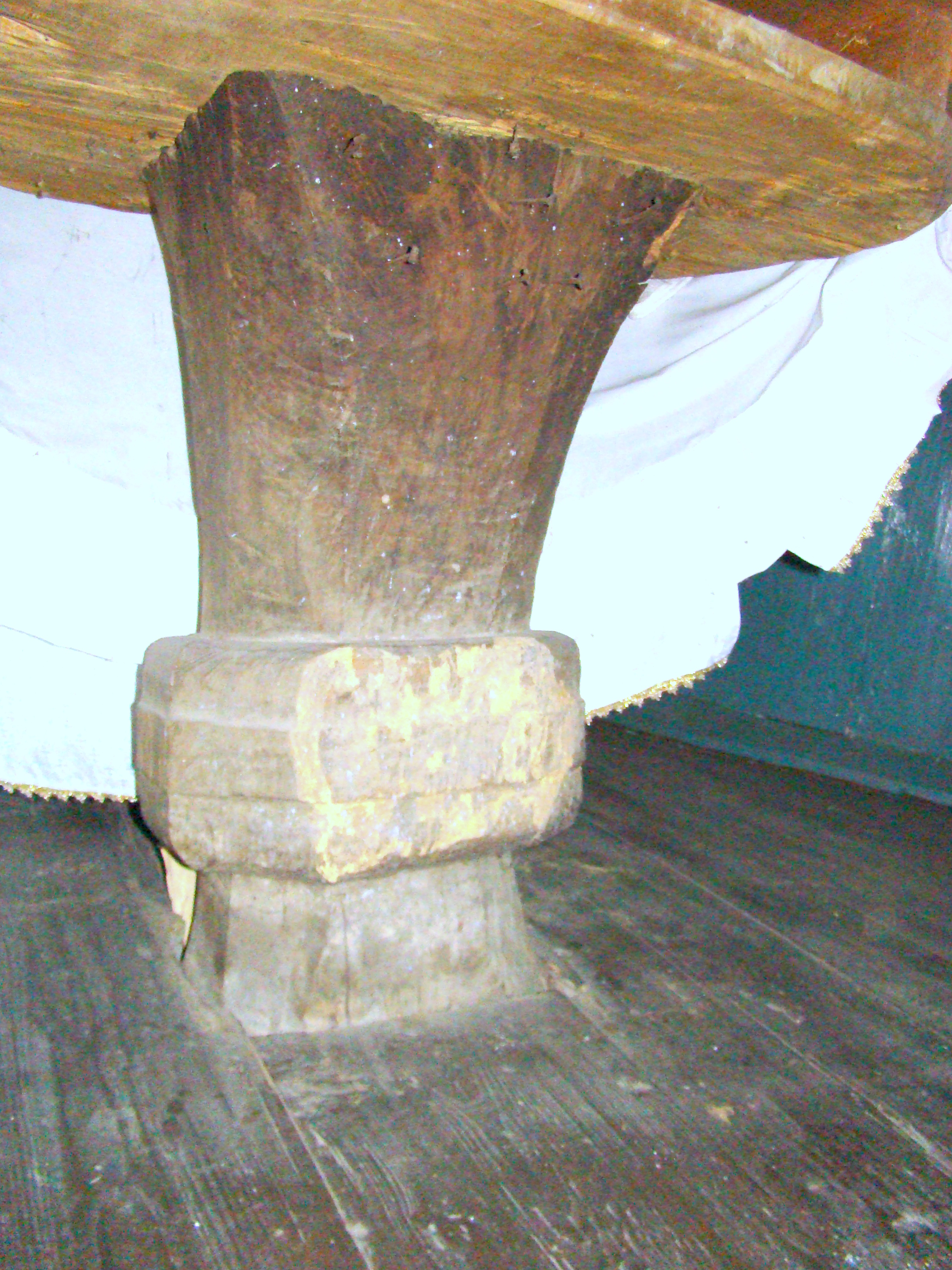
Piciorul mesei altarului
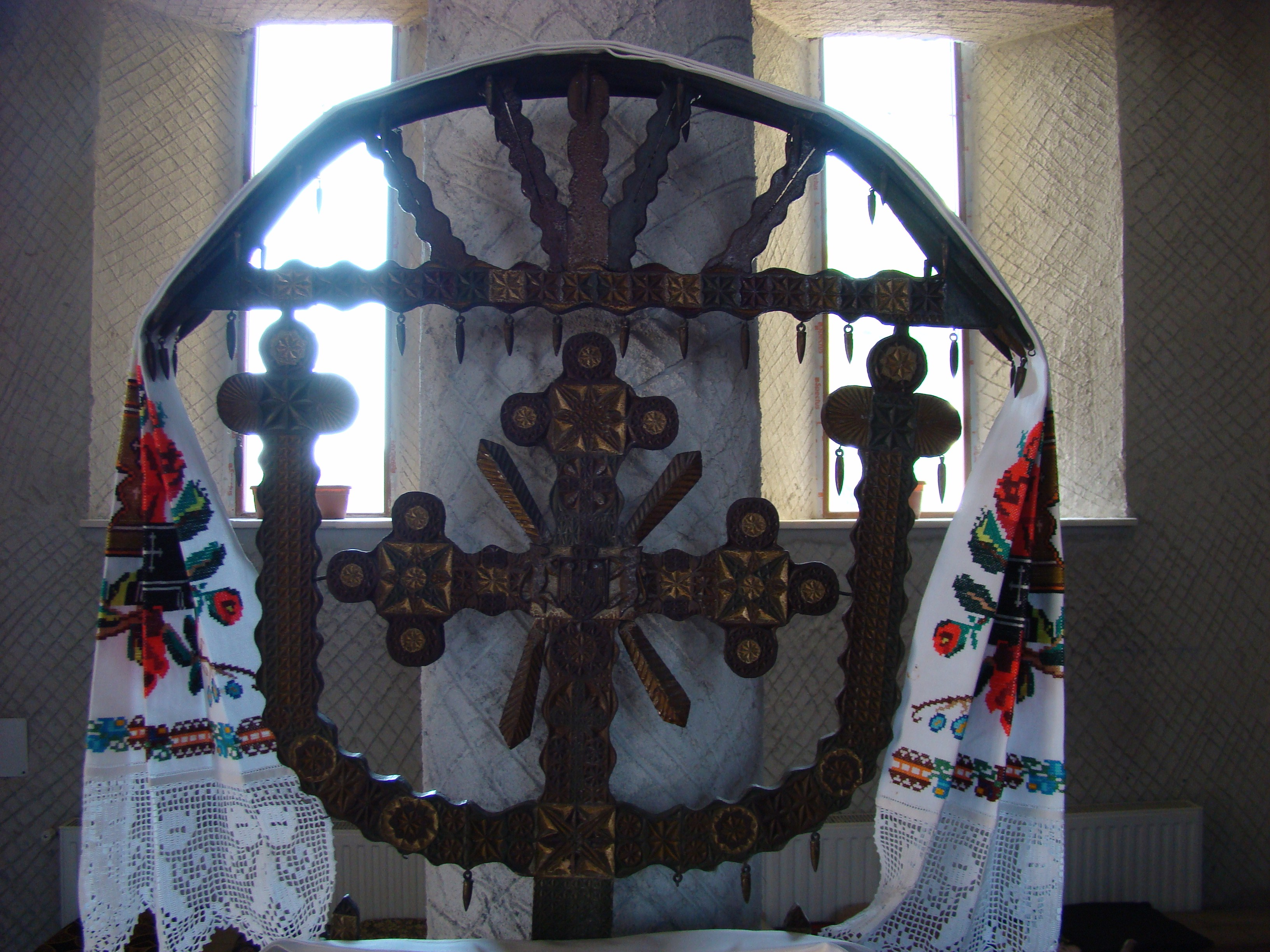
Cruce veche de lemn
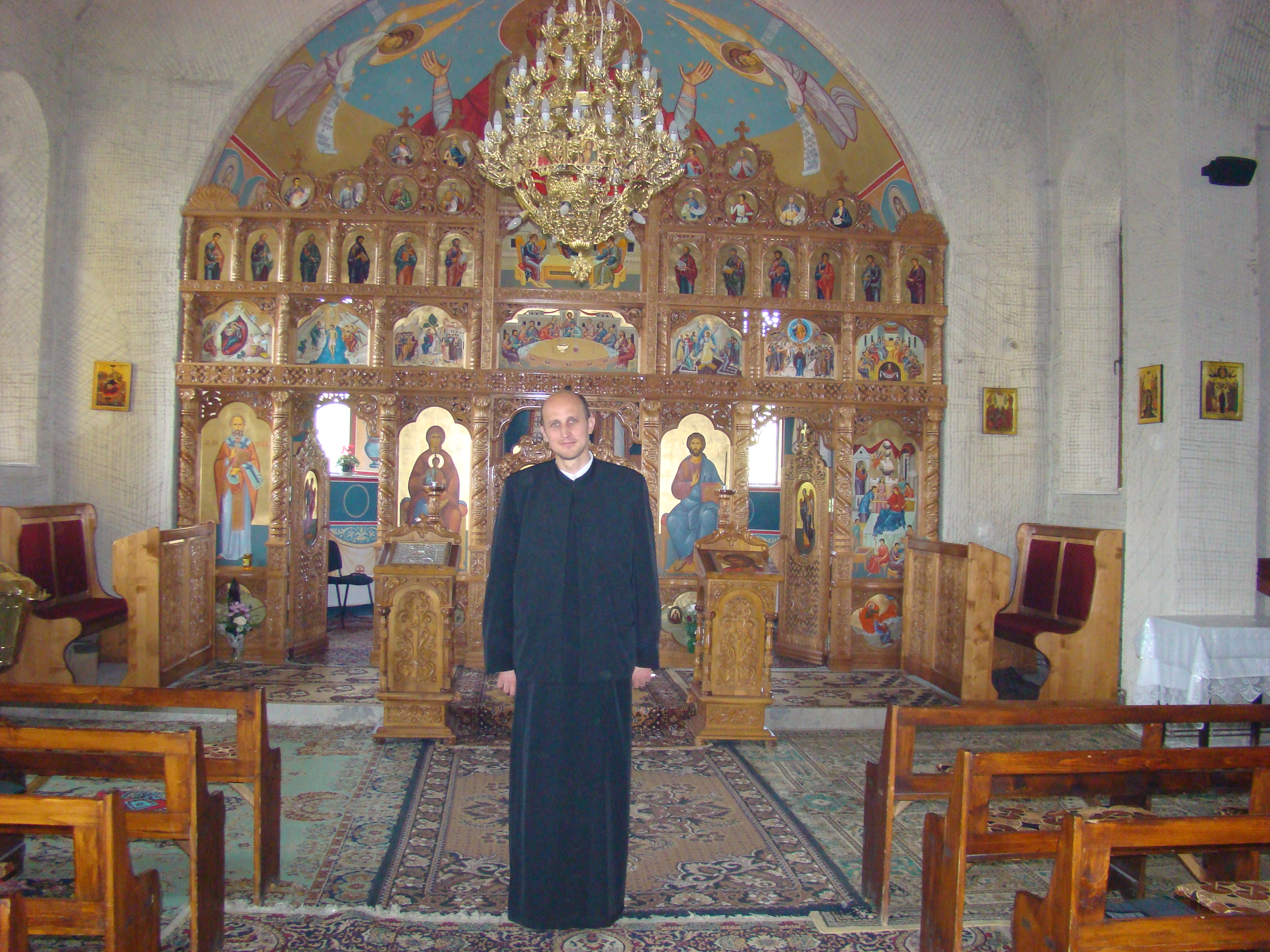
Preotul paroh Rednic Georgel
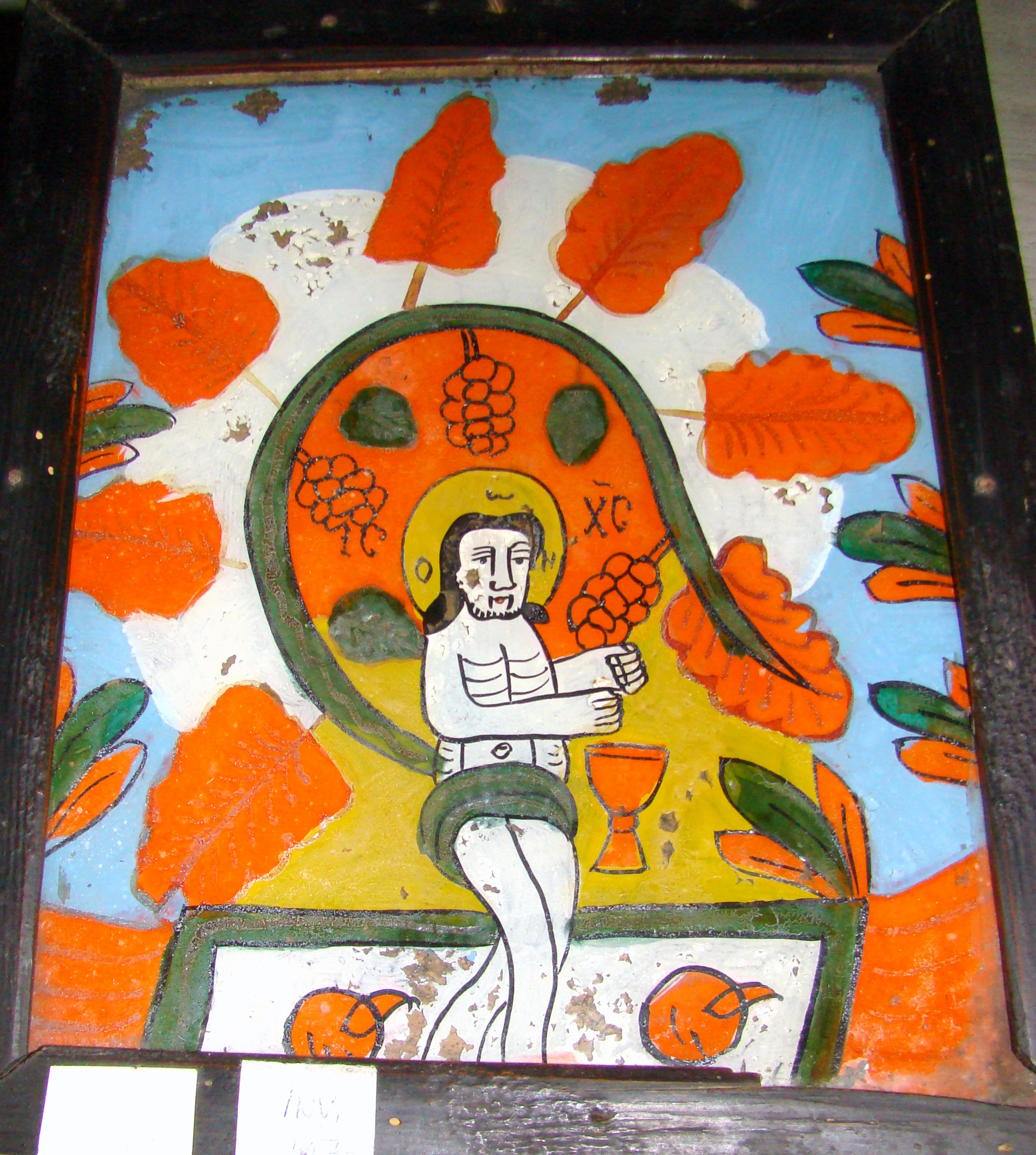
Icoană pe sticlă
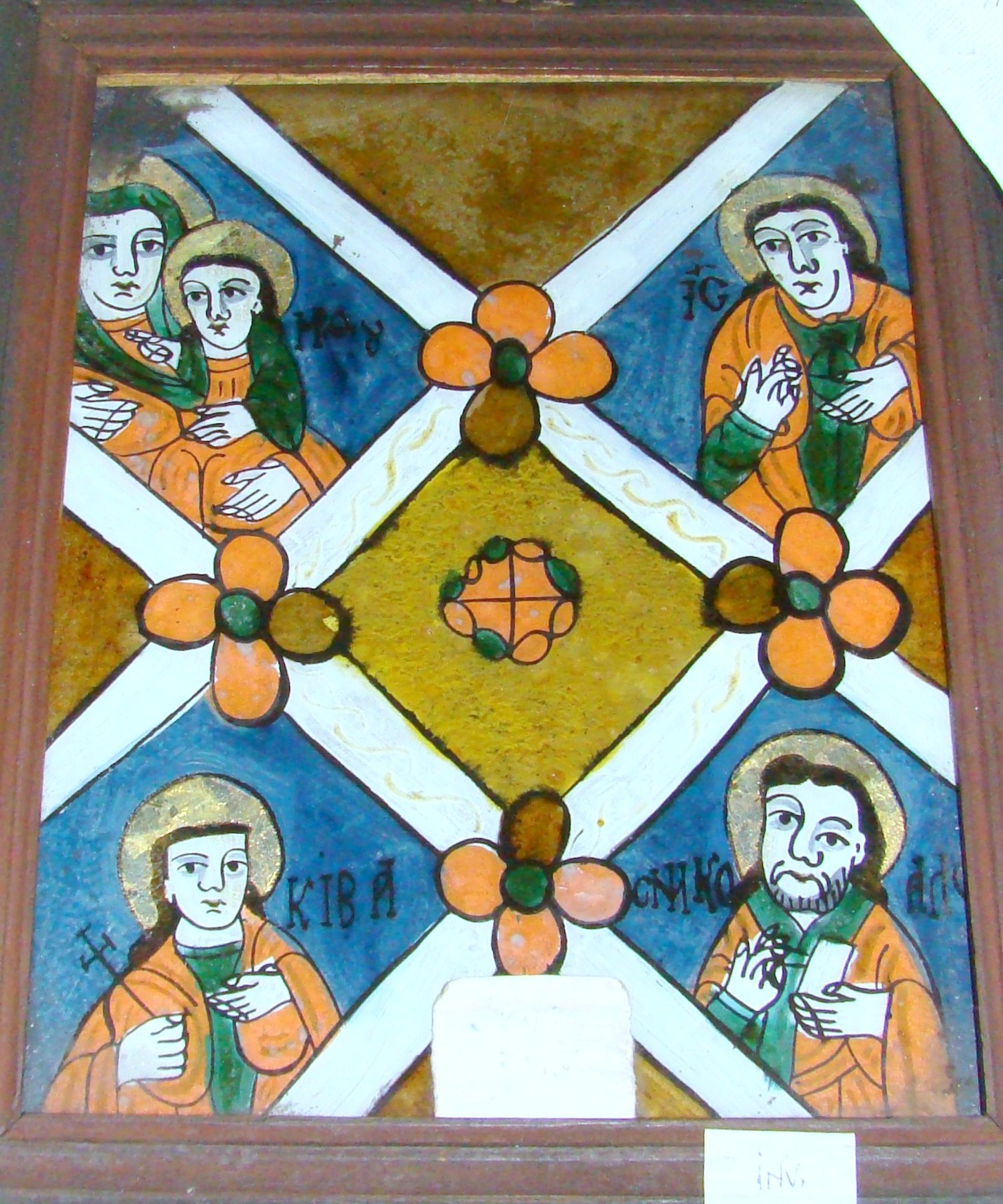
Icoană pe sticlă
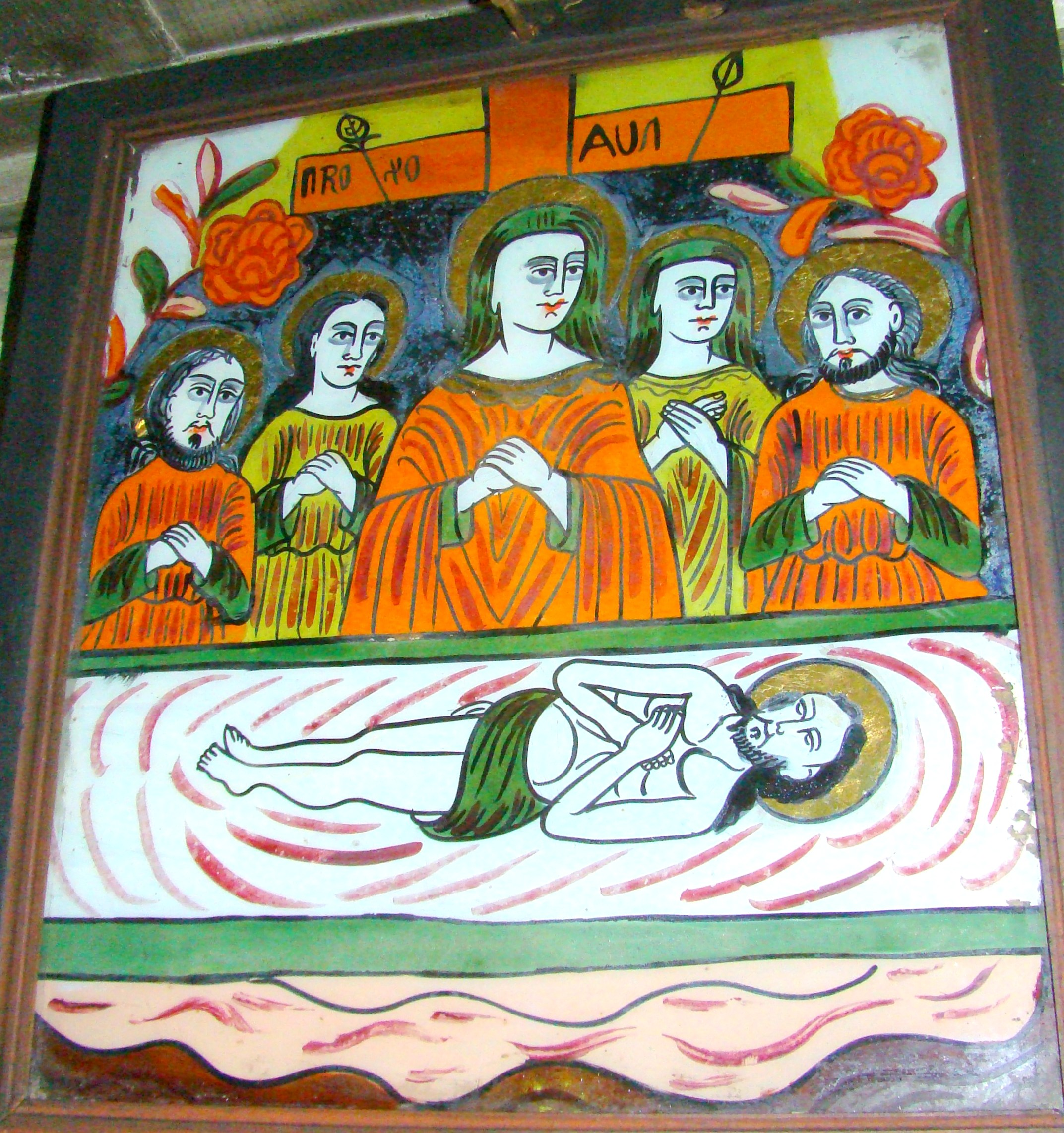
Icoană pe sticlă
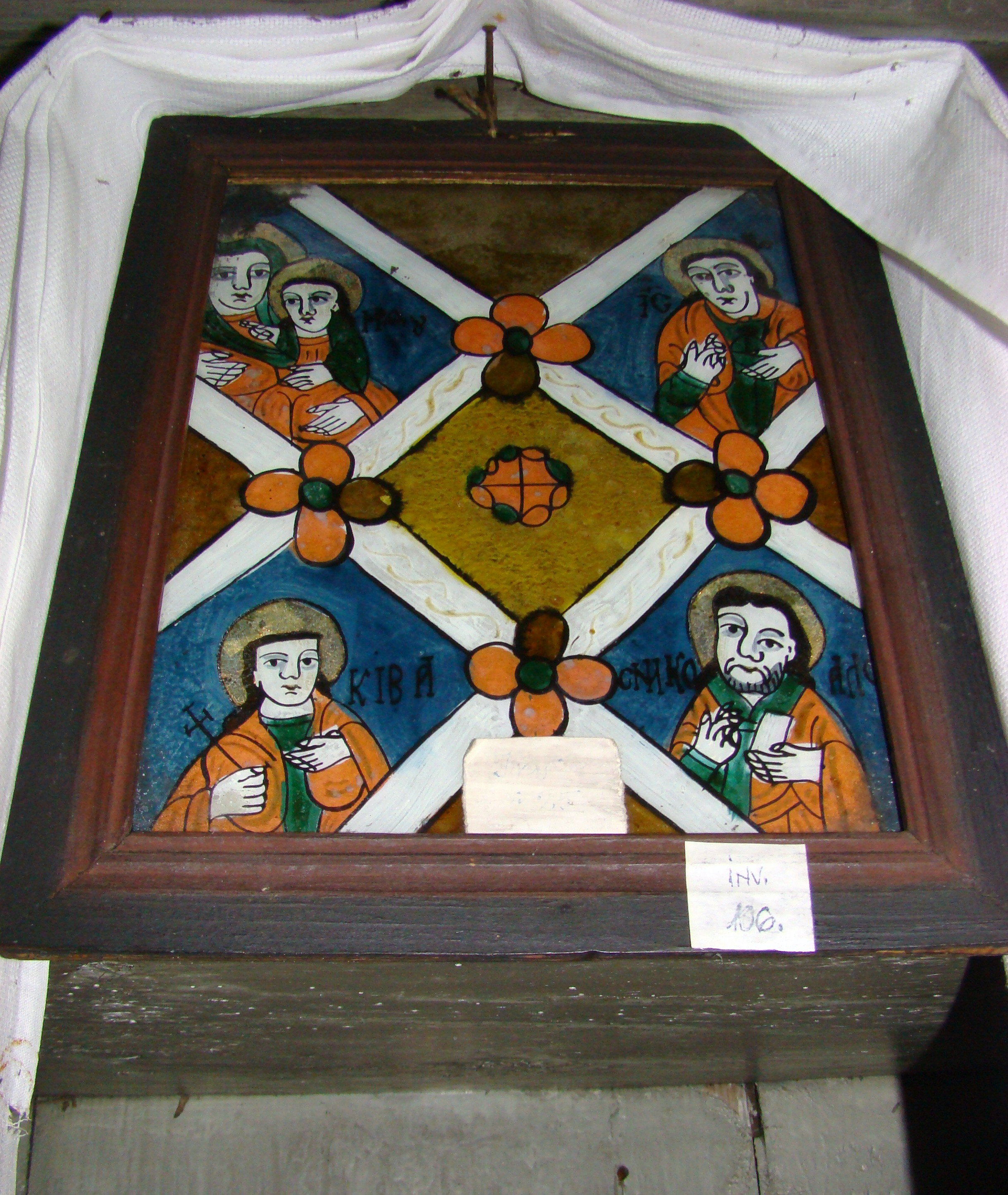
Icoană pe sticlă
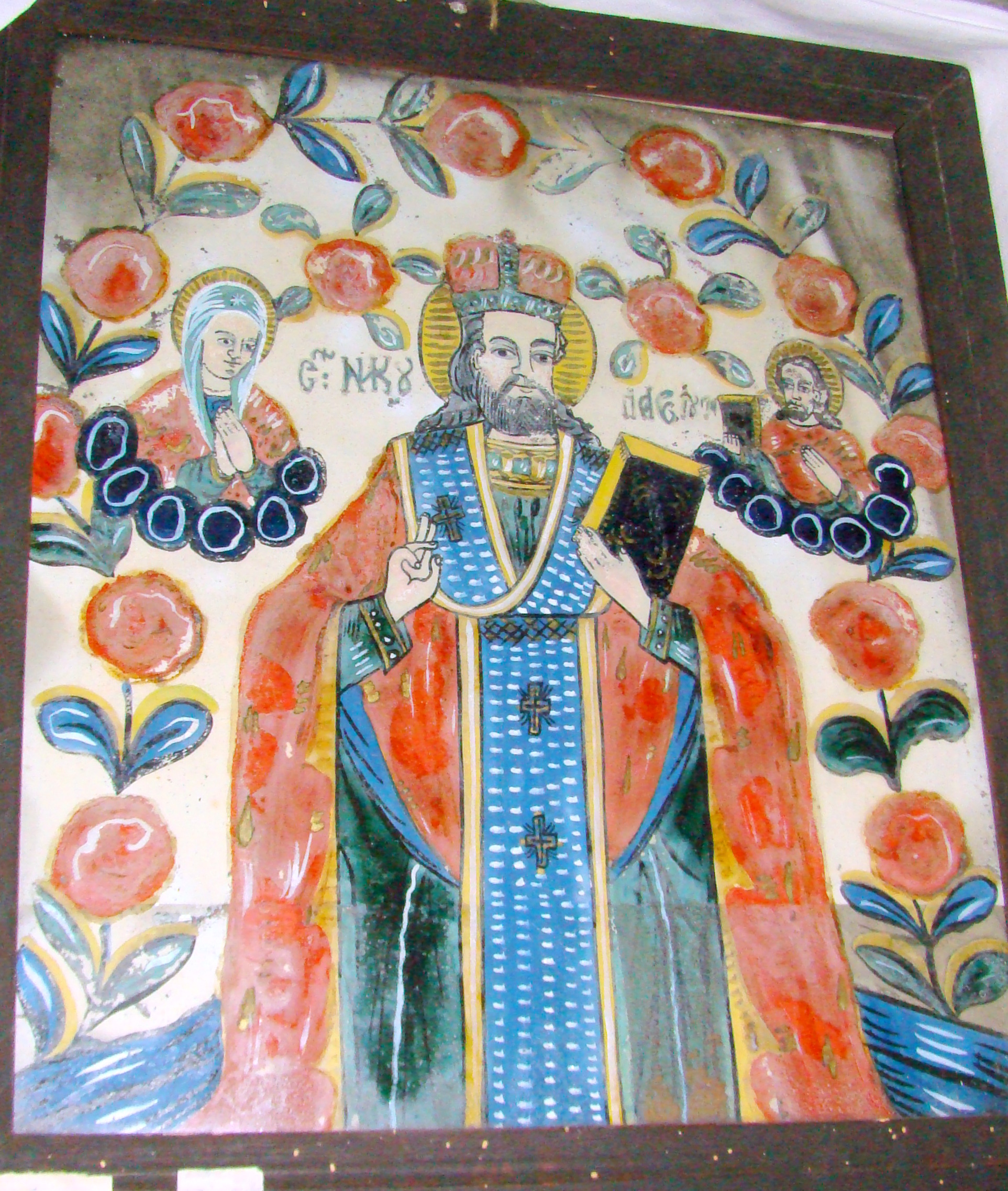
Icoană pe sticlă
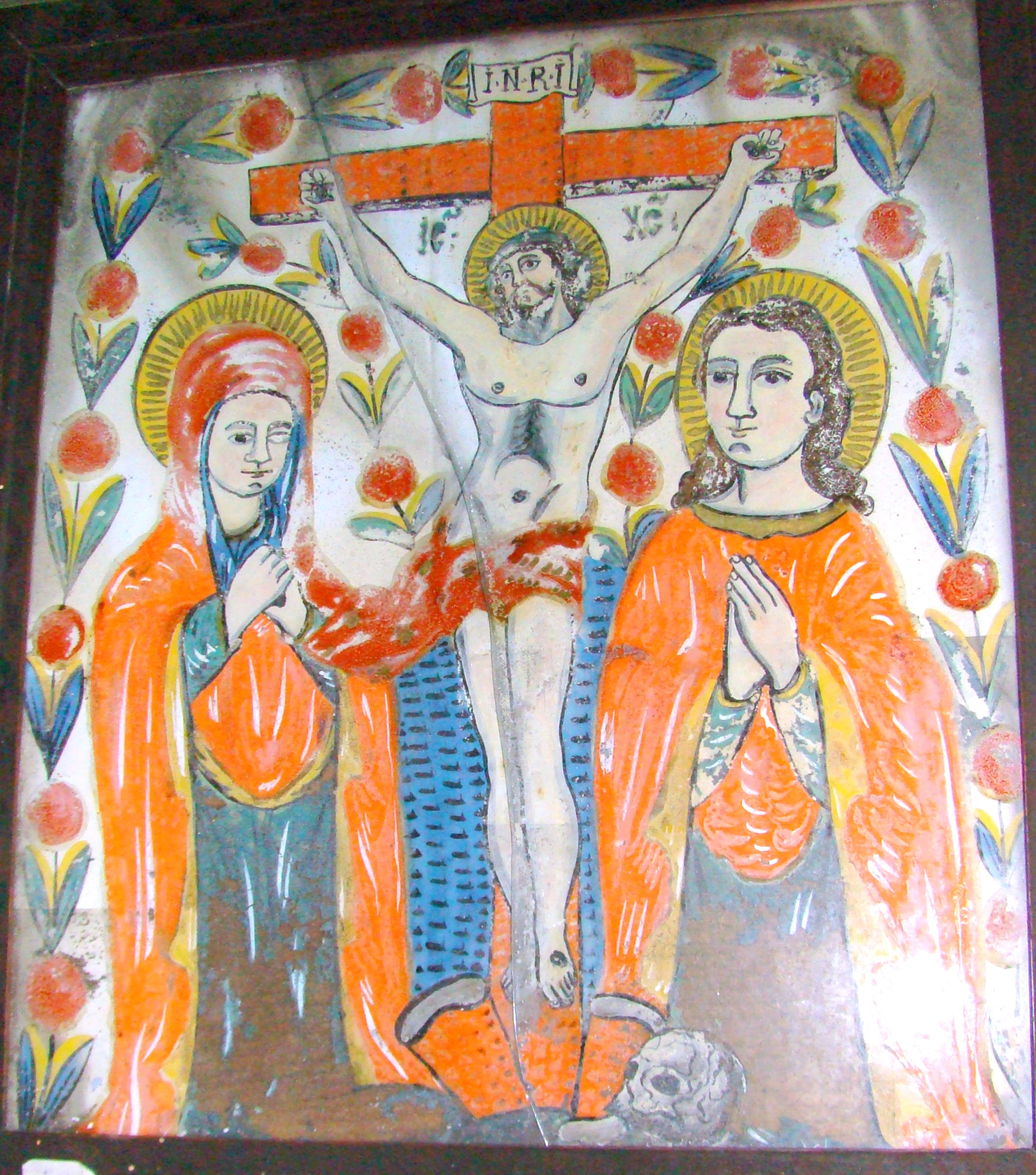
Icoană pe sticlă
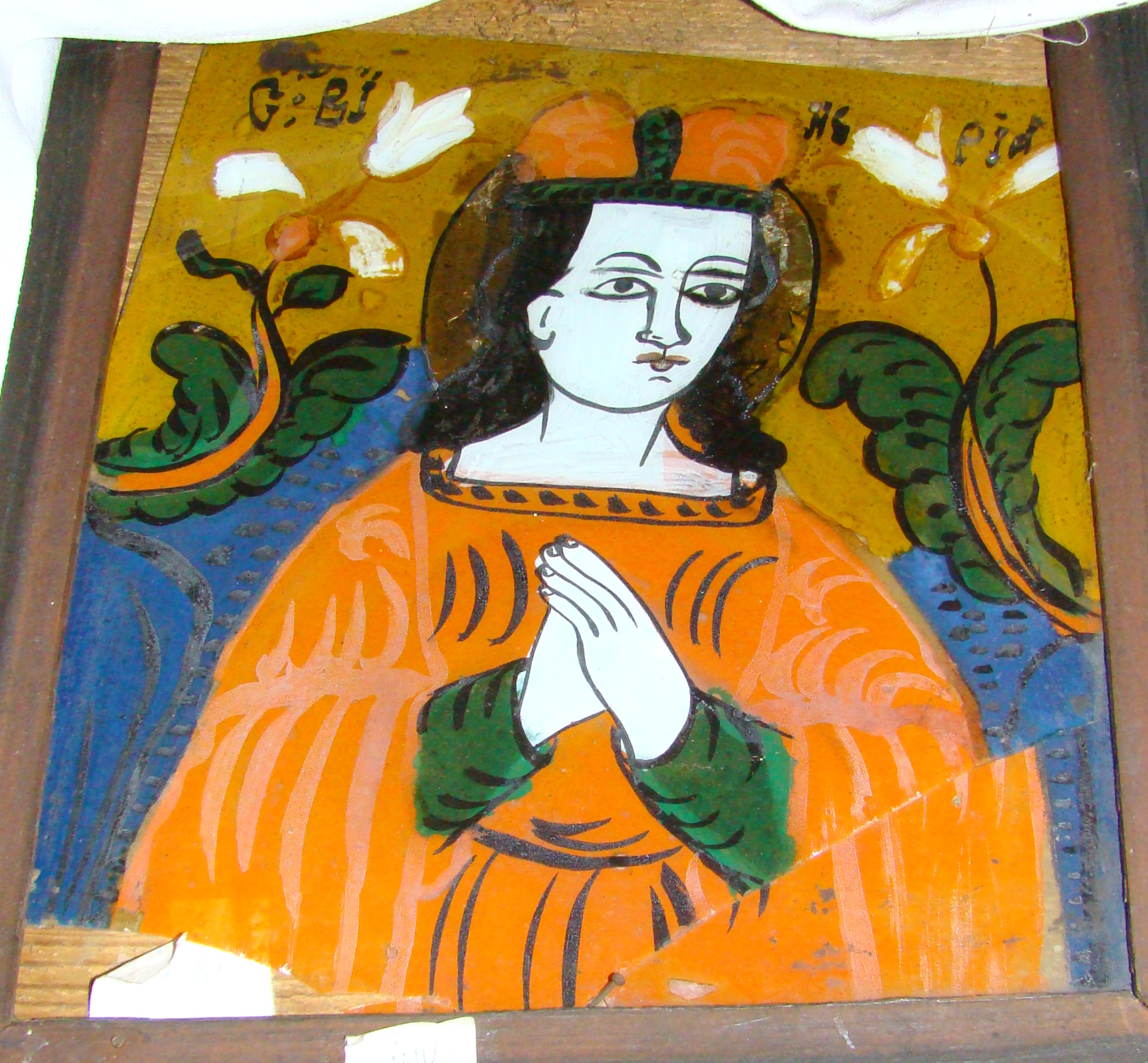
Icoană pe sticlă
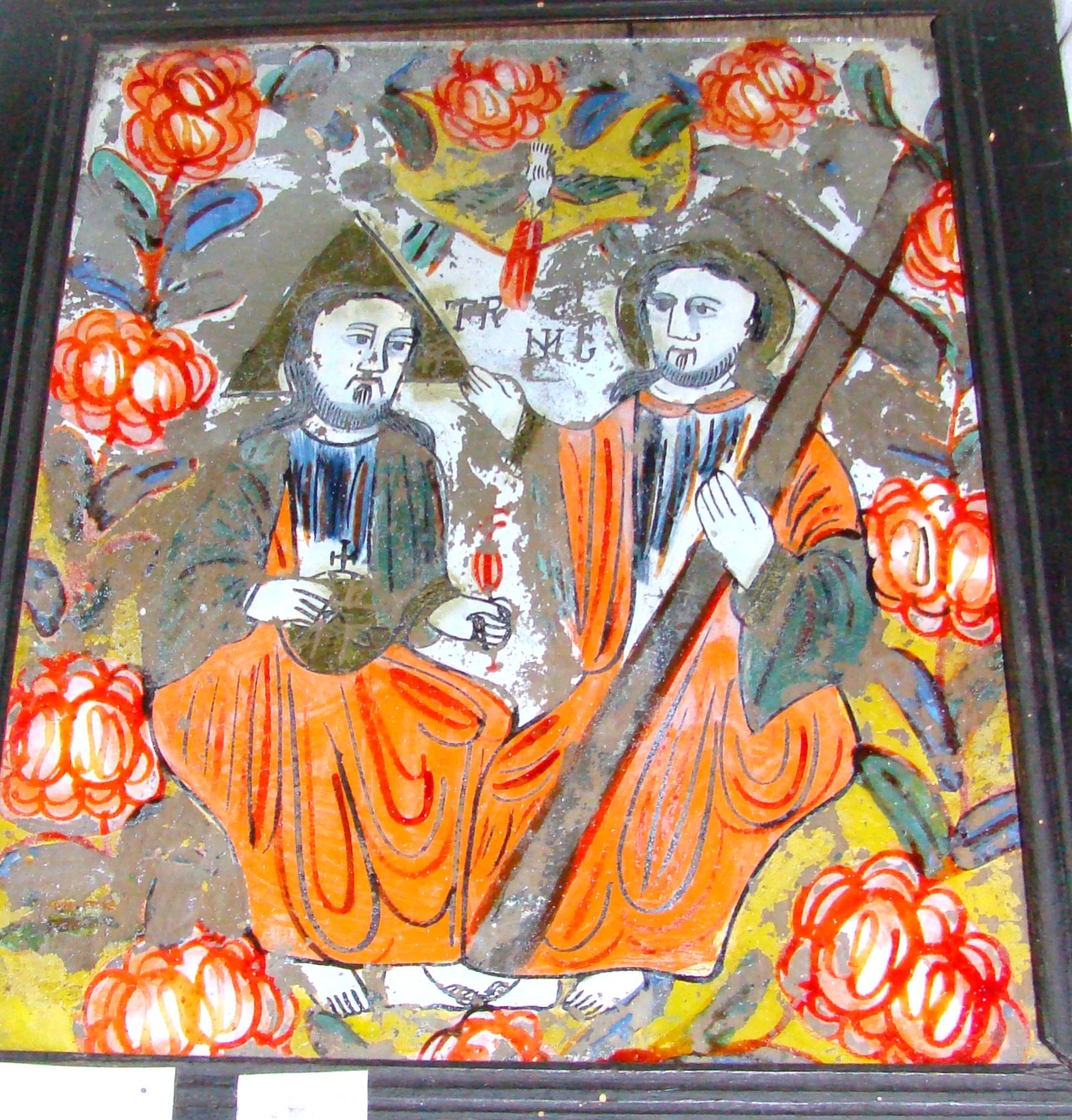
Icoană pe sticlă
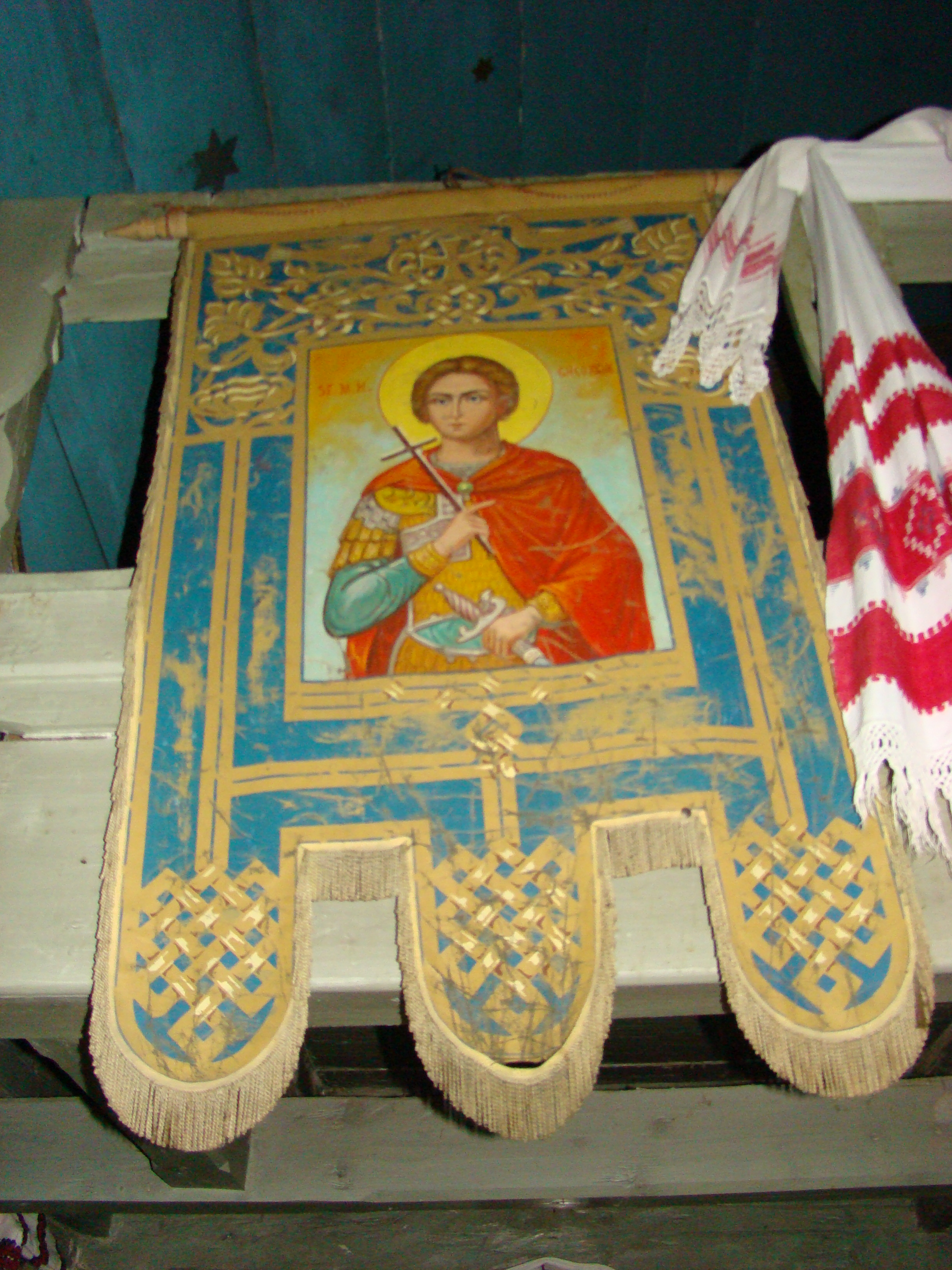
Prapur
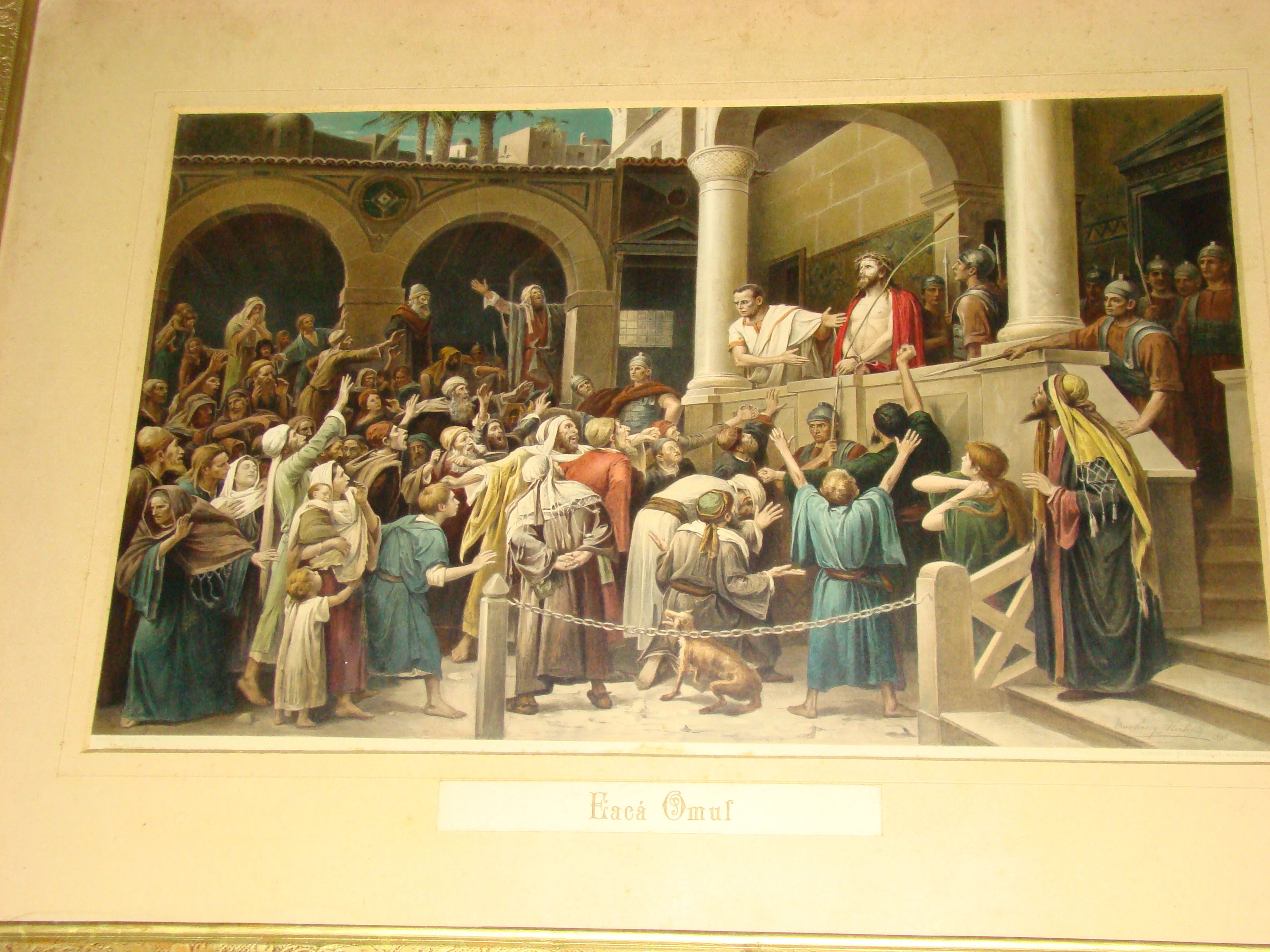
Patimile lui Iisus
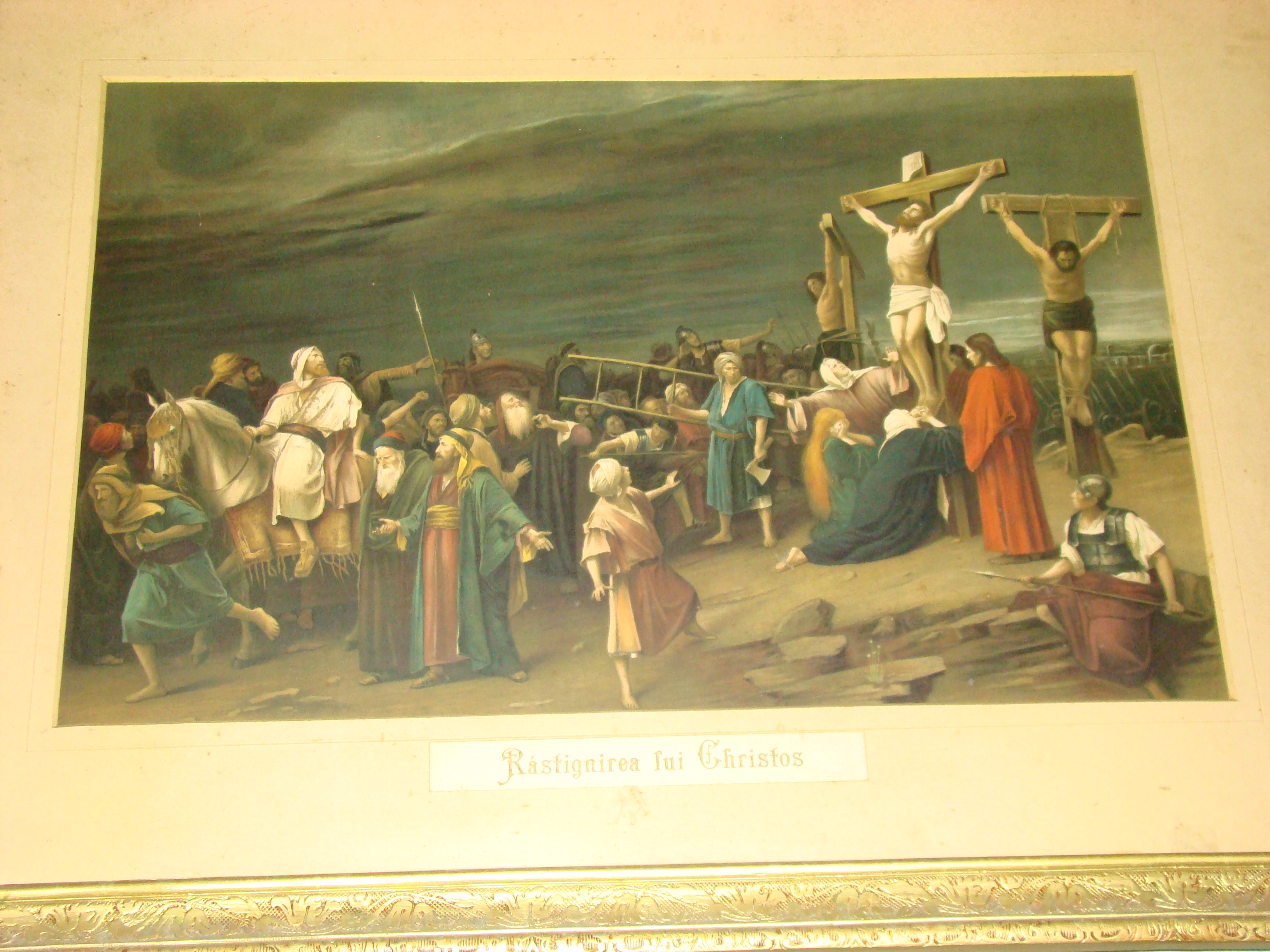
Răstignirea Domnului
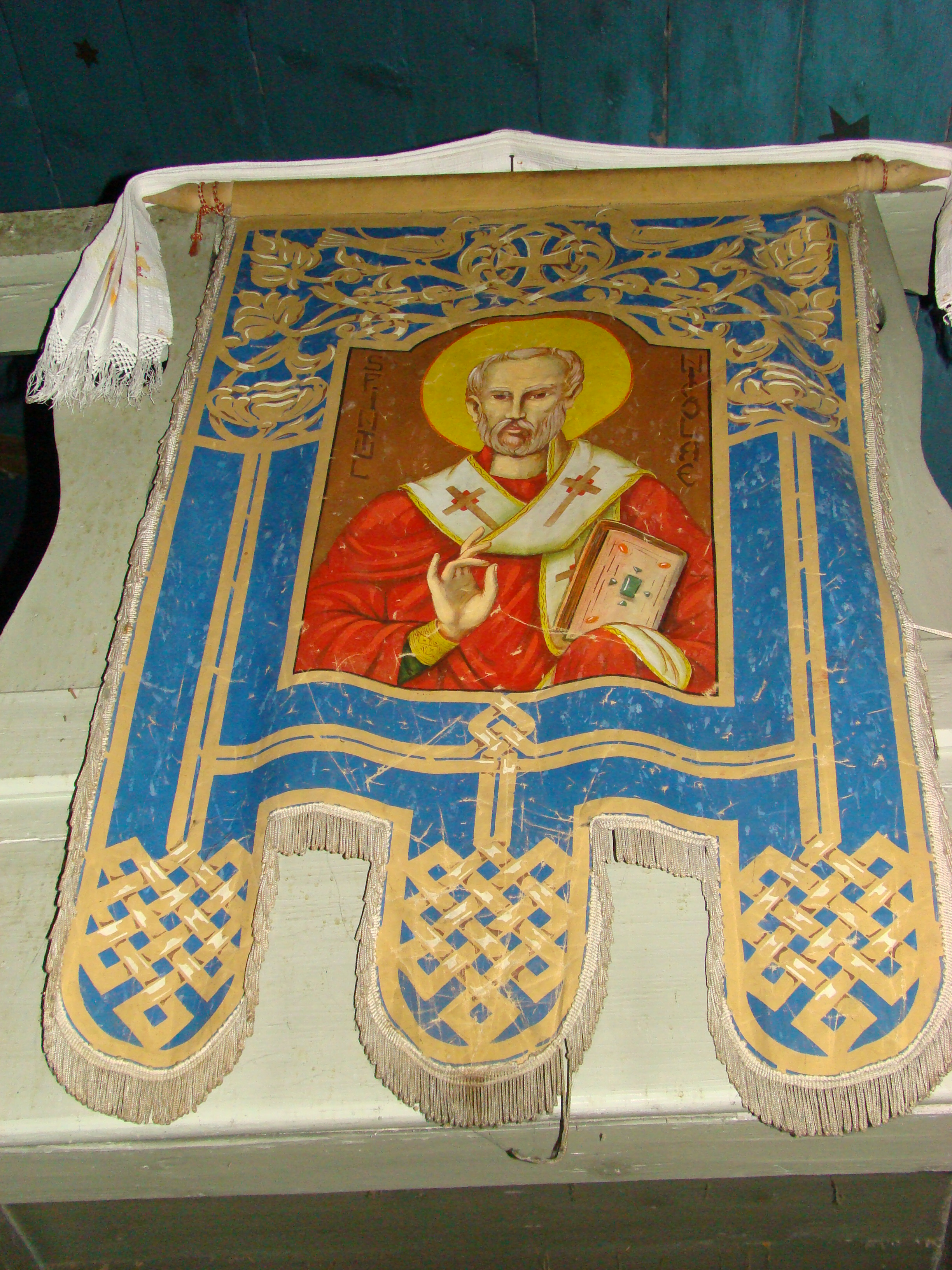
Prapur
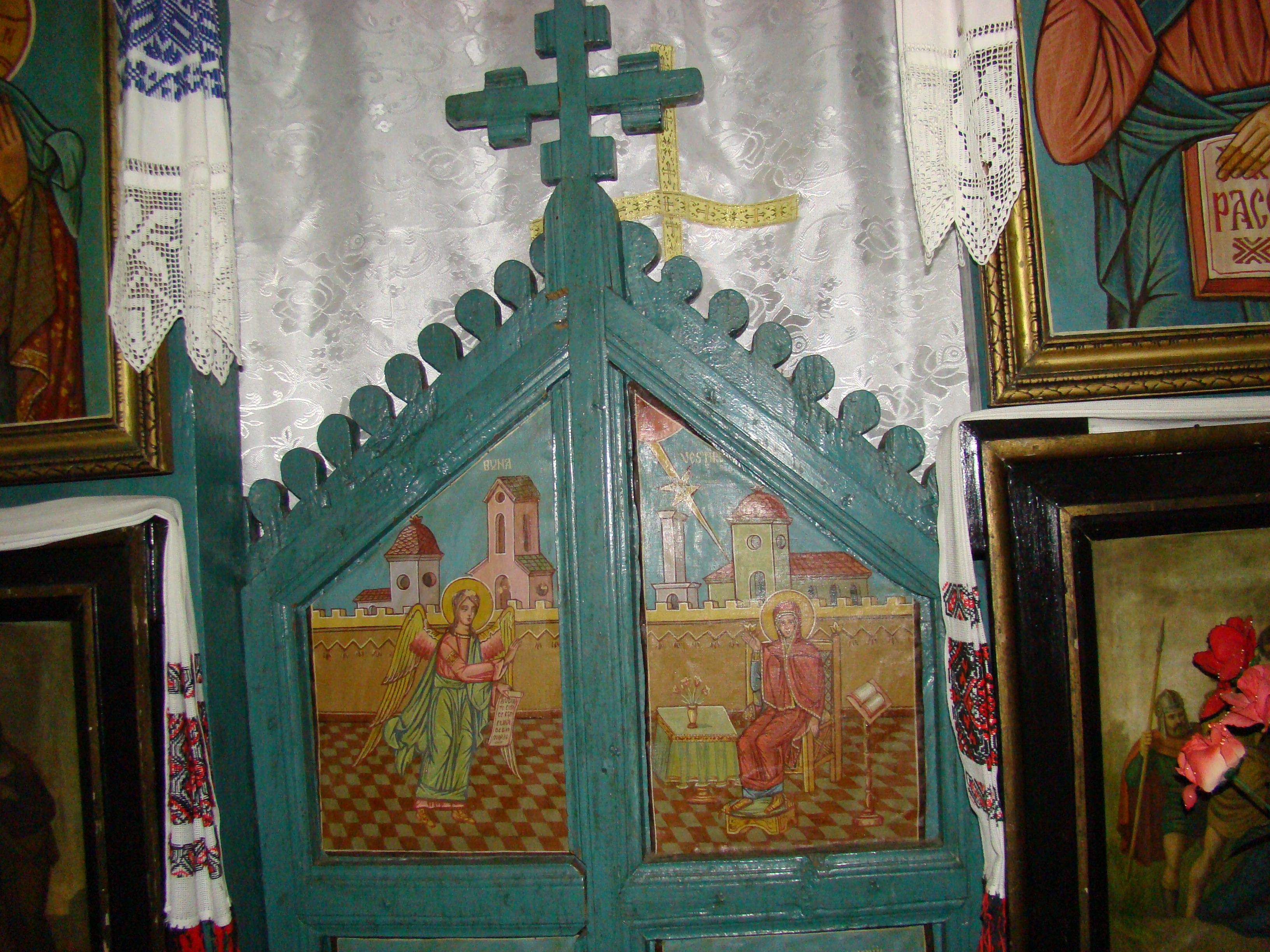
Ușile împărătești (detaliu)
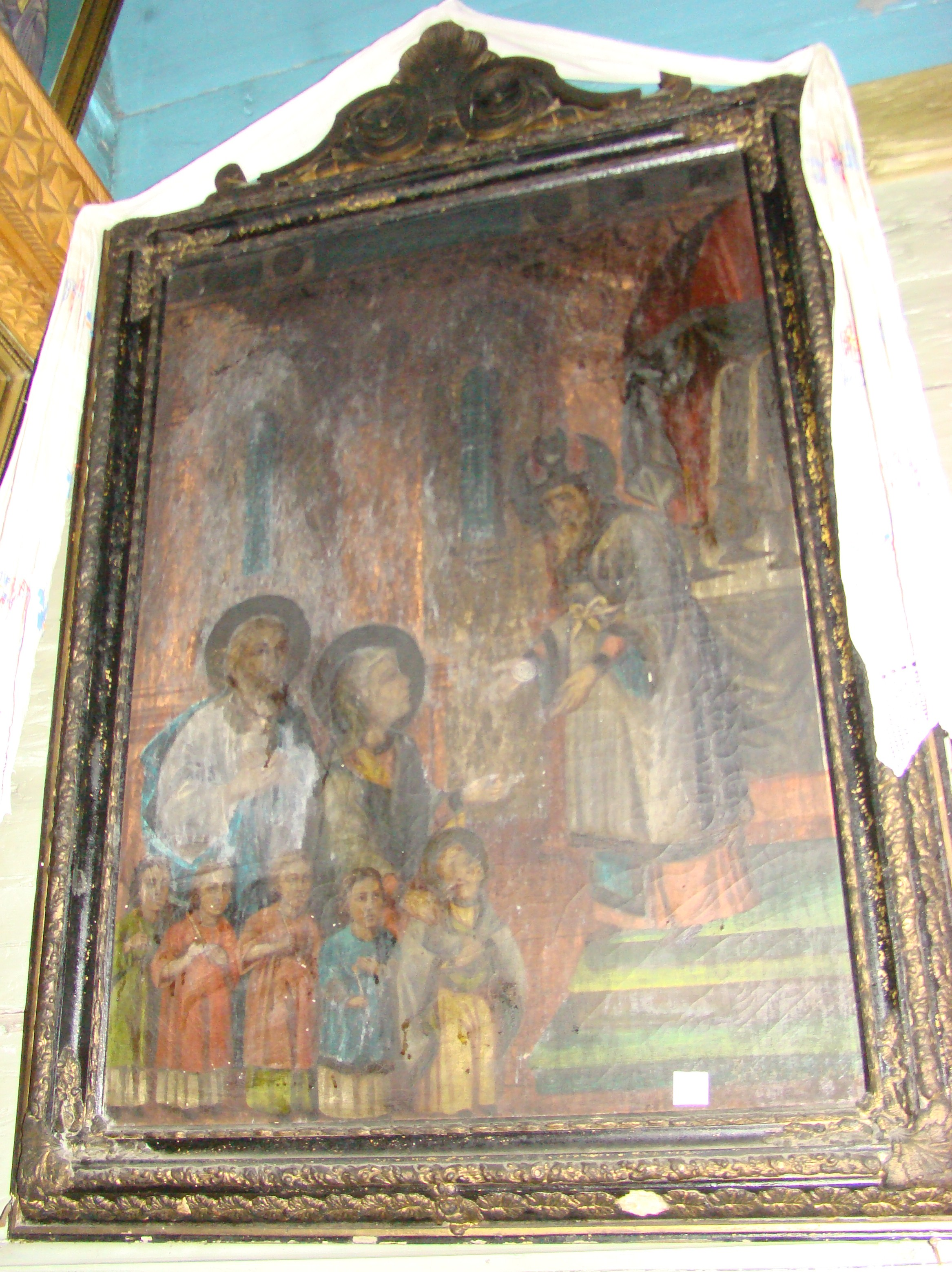
Icoană pe lemn
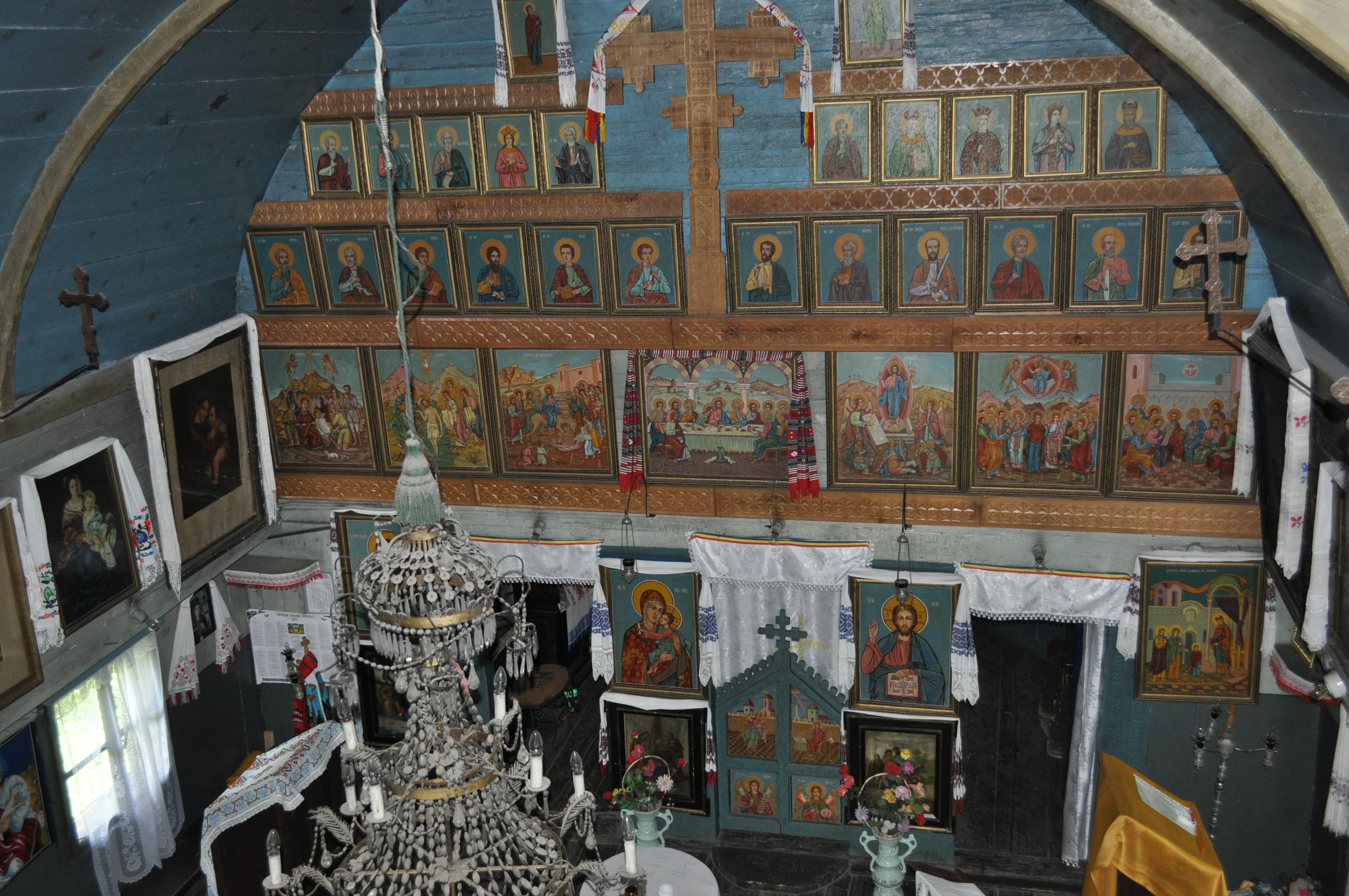
Iconostasul văzut din corul bisericii
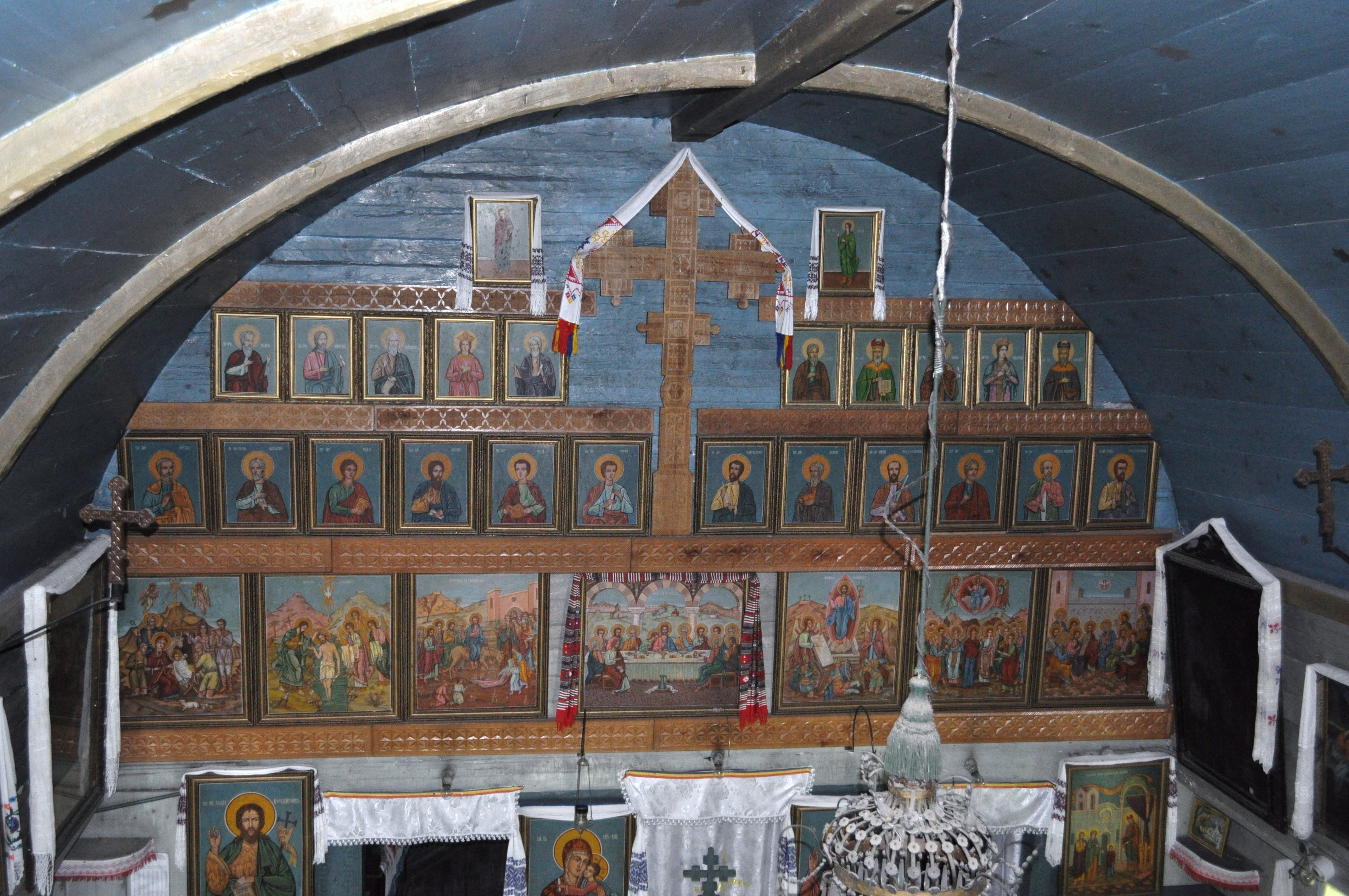
Iconostasul văzut din corul bisericii
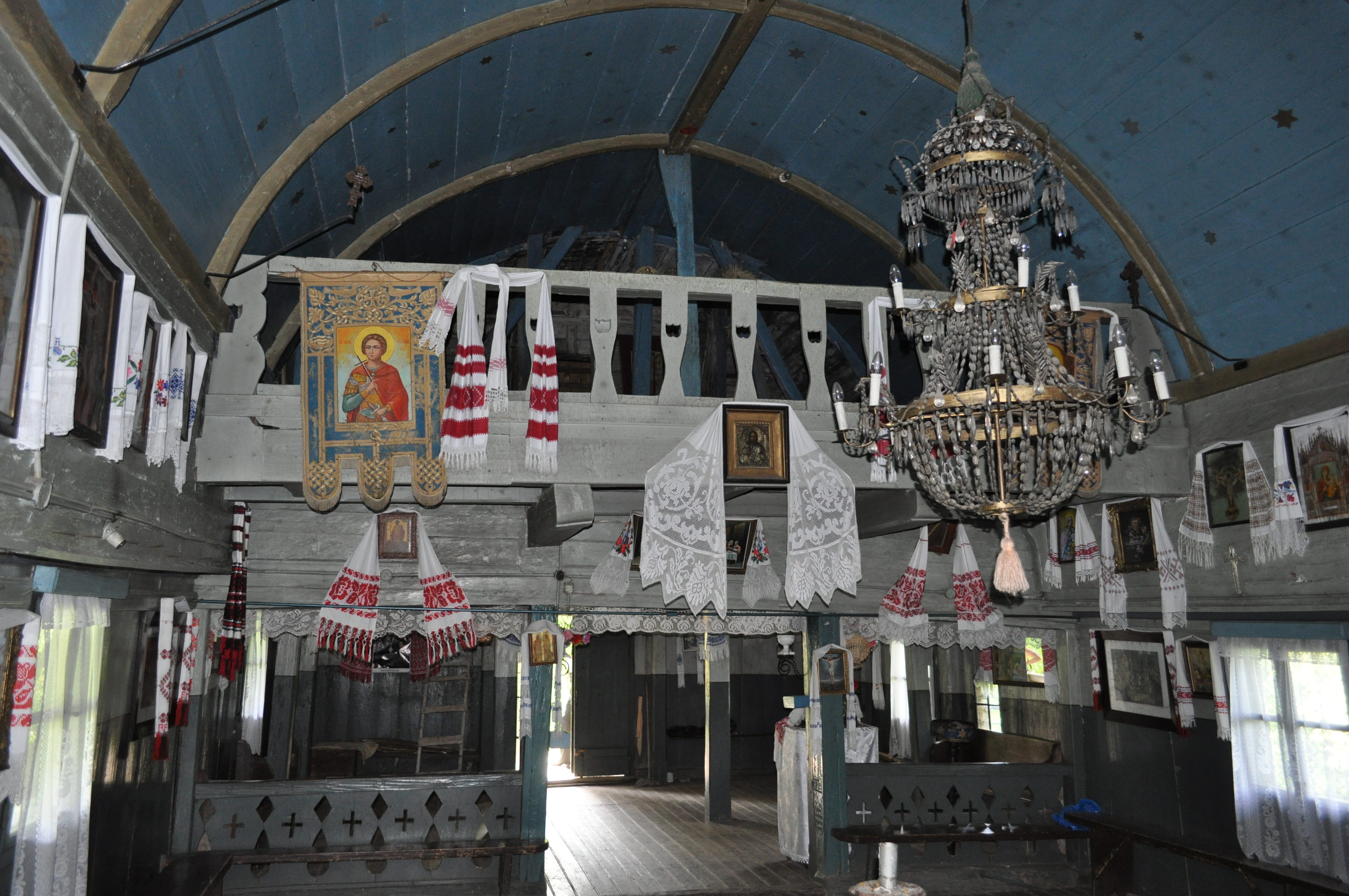
Pronaosul și corul bisericii
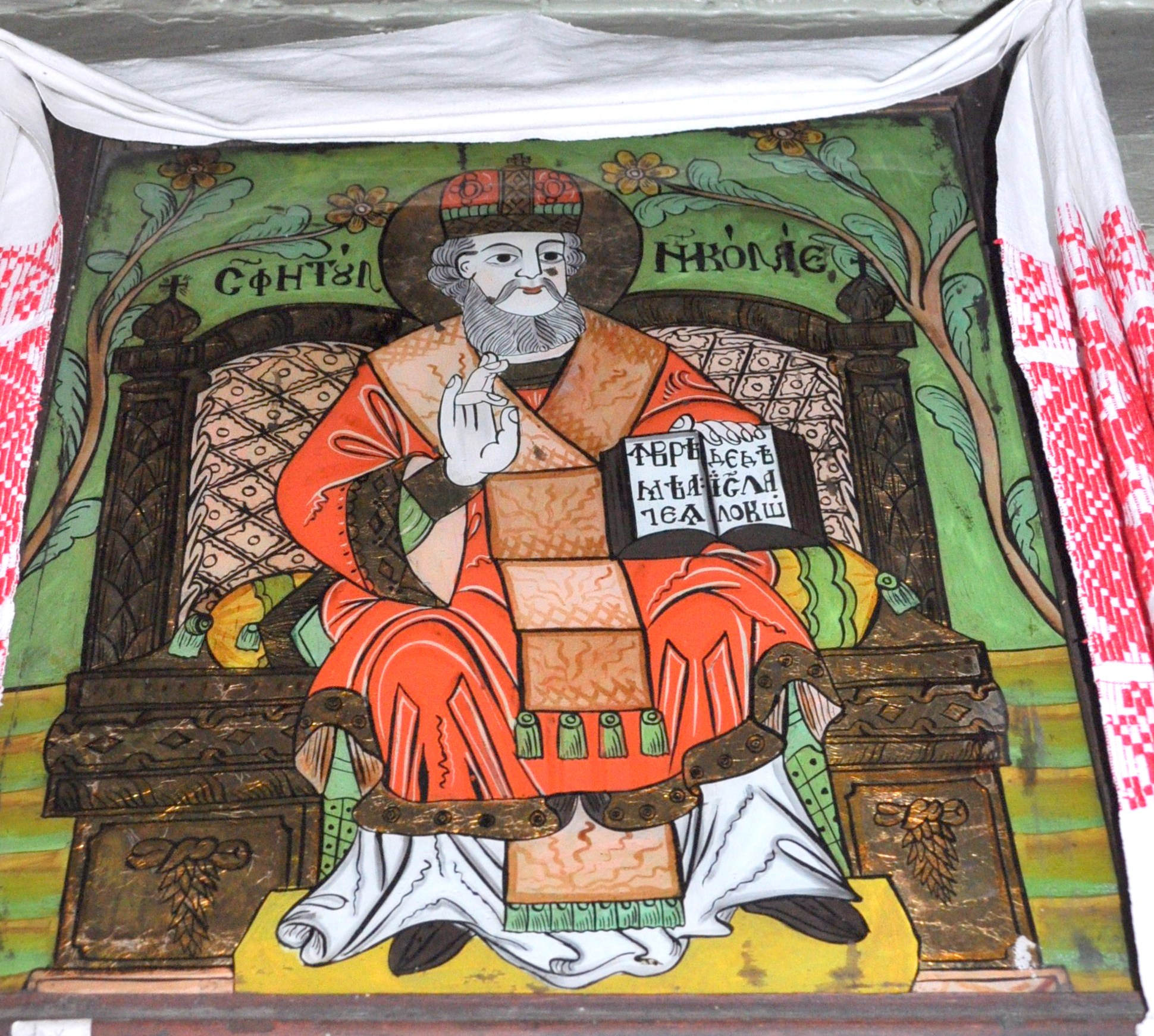
Icoană pe sticlă
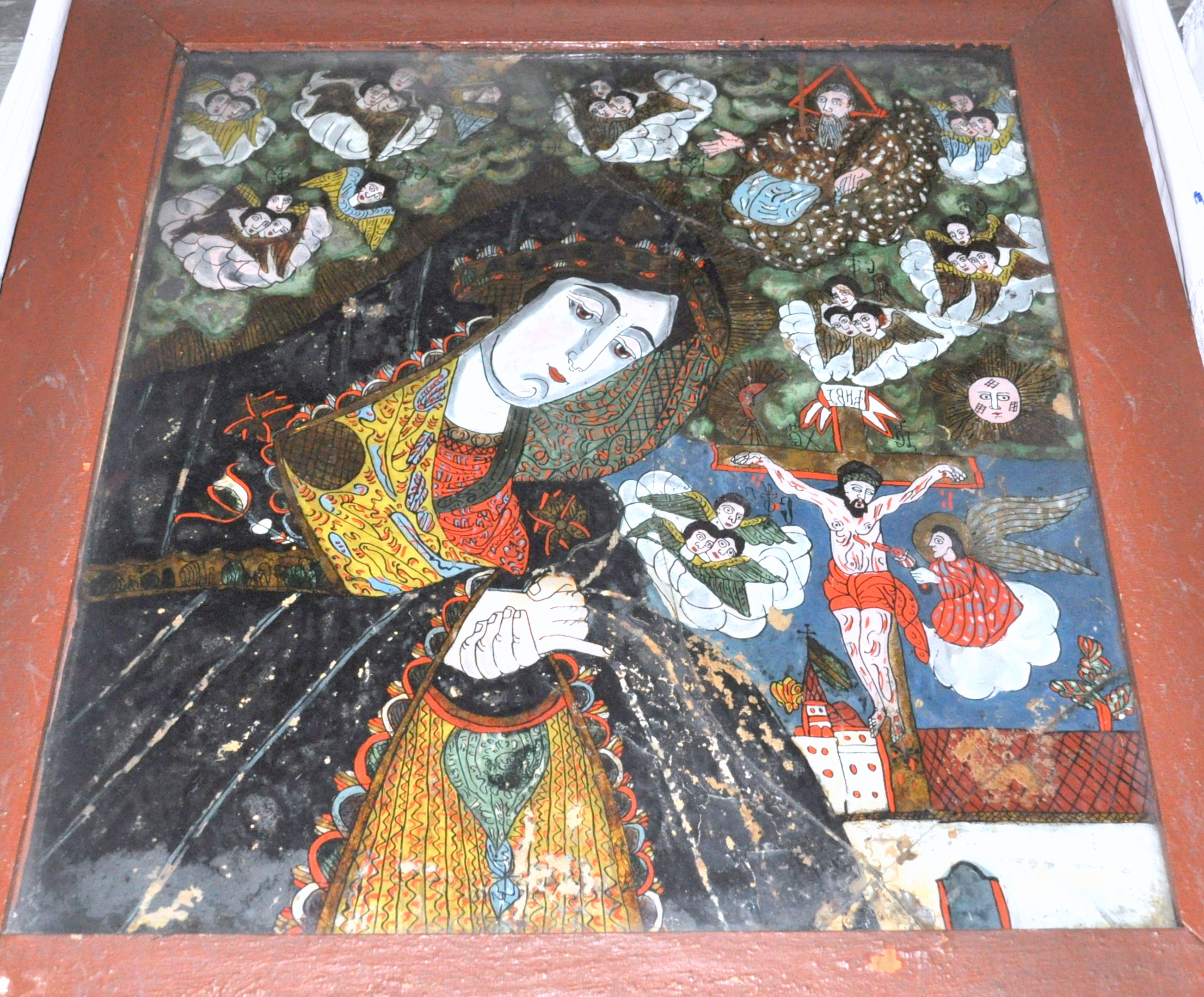
Icoană pe sticlă
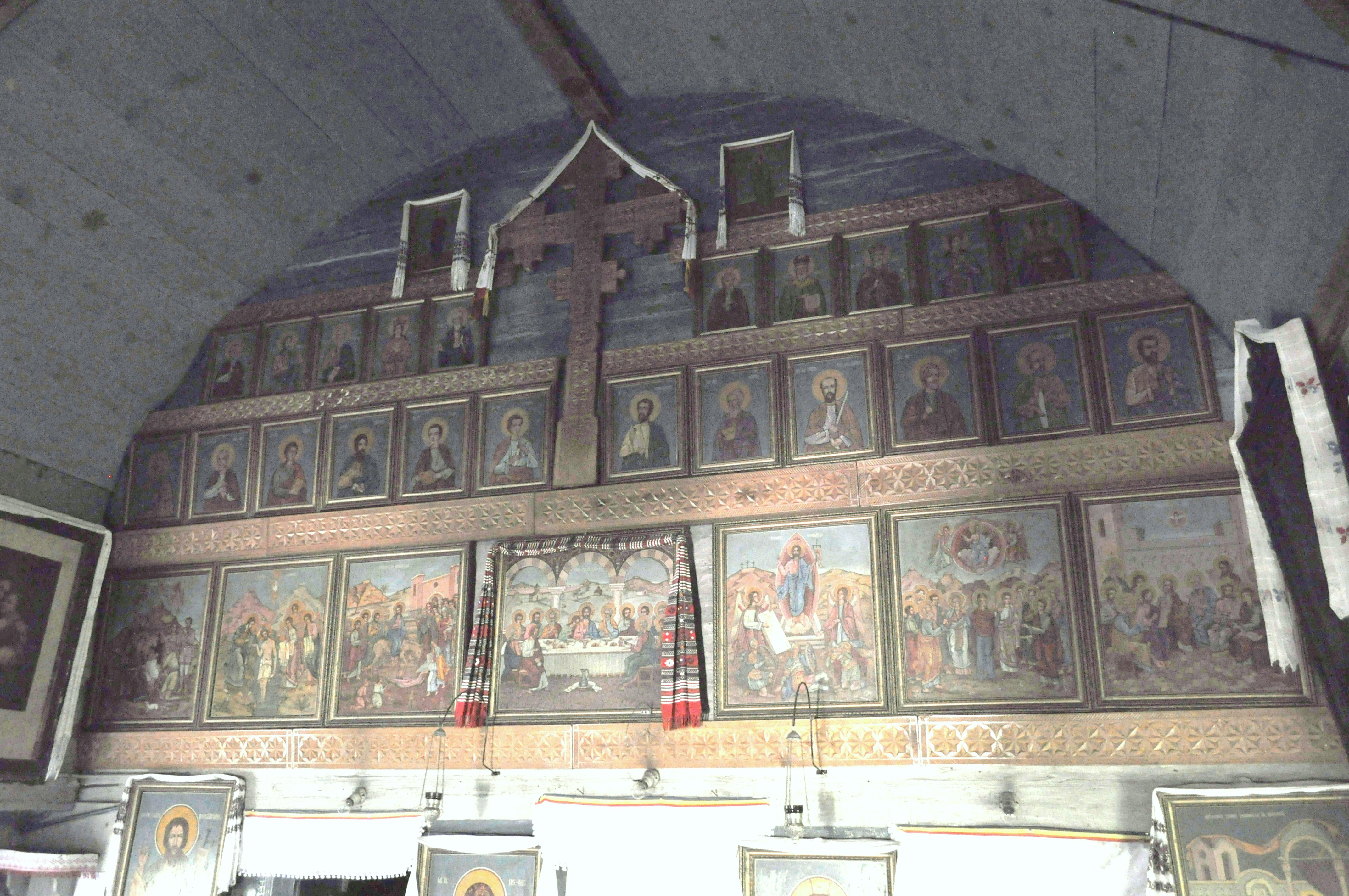
Catapeteasma
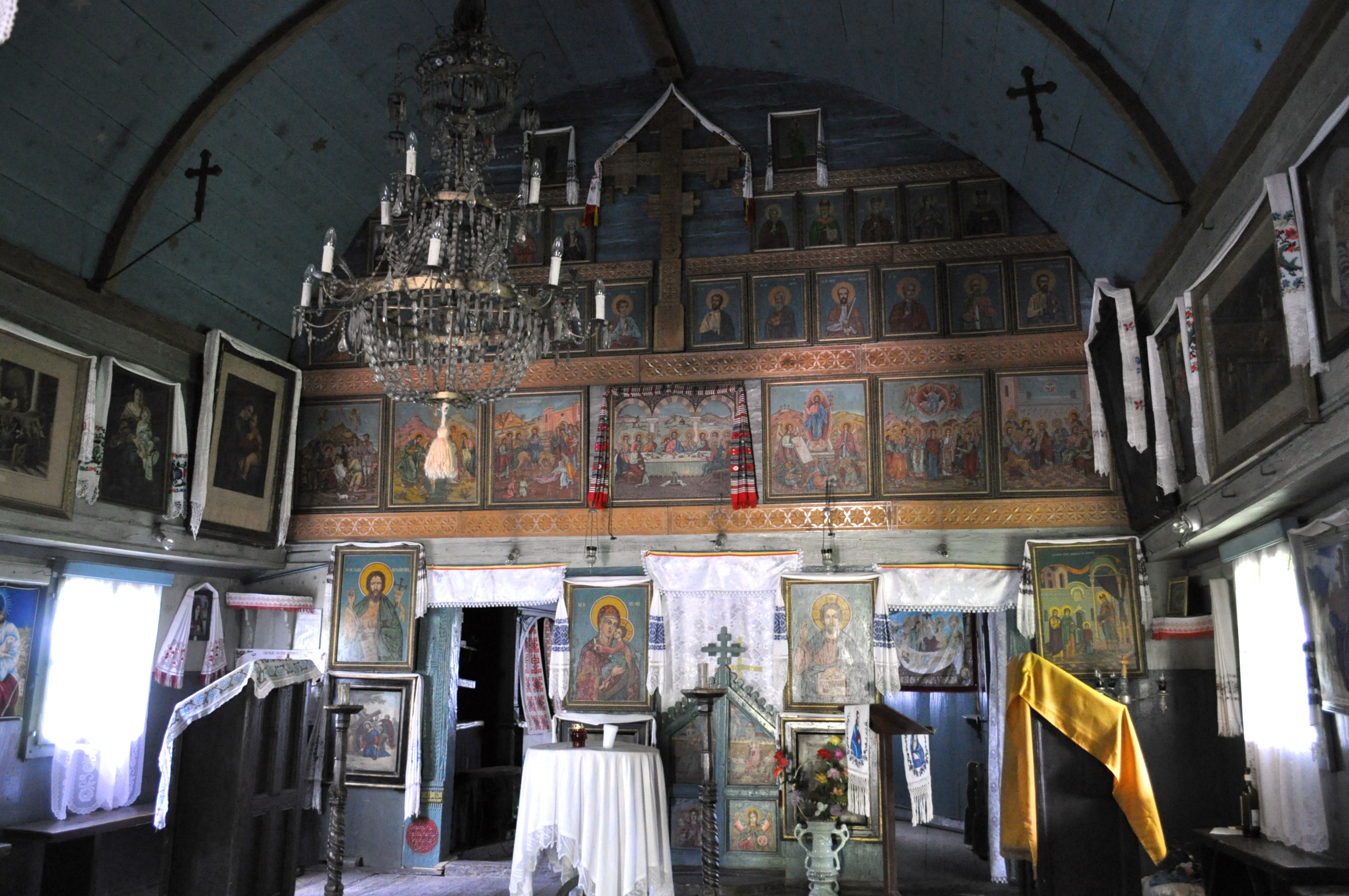
Interiorul navei
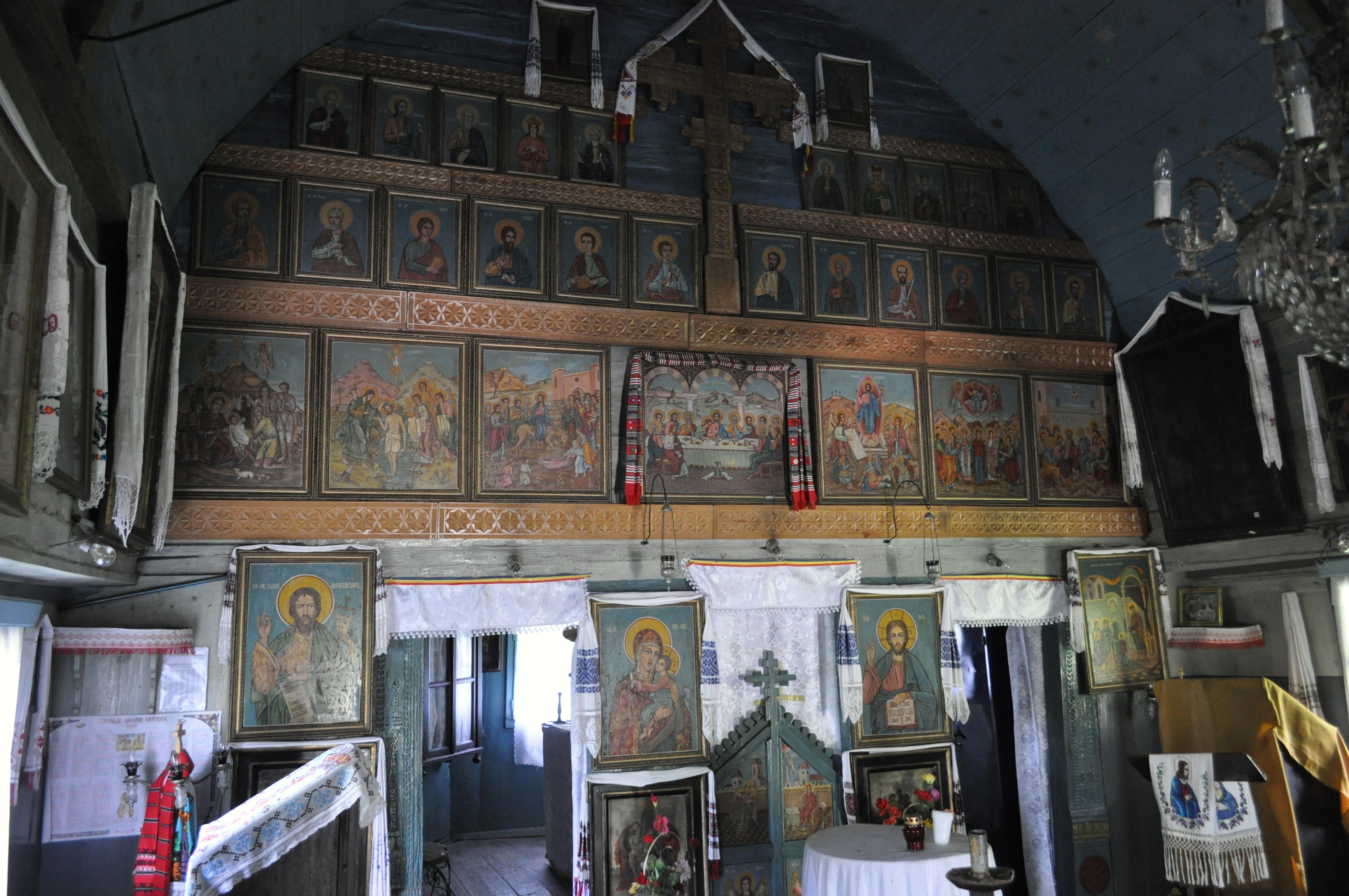
Iconostasul
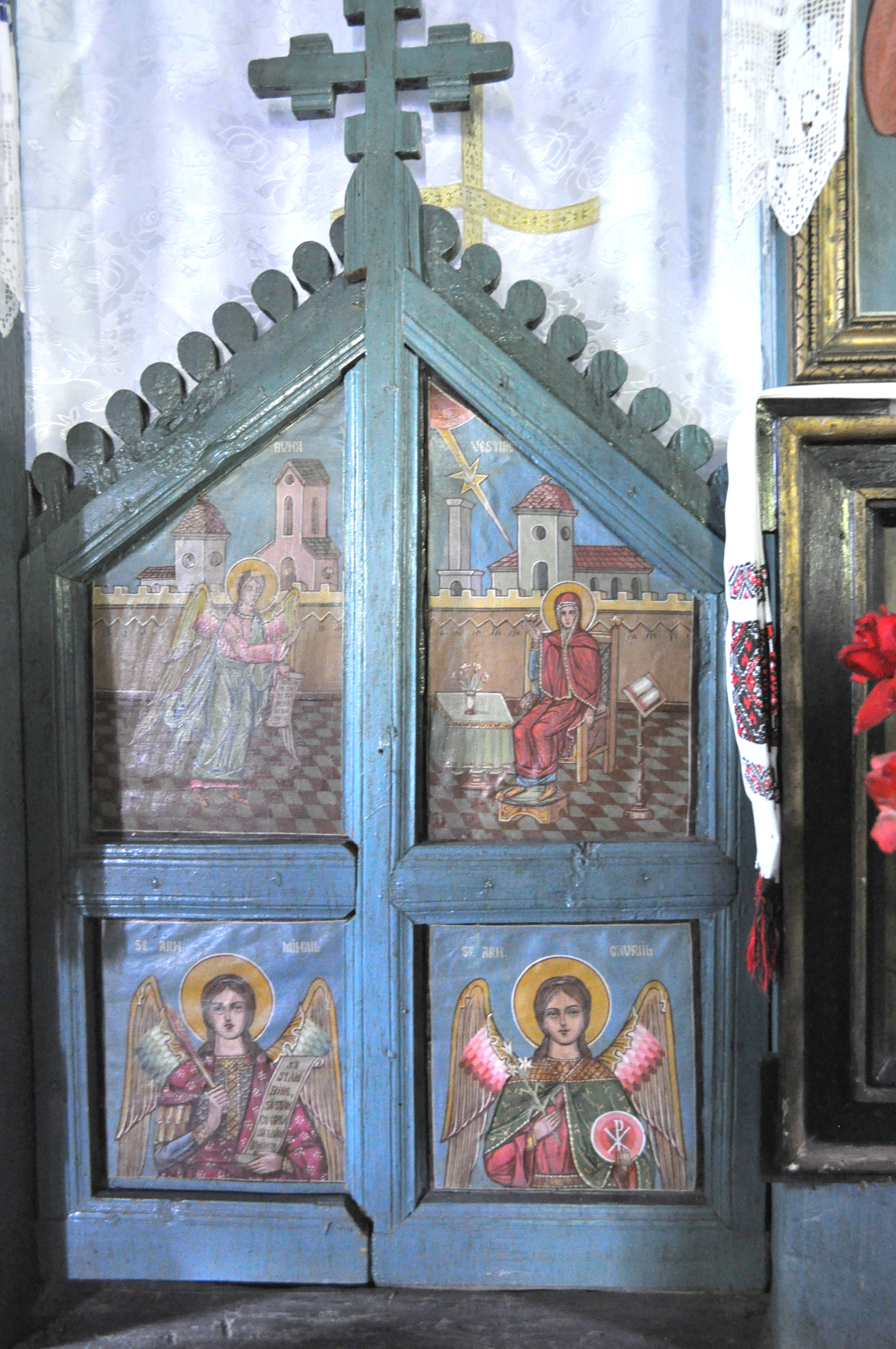
Ușile împărătești
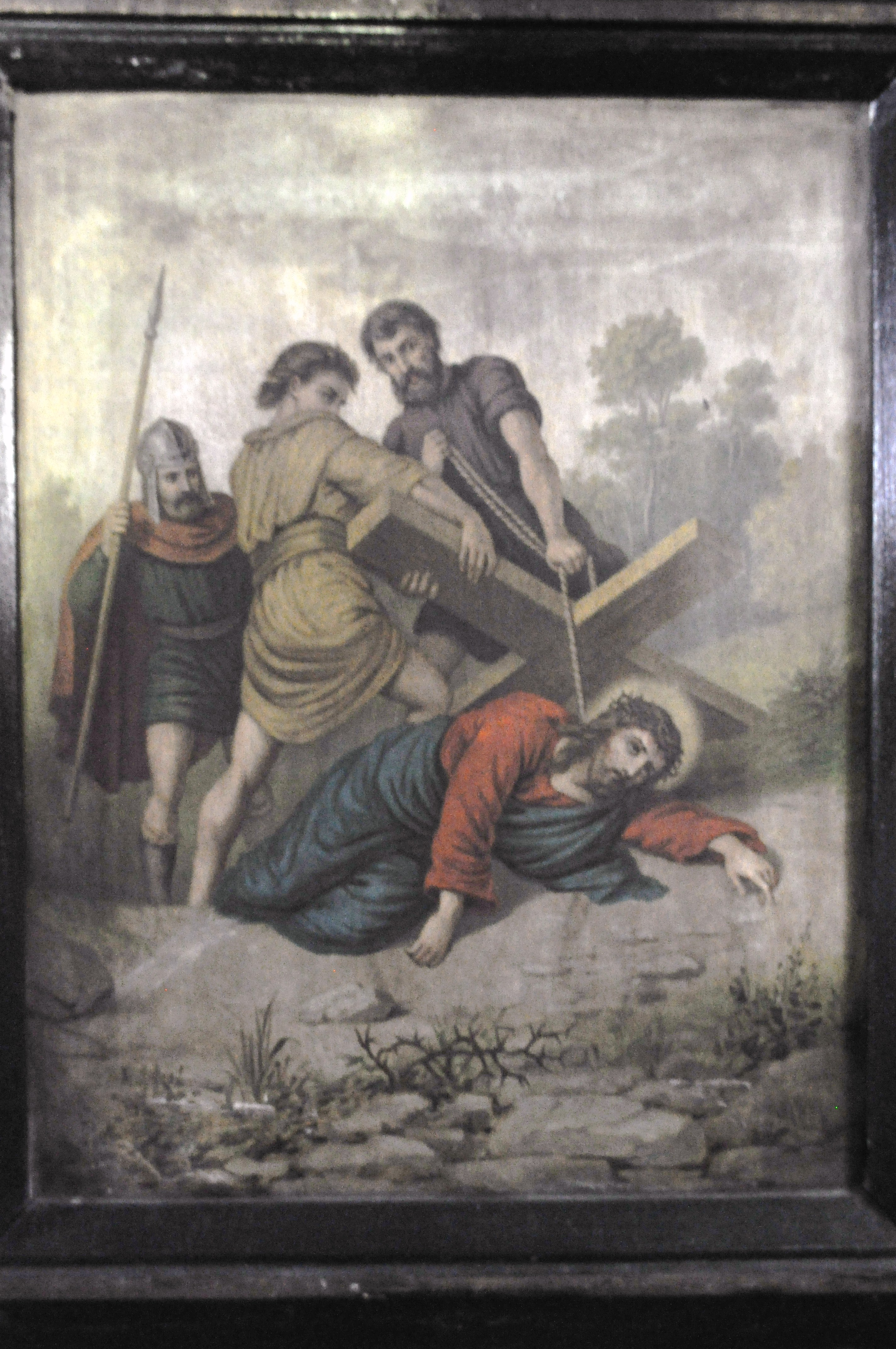
Patimile lui Iisus
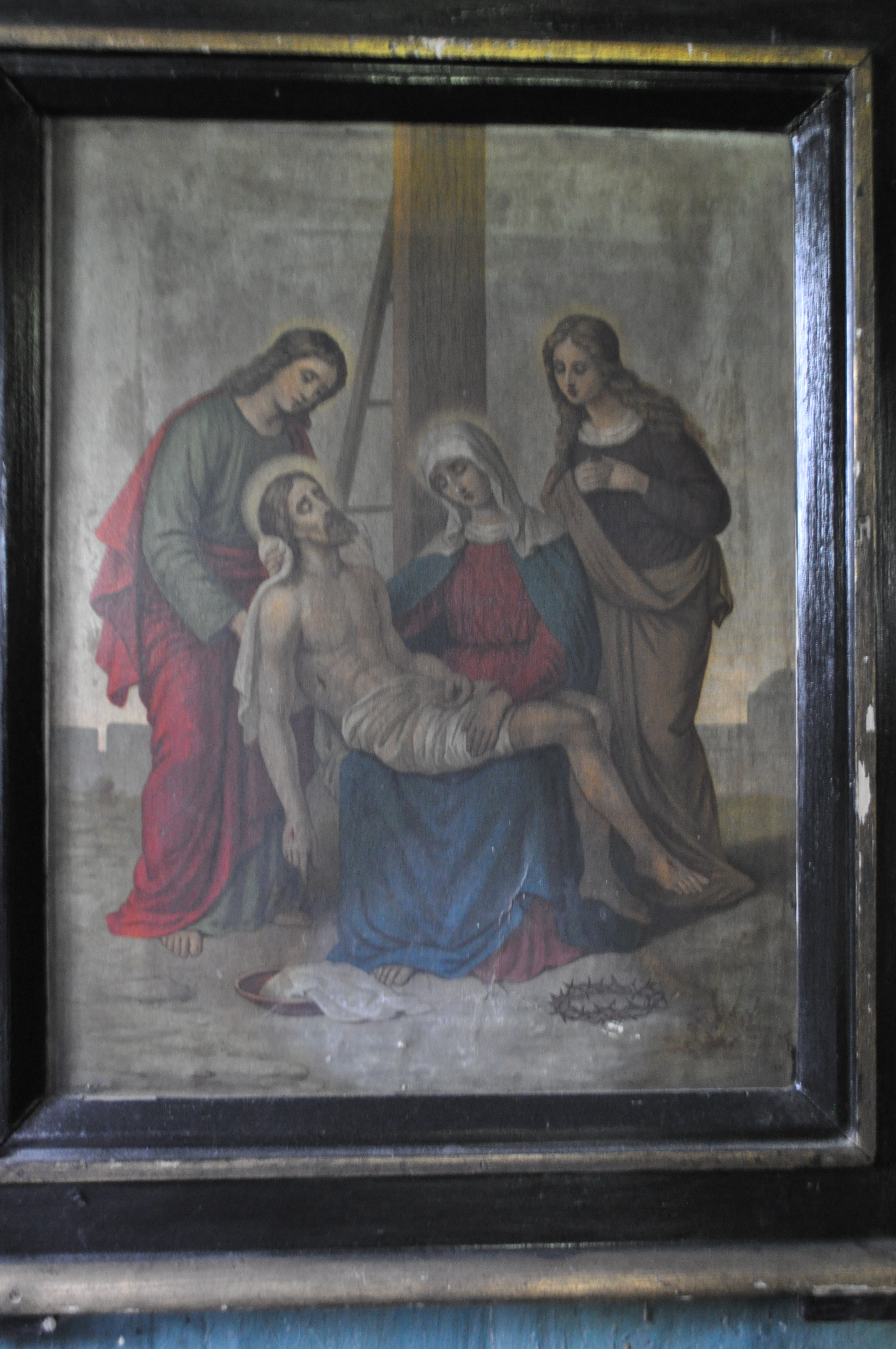
Coborârea de pe cruce
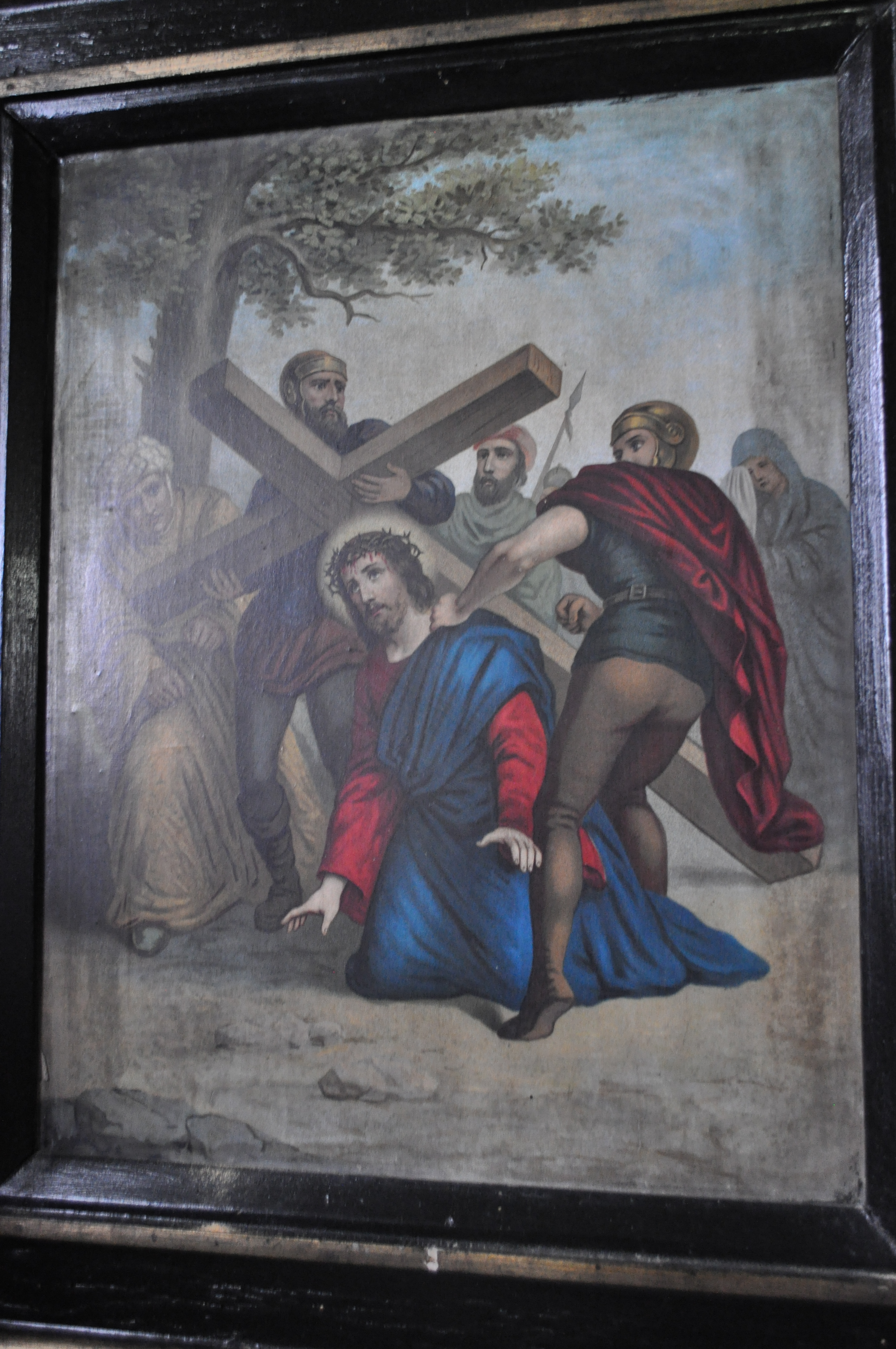
Patimile lui Iisus
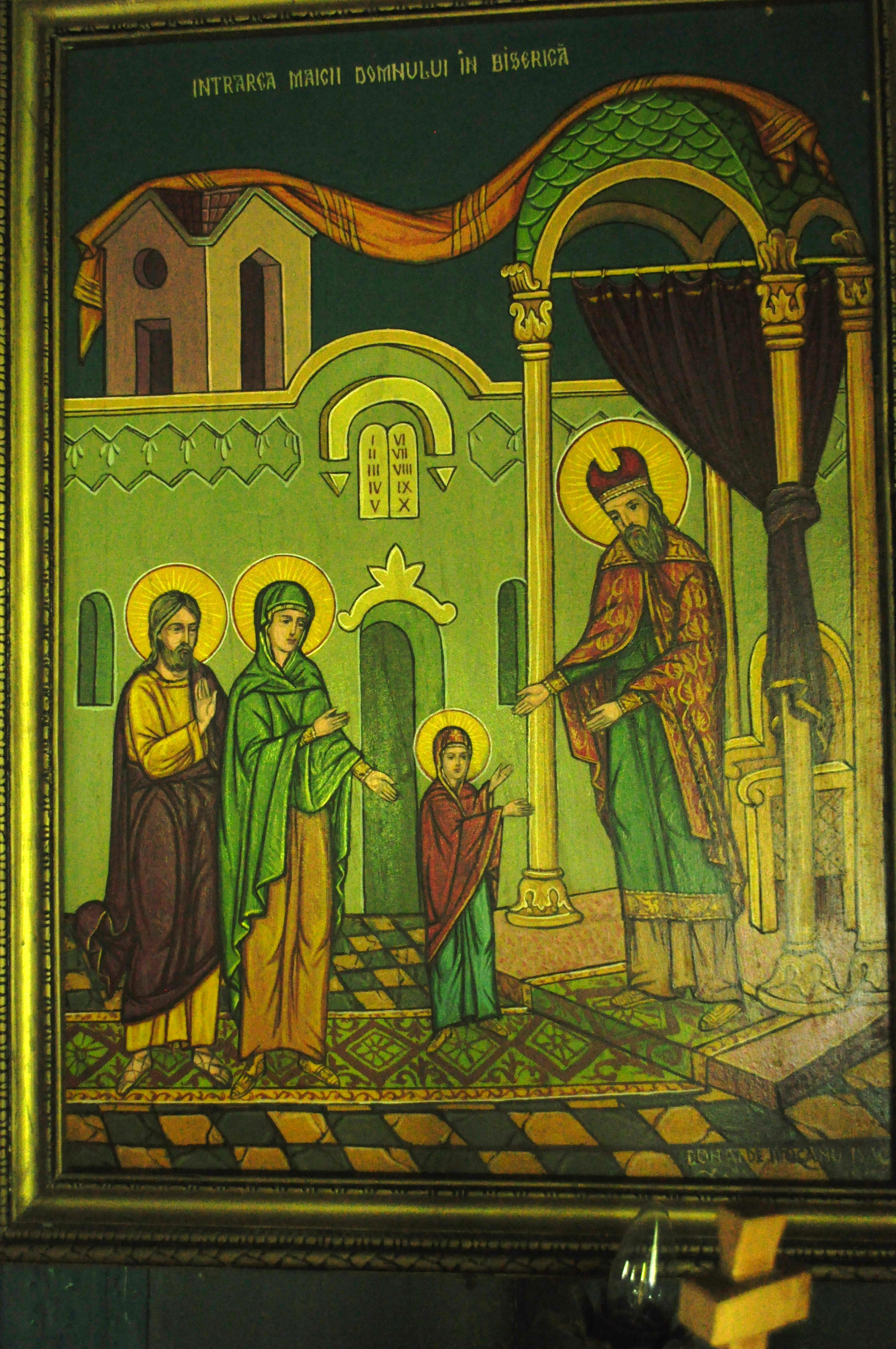
Intrarea Maicii Domnului în biserică
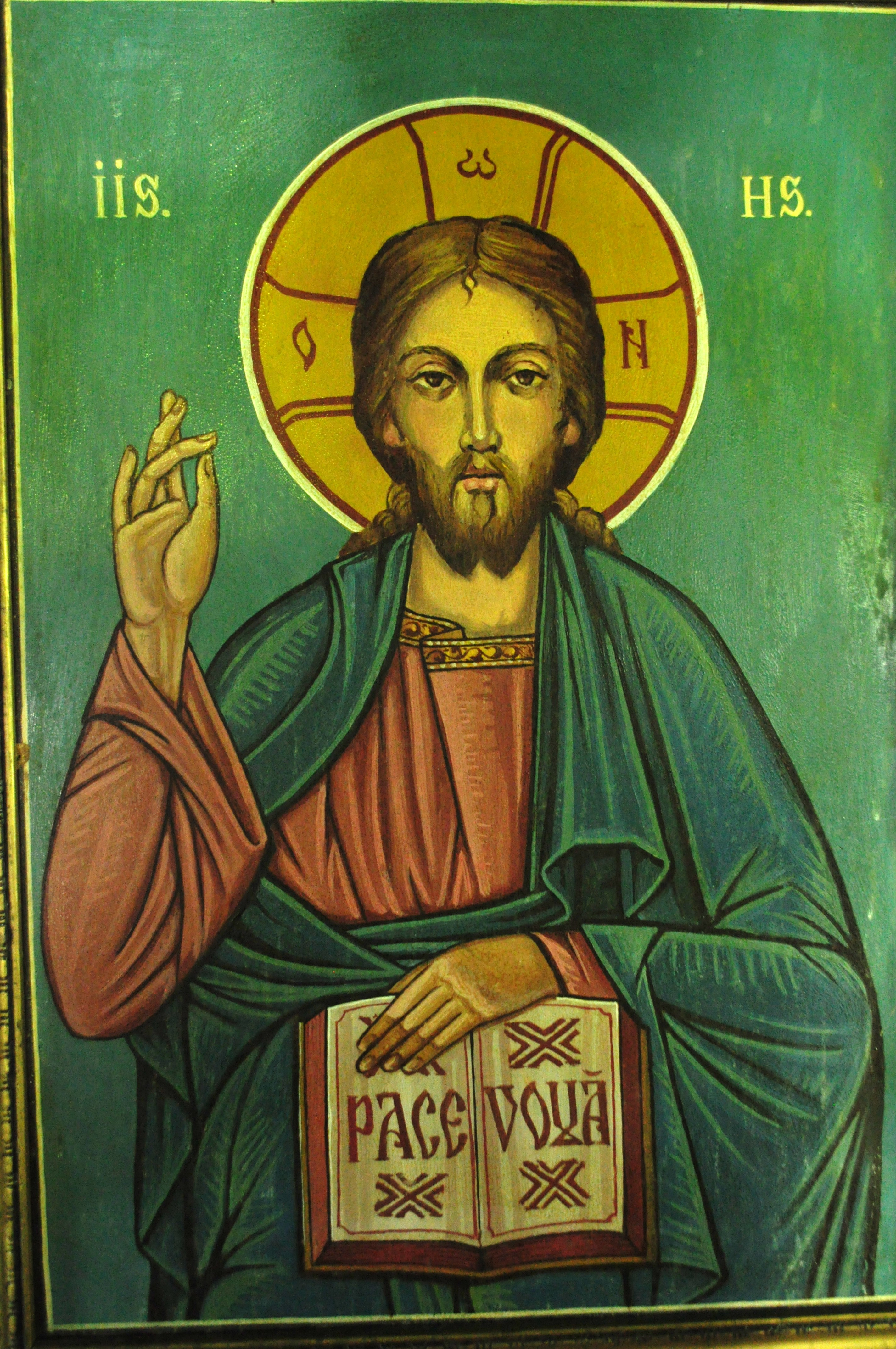
Iisus Hristos
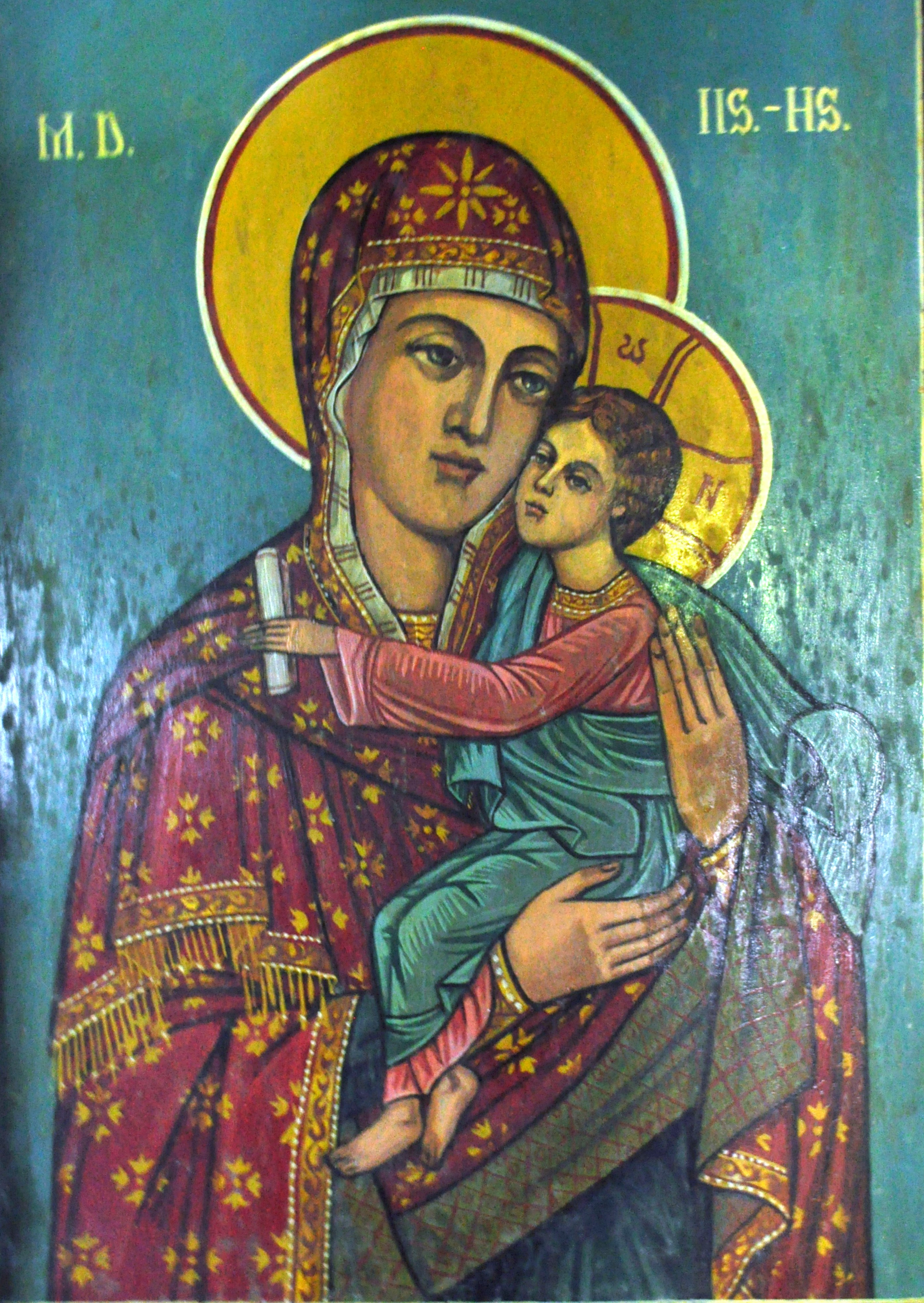
Maica Domnului
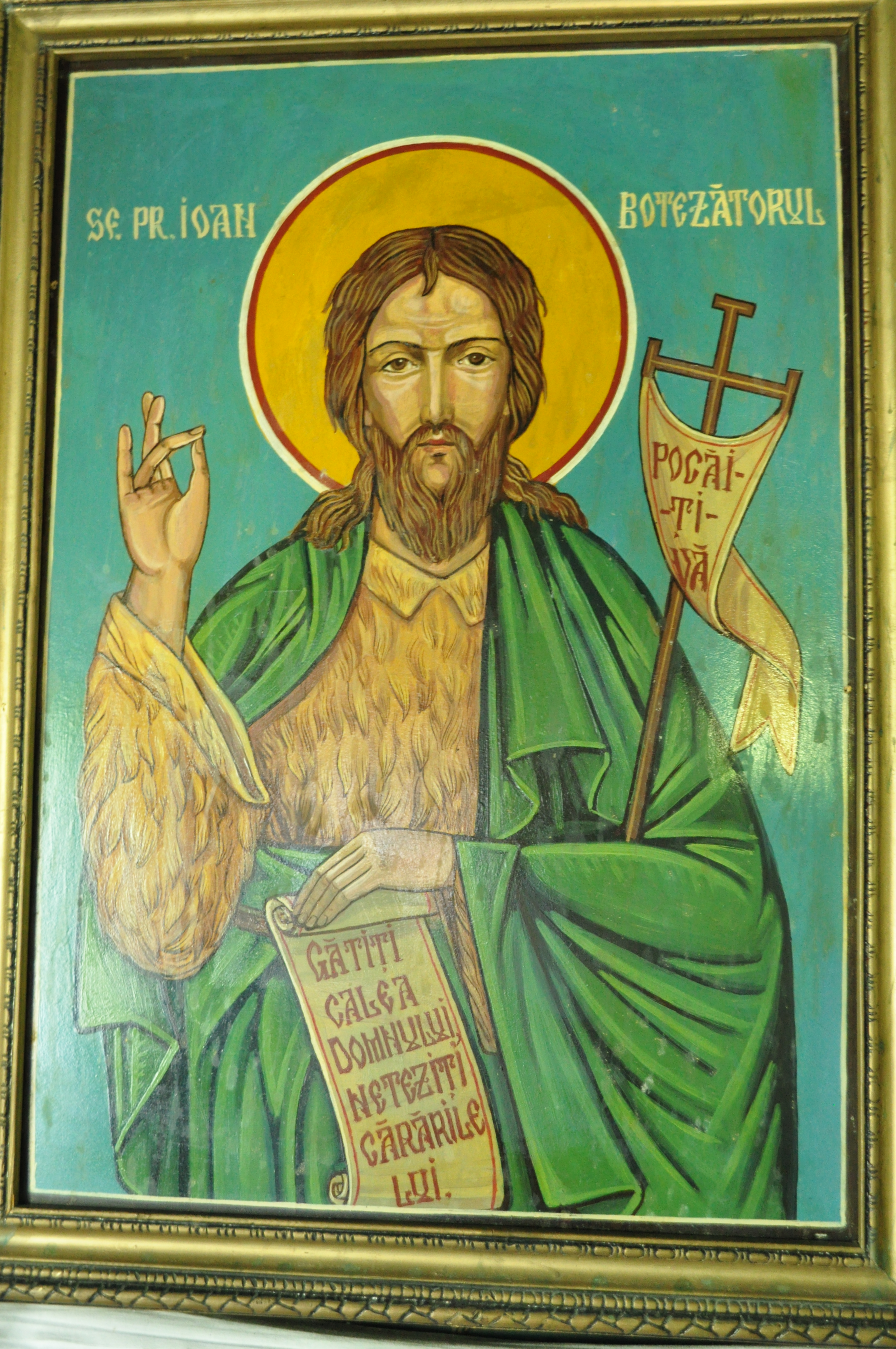
Sf. prooroc Ioan Botezătorul